# باكستان
بَاكِسْتَان (بالأردية: پاکستان ومعناها «أرض الطُهر» وتعني أيضًا «الأرض الطاهرة») ورسميًّا جُمْهُورِيّةُ بَاكِسْتَانُ الإسْلَامِيّةُ (بالأردية: اِسْلامي جَمْہُورِیَہ پاکِسْتَان)؛ هي دولة ذات سيادة في جنوب آسيا، تُعتبر خامس دولة في العالم من حيث عدد السكان، ويبلغ عدد سكانها أكثر من 241.5 مليون نسمة، ولديها ثاني أكبر عدد من السكان المسلمين اعتبارًا من عام 2023. إسلام آباد هي عاصمة البلاد، بينما كراتشي هي أكبر مدنها ومركزها المالي باكستان الدولة الـ33 في العالم من حيث المساحة. ولديها 1046 كيلومتر (650 ميل) من الخط الساحلي على طول بحر العرب وخليج عمان في الجنوب وتحدها الهند من الشرق وأفغانستان إلى الغرب وإيران في الجنوب الغربي والصين في أقصى الشمال الشرقي على التوالي. ويفصل طاجيكستان عنها ممر واخان في أفغانستان في الشمال، وتشترك أيضا بالحدود البحرية مع الهند وعُمان.
تأسست البلاد عام 1947م عقب إنفصالها عن الهند، في البداية كانت باكستان تابعة للكومنولث البريطاني، وصاغت دستورها رسميًا في عام 1956، وظهرت كجمهورية إسلامية مُعلنة. في عام 1971، انفصل جيب باكستان الشرقية ليصبح دولة بنغلاديش الجديدة بعد حرب أهلية استمرت تسعة أشهر. وفي العقود الأربعة التالية، حكمت باكستان حكومات تراوحت أوصافها، على الرغم من تعقيدها، بين المدنية والعسكرية، والديمقراطية والاستبدادية، والعلمانية والإسلامية نسبياً.
وكانت الأراضي التي تشكل الآن باكستان سابقًا موطناً للعديد من الحضارات القديمة، بما في ذلك موقع العصر الحجري الحديث الذي يبلغ عمره 8500 عام في مهرغاره في بلوشستان، وحضارة وادي السند في العصر البرونزي، وحضارة غاندهارا القديمة. كانت المناطق التي تشكل دولة باكستان الحديثة مملكة لإمبراطوريات وممالك يحكمها أتباع الديانات والثقافات المختلفة، بما في ذلك الهندوس، الهند الإغريق، المسلمين، توركو-المغول والأفغان والسيخ. وقد حكمت المنطقة من قبل العديد من الإمبراطوريات والسلالات، بما في ذلك ماوريان الإمبراطورية الهندية، الإمبراطورية الأخمينية الفارسية والإسكندر المقدوني، والخلافة الأموية العربية، والإمبراطورية المغولية والإمبراطورية دوراني وإمبراطورية السيخ والإمبراطورية البريطانية. نتيجة لحركة باكستان بقيادة محمد علي جناح ونضال شبه القارة من أجل الاستقلال، تم إنشاء باكستان في عام 1947 كدولة مستقلة للمسلمين من المناطق في شرق وغرب شبه القارة الهندية حيث كانت هناك أغلبية مسلمة. في البداية سيادة، اعتمدت باكستان دستور جديد في عام 1956، لتصبح جمهورية إسلامية. وأسفرت الحرب الأهلية في عام 1971 في انفصال باكستان الشرقية بوصفها البلد الجديد بنغلاديش.
وباكستان هي جمهورية برلمانية إسلامية اتحادية تتألف من أربع أقاليم تحكم بطريقة فيدرالية. وهو بلد متنوع عرقيًا ولغويًا، مع اختلاف مماثل في جغرافيتها والحياة البرية. وهي قوة إقليمية ومتوسطة، باكستان لديها سابع أكبر قوات مسلحة في العالم، وهي أيضًا قوة نووية وكذلك دولة تمتلك أسلحة نووية معلنة، وهي الدولة الوحيدة في العالم الإسلامي التي تمتلكه، والثانية في جنوب آسيا، ليكون هذا المركز. لديها اقتصاد الصناعة شبه مع قطاع الزراعة المتكاملة جيداً، واقتصادها هو الأكبر 26 في العالم من حيث القوة الشرائية و 45 أكبر من حيث الناتج المحلي الإجمالي الإسمي ويتميز أيضًا بين الاقتصادات الناشئة ونمو رئيسي بالعالم.
وقد اتسم تاريخ ما بعد الاستقلال من باكستان فترات من الحكم العسكري، وعدم الاستقرار السياسي والنزاعات مع الهند المجاورة. استمرار البلاد في مواجهة المشاكل الصعبة، بما في ذلك الاكتظاظ السكاني والإرهاب والفقر والأمية والفساد. على الرغم من هذه العوامل تحتل باكستان المرتبة 16 في مؤشر الكوكب السعيد 2012. وهي عضو في الأمم المتحدة، ورابطة الأمم، والاقتصادات التالي أحد عشر، ECO، UFC، D8، مجموعة كيرنز، بروتوكول كيوتو، العهد، RCD UNCHR، بنك البنية التحتية الآسيوية استثمار، ومجموعة الدول الإحدى عشرة، CPFTA، مجموعة 24، و G20 الدول النامية، المجلس الاقتصادي والاجتماعي، والأعضاء في منظمة التعاون الإسلامي، الرابطة و CERN المؤسسين.

## أصل التسمية
اسم باكستان اقتبس من لفظتين فارسيتين فكلمة پاک تعني الطاهر وستان وتعني بلد بالتالي يكون معناها الحرفي بلد الطهارة باللغة الأردية والفارسية.
صيغ اسم البلد في عام 1933 وكان تشودري رحمت علي -أحد أعضاء حركة باكستان- هو من اقترحه حيث إنه اقترح هذا الاسم ولكل حرف مغزى فحرف الباء يرمز إلى إقليم البنجاب وحرف الألف يأتي من الأفغانية والتي هي اسم قديم لإقليم الحدود وحرف الكاف منها يأتي إقليم كشمير وحرف السين يرمز إلى إقليم السند وتان من إقليم بلوشستان.

## التاريخ

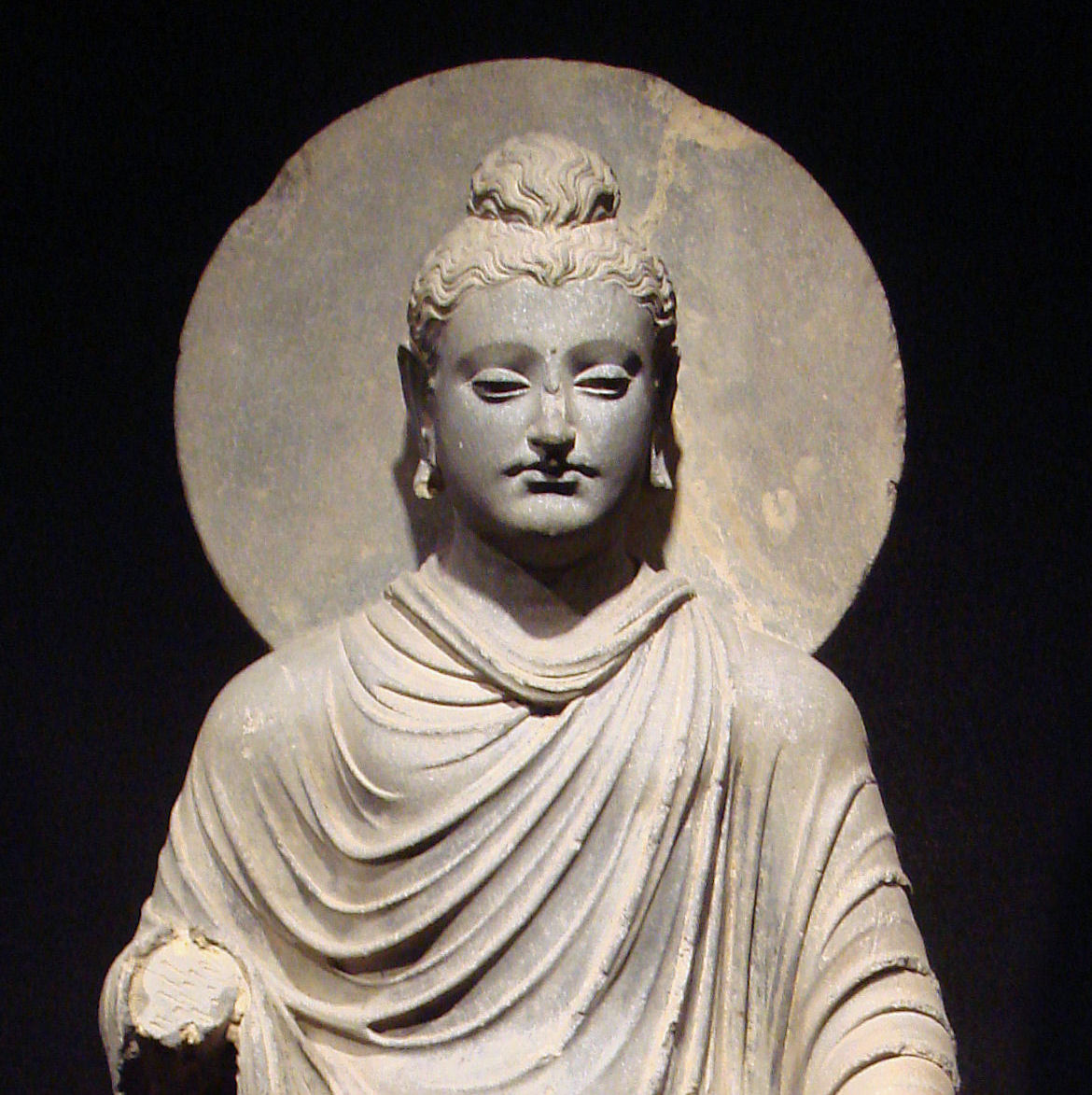
بوذا الواقف من غاندارا (القرن الأول والثاني الميلادي). كانت البوذية والهندوسية الديانة السائدة في السند قبل الفتح الإسلامي للسند.

### حضارة وادي السند

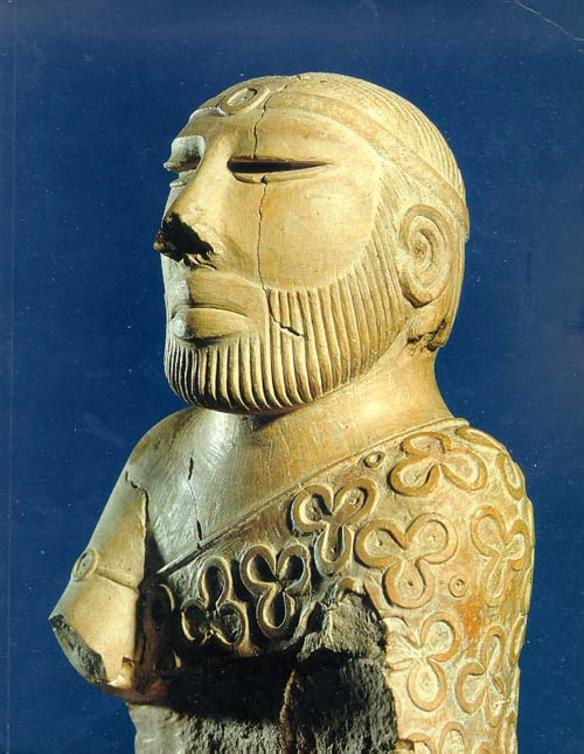
كاهن ملك من موهينجو دارو (حوالي 2500 قبل الميلاد).

نشأت بعض أقدم الحضارات الإنسانية القديمة في جنوب آسيا من مناطق تشمل باكستان الحالية. كان السكان الأوائل المعروفون في المنطقة هم السوانيون خلال العصر الحجري القديم السفلي، والذين تم العثور على أدوات حجرية منهم في وادي سوان في البنجاب. كانت منطقة السند، التي تغطي معظم باكستان الحالية، موقعًا للعديد من الثقافات القديمة المتعاقبة بما في ذلك العصر الحجري الحديث مهرجاره وحضارة وادي السند في العصر البرونزي (2800-1800 قبل الميلاد) في هارابا وموهينجو دارو.

### الفترة الفيدية
تميزت الفترة الفيدية (1500-500 قبل الميلاد) بالثقافة الهندية الآرية؛ خلال هذه الفترة، تم تأليف الفيدا، أقدم الكتب المقدسة المرتبطة بالهندوسية، وأصبحت هذه الثقافة فيما بعد راسخة في المنطقة. كانت ملتان مركزًا مهمًا للحج الهندوسي. ازدهرت الحضارة الفيدية في مدينة تاكسيلا القديمة في غانداران، والتي تُعرف حاليًا باسم تاكسيلا في البنجاب، والتي تأسست حوالي عام 1000 قبل الميلاد.

### الفترة الكلاسيكية
أصبحت المناطق الغربية من باكستان جزءًا من الإمبراطورية الأخمينية حوالي عام 519 قبل الميلاد. في عام 326 قبل الميلاد، غزا الإسكندر الأكبر المقدوني المنطقة بهزيمة العديد من الحكام المحليين، وأبرزهم الملك بوروس، في جيلوم. تبعتها إمبراطورية موريا، التي أسسها شاندراجوبتا موريا ووسعها أشوكا العظيم، حتى عام 185 قبل الميلاد. المملكة الهندية اليونانية التي أسسها ديمتريوس من باكتريا (180-165 قبل الميلاد) شملت غاندارا والبنجاب ووصلت إلى أقصى حد لها في عهد ميناندر (165-150 قبل الميلاد)، مما أدى إلى ازدهار الثقافة والحضارة اليونانية البوذية في المنطقة. كان لدى تاكسيلا واحدة من أقدم الجامعات ومراكز التعليم العالي في العالم، والتي تم تأسيسها خلال أواخر الفترة الفيدية في القرن السادس قبل الميلاد. تتكون المدرسة من عدة أديرة بدون مهاجع كبيرة أو قاعات محاضرات حيث يتم تقديم التعليم الديني على أساس فردي. تم توثيق الجامعة القديمة من قبل القوات الغازية للإسكندر الأكبر، كما تم تسجيلها من قبل الحجاج الصينيين في القرن الرابع أو الخامس الميلادي.
في ذروتها، حكمت أسرة راي (489-632 م) منطقة السند والمناطق المحيطة بها.

### الفتح الإسلامي
غزا الفاتح العربي محمد بن قاسم منطقة السند عام 711 م. وكان أغلب السكان حينها من البوذيين والهندوس، يدعي التسلسل الزمني الرسمي للحكومة الباكستانية أن هذا هو الوقت الذي تم فيه وضع أساس باكستان لكن مفهوم باكستان وصل إلى القرن التاسع عشر. شهدت فترة العصور الوسطى المبكرة (642-1219 م) انتشار الإسلام في المنطقة. خلال هذه الفترة، لعب المبشرون الصوفيون دورًا محوريًا في تحويل غالبية السكان البوذيين والهندوس الإقليميين إلى الإسلام. عند هزيمة السلالات التركية والهندوسية الإمبراطورية التي حكمت وادي كابول، وغندهارا (خيبر بختونكوا الحالية)، وغرب البنجاب في القرن السابع إلى القرن الحادي عشر الميلادي، حكمت المنطقة العديد من الإمبراطوريات الإسلامية المتعاقبة، بما في ذلك الإمبراطورية الغزنوية (975-1187 م)، والمملكة الغورية، ودلهي السلطنة (1206–1526 م). حكمت سلالة لودي، آخر سلالات سلطنة دلهي، محل إمبراطورية المغول (1526-1857 م).
أدخل المغول الأدب الفارسي والثقافة الرفيعة، مما أدى إلى تأسيس جذور الثقافة الهندية الفارسية في المنطقة. في منطقة باكستان الحديثة، كانت المدن الرئيسية خلال فترة المغول هي لاهور وثاتا، وكلاهما تم اختيارهما كموقع للمباني المغولية المثيرة للإعجاب. في أوائل القرن السادس عشر، ظلت المنطقة تحت حكم الإمبراطورية المغولية.
في القرن الثامن عشر، تسارع التفكك البطيء لإمبراطورية المغول بسبب ظهور القوى المتنافسة مثل اتحاد المراثا ولاحقًا إمبراطورية السيخ، بالإضافة إلى غزوات نادر شاه من إيران عام 1739 وإمبراطورية دوراني في أفغانستان عام 1759. لم تكن القوة السياسية المتنامية للبريطانيين في البنغال قد وصلت بعد إلى أراضي باكستان الحديثة.

### الفترة الاستعمارية البريطانية

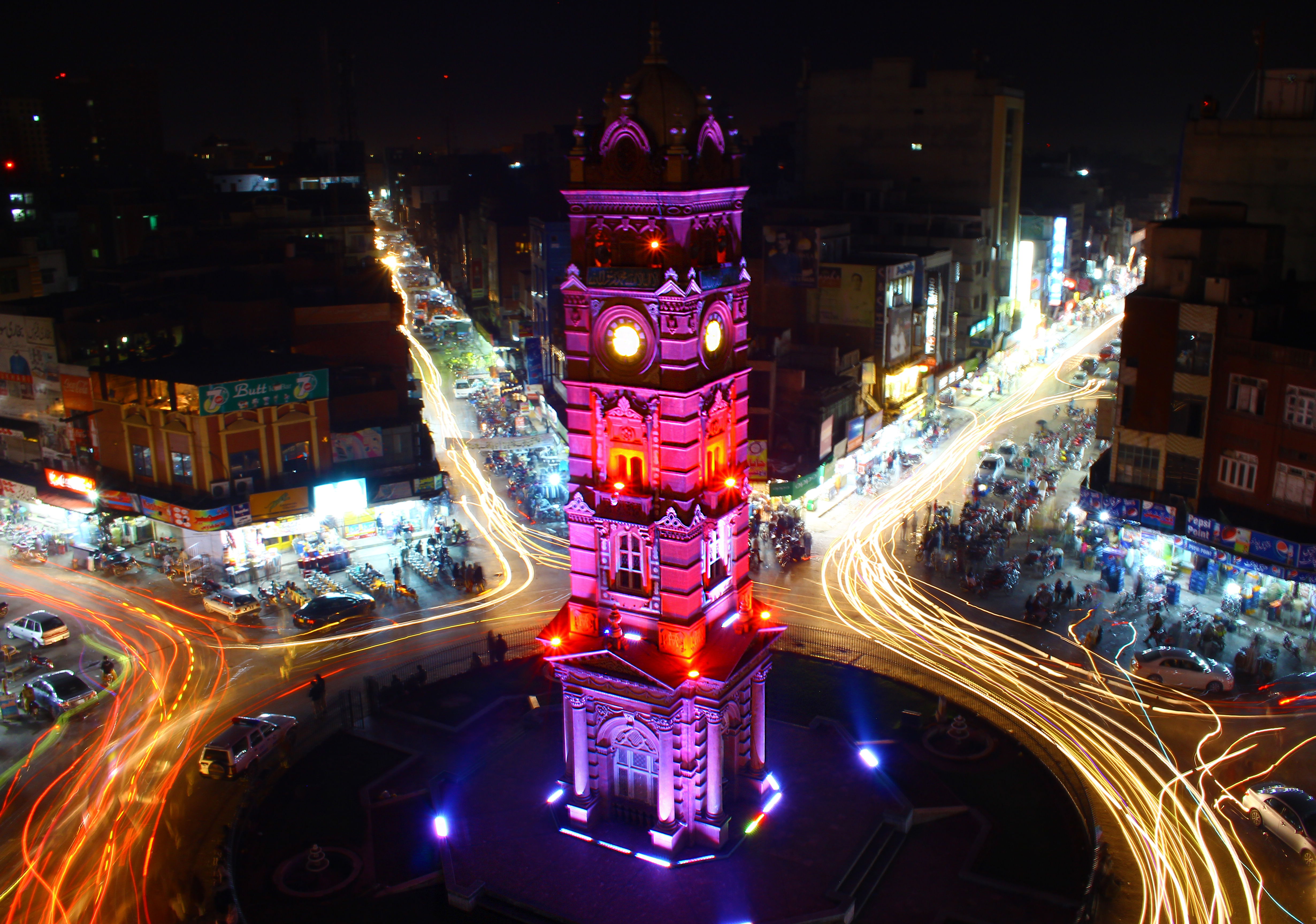
برج الساعة، فيصل أباد، الذي بنته الحكومة البريطانية في القرن التاسع عشر.

لم يحكم الإستعماريون البريطانيون أيًا من أراضي باكستان الحديثة حتى عام 1839 عندما تم الاستيلاء على كراتشي، وهي كانت قرية صغيرة لصيد الأسماك يحكمها تالبور من السند ولها حصن طيني يحرس الميناء، وتم الاحتفاظ بها كمنطقة جيب بها ميناء وقاعدة عسكرية للبريطانيين. بعد الحرب الأفغانية الأولى (1838-1842) التي تلت ذلك، تم الاستيلاء على بقية السند في عام 1843. وفي العقود التالية، تم الاستيلاء أولاً على شركة الهند الشرقية، ثم بعد تمرد ما بعد السيبوي (1857–1858) للحكم المباشر للملكة فيكتوريا ملكة الإمبراطورية البريطانية، استولت على معظم أنحاء البلاد جزئيًا من خلال الحروب والمعاهدات أيضًا. كانت الحروب الرئيسية هي تلك التي كانت ضد سلالة بلوش تالبور، وانتهت بمعركة مياني (1843) في السند، والحروب الأنجلو سيخية (1845–1849) والحروب الأنجلو أفغانية (1839–1919). بحلول عام 1893، كانت كل باكستان الحديثة جزءًا من الإمبراطورية الهندية البريطانية، وظلت كذلك حتى الاستقلال في عام 1947.
تحت حكم البريطانيين، تم تقسيم باكستان الحديثة في الغالب إلى قسم السند، ومقاطعة البنجاب، ووكالة بلوشستان. كانت هناك ولايات أميرية مختلفة أكبرها كانت باهاوالبور.
كان التمرد الذي حدث عام 1857 والذي أطلق عليه اسم تمرد السيبوي في البنغال هو الكفاح المسلح الرئيسي في المنطقة ضد البريطانيين. أدى الاختلاف في العلاقة بين الهندوسية والإسلام إلى حدوث صدع كبير في الهند البريطانية أدى إلى عنف ديني محفز في الهند البريطانية. أدى الجدل اللغوي إلى تصعيد التوترات بين الهندوس والمسلمين. شهدت النهضة الهندوسية صحوة الفكر في الهندوسية التقليدي ةوشهدت ظهور تأثير أكثر حزما في المجالات الاجتماعية والسياسية في الهند البريطانية. حركة فكرية إسلامية، أسسها السير سيد أحمد خان لمواجهة النهضة الهندوسية، تصورت نظرية الأمتين ودافعت عنها؛ وأدت إلى إنشاء الرابطة الإسلامية لعموم الهند في عام 1906. وعلى النقيض من جهود المؤتمر الوطني الهندي المناهضة لبريطانيا، كانت الرابطة الإسلامية حركة مؤيدة لبريطانيا ورث برنامجها السياسي القيم البريطانية التي ستشكل المجتمع المدني المستقبلي في باكستان. أدى النضال السلمي من أجل الاستقلال إلى حد كبير، والذي قاده المؤتمر الوطني الهندي بقيادة المهاتما غاندي، إلى إشراك ملايين المتظاهرين في حملات جماهيرية من العصيان المدني في عشرينيات وثلاثينيات القرن الماضي ضد الإمبراطورية البريطانية.
ارتفعت شعبية الرابطة الإسلامية ببطء إلى شعبية كبيرة في الثلاثينيات وسط مخاوف من نقص التمثيل والإهمال من قبل البريطانيين للمسلمين الهنود في السياسة. في خطابه الرئاسي في 29 ديسمبر 1930، دعا العلامة إقبال إلى «دمج الولايات الهندية الشمالية الغربية ذات الأغلبية المسلمة» التي تتكون من البنجاب، المقاطعة الحدودية الشمالية الغربية، السند، وبلوشستان. أدى الإهمال الملحوظ لمصالح المسلمين من قبل الكونجرس إلى إقناع حكومات المقاطعات البريطانية خلال الفترة من 1937 إلى 1939 بمحمد علي جناح، مؤسس باكستان الذي تبنى نظرية الأمتين وقاد الرابطة الإسلامية إلى تبني قرار لاهور لعام 1940 الذي قدمه شير البنغالية أ.ك. فضل الحق، المعروف باسم القرار الباكستاني. في الحرب العالمية الثانية، دعم جناح والآباء المؤسسون للرابطة الإسلامية الذين تلقوا تعليمهم في بريطانيا جهود المملكة المتحدة الحربية، وواجهوا المعارضة ضدها بينما عملوا على تحقيق رؤية السير سيد.

### فكرة إنشاء دولة لمسلمي الهند

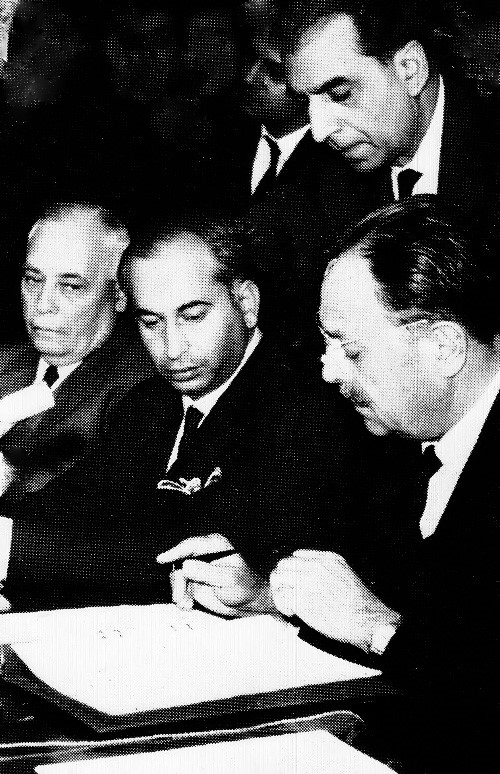
توقيع إعلان طشقند لإنهاء الأعمال العدائية مع الهند في عام 1965م.

في مستهل القرن العشرين بدأت حركات التحرر والاستقلال بالقوة وكان من أهمها حزب المؤتمر القومي الهندي الذي جمع في بداية عهده العديد من زعماء الهند المسلمين والهندوس كمحمد علي جناح وأحمد خان وجواهر لال نهرو إلا أنّه سرعان ما تكشّف لزعماء المسلمين نوايا بعض القيادات الهندوسية لحزب المؤتمر القومي من خلال عدة أمور كان أبرزها معارضتهم إبقاء اللغة الأردية كلغة رسمية في الإدارات الحكومية والمحاكم والمدارس في المناطق الشمالية الغربية من الهند والتي يتكلم غالبية سكانها لغة الأردو وعلى هذا الأساس حثّ أحمد خان المسلمين على عدم الاشتراك في حزب المؤتمر، وقام بتأسيس المؤتمر التعليمي الإسلامي الذي انبثق عنه لاحقاً في العام 1906 م حزب الرابطة الإسلامية الذي أخذ على عاتقه قيام دولة خاصة للمسلمين، كما قررّ محمد علي جناح أن يقطع علاقته بحزب المؤتمر الوطني الهندي نهائياً في العام 1920 م بعد أن شغل منصب سكرتير رئيس الحزب ليترأس حزب الرابطة الإسلامية وليبدأ مطالبته بتشريعات تضمن للمسلمين حماية دينهم ولغتهم، ثم صعّد مطالبه في اجتماع للرابطة بمدينة لاهور عام 1940 م دعا فيه إلى تقسيم شبه القارة الهندية إلى كيانين هما الهند وباكستان على أن تضم الأخيرة كل مسلمي الهند، عُرف هذا الإعلان فيما بعد بإعلان لاهور.
لقي هذا الإعلان تأييداً واسعاً من قبل المسلمين، كما وقعت العديد من المصادمات بين المسلمين والهندوس في أواسط الأربعينات، مما جعل بريطانيا إضافة إلى حزب المؤتمر الوطني الهندي يوافقان على إجراء عملية تقسيم الهند. أما المهاتما غاندي صاحب فلسفة اللاعنف فقد وجّه له جناح رسالة يبرّر فيها موقفه ويدعوه إلى احترام فكرة أن المسلمين الهنود يشكلون أمة بكل مقوماتها ولا بدّ لهم أن ينشئوا كيانهم المستقل، ردّ عليه المهاتما غاندي بمحاولة إقناعه بالعدول عن توجهاته كما اقترح على جناح منصب رئيس أول جمهورية في الهند المتحدة لكن جناح رفض ذلك. لم يستسلم غاندي فأخذ يدعو إلى الوحدة الوطنية بين الهندوس والمسلمين طالباً بشكل خاص من الأكثرية الهندوسية احترام حقوق الأقلية المسلمة لكنه لم يفشل فحسب وإنما قادت دعواته هذه – أيّ الدعوة إلى احترام حقوق المسلمين - أحد المتعصبين الهندوس إلى اغتياله بتهمة الخيانة العظمى في العام 1948 م.

### استقلال باكستان 1947

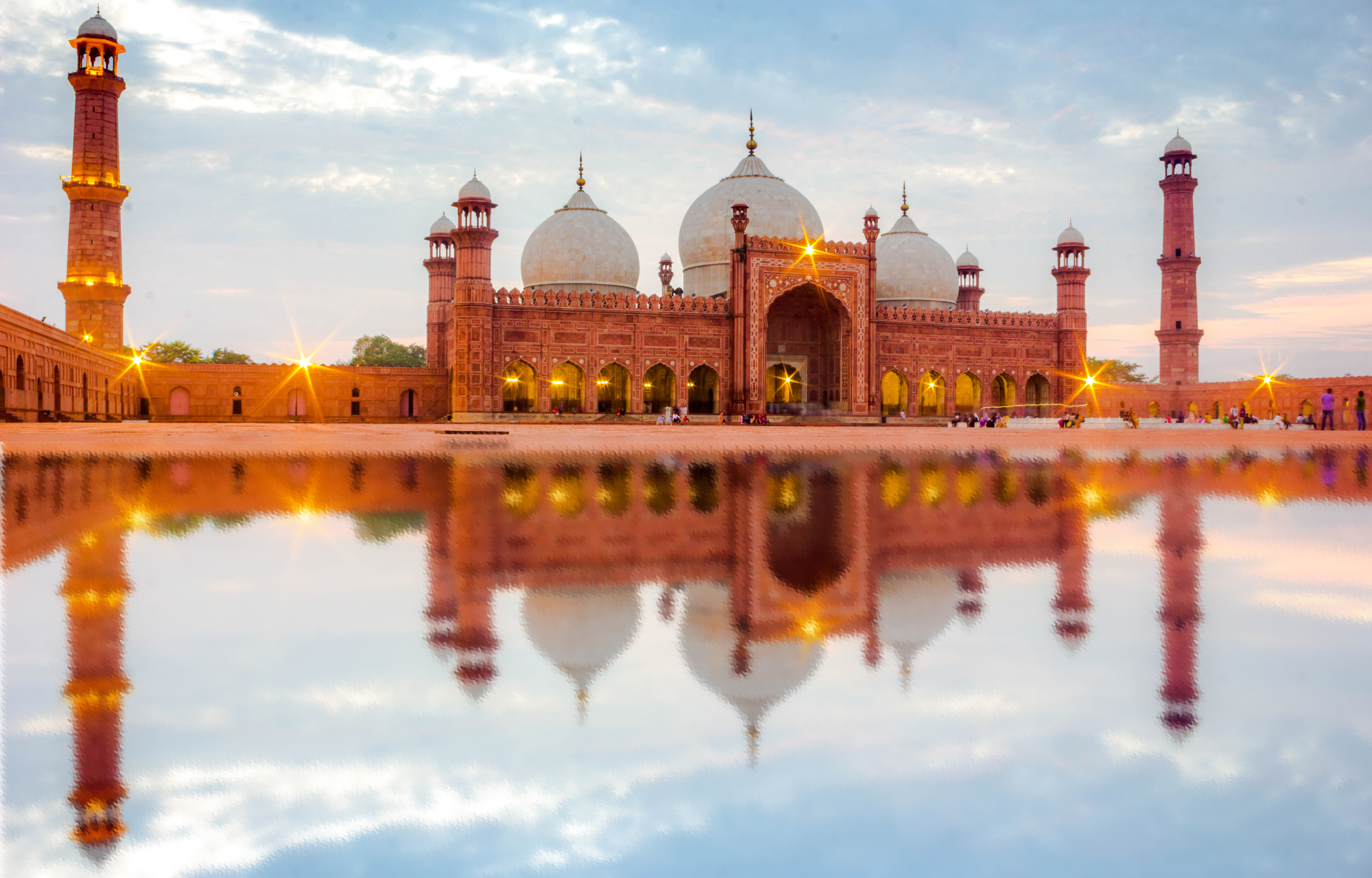
مسجد بادشاهي بناه السلطان المغولي السادس أورنكزيب في لاهور.

أصبحت باكستان في 14 أغسطس من عام 1947 م دولة مستقلة من دول رابطة الشعوب البريطانية (الكومنولث)، كما حصلت الهند على استقلالها في اليوم التالي لهذا التاريخ، وقد أصبح محمد علي جناح الذي يعتبر مؤسس دولة باكستان أول رئيس حكومة في باكستان.

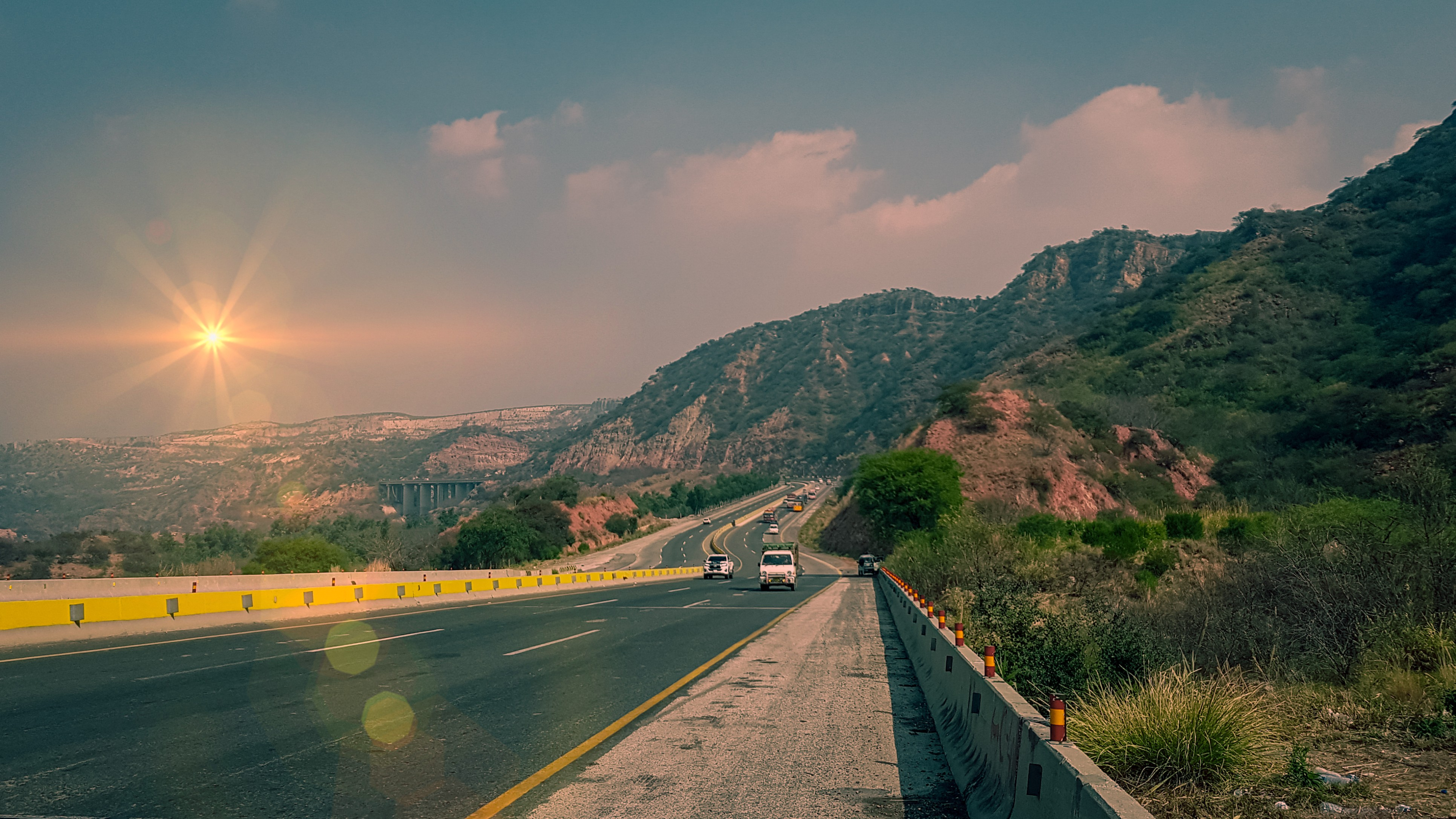
طريق سريع من لاهور لإسلام آباد.

يرى الكثير من مؤيدي فكرة استقلال باكستان عن الهند أّنها خلّصت المسلمين الهنود من تعصّب الهندوس الأعمى وتحكمهم في رقاب المسلمين ويأتي في مقدمة هؤلاء شاعر الإسلام محمد إقبال الذي كان يحلم بإنشاء وطن للمسلمين في شبه القارة الهندية، ولكنه لم يعش حتى يرى ما كان يتمناه ويحلم به حقيقةً، إذ توفي سنة (1357 هـ - 1938 م) قبل أن تظهر دولة باكستان، لكن في المقابل يوجد بعض المفكرين يرون الموضوع من جوانب أخرى فها هو المفكّر الجزائري مالك بن نبي يعتقد – في كتابه في مهب المعركة - بأن باكستان صنيعة المحتل الإنكليزي قائلاً: «إنّ باكستان في حقيقة الأشياء، لم تكن إلا الوسيلة التي أعدتها السياسة المعادية للإسلام التي تمتاز، بها بصورة تقليدية، أوساط المحافظين الإنكليز، أعدتها من أجل إحداث الانشقاقات المناسبة في جبهة كفاح الشعوب ضد الاضطهاد الاستعماري.».
كما أنّه يبرّئ ساحة المسلمين والهندوس الذين قُتلوا في الاضطرابات ويحمّل المخابرات الإنكليزية مسؤولية ما جرى قائلاً: «إنه مكر يبلغ ذروته، إذ استطاعت إنكلترا بهذه الطريقة أن تترك الهند في حالة تمزق نهائي، إذ لا يفرق بين المسلمين والهندوس حدود جغرافية لا تستطيع إنكلترا تلفيقها مهما كانت براعتها في التلفيق، ولكن يفرق بينهم حدود من الأحقاد ومن الدماء، ذهب ضحيتها الملايين من المسلمين والهندوس، كانوا ضحية المذبحة التي زجتهم فيها المخابرات الإنكليزية في الوقت المناسب.».
ويتطور موقف بن نبي في كتابه وجهة العالم الإسلامي ليضعنا أمام تحليل علمي دقيق لدواعِ نشوء باكستان حسب تصوره فيقول: «أما الوضع في الباكستان فيبدو لعين الناظر إليه أكثر استبهاماً واختلاطاً، والظاهر أن تشرشل كان يستهدف أهدافاً ثلاثة في الهند، وأنّه قد بلغها فعلاً. ولقد أراد أولاً أن يفوّت على الاتحاد السوفييتي سلاحاً قوياً من أسلحة الدعاية والإثارة، فماذا عسى أن يكون وضع الهند المستعمَرة على حدود الصين الشيوعية في حرب عالمية ثالثة...؟ لقد استطاع (الثعلب الهرم) أن ينشئ في شبه القارة الهندية منطقة أمان، وبعبارة أخرى: حجراً صحياً ضد الشيوعية، ولكنه عرف أيضاً كيف يخلق بكل سبيل عداوة متبادلة بين باكستان والهند، وكان من أثرها عزل الإسلام عن الشعوب الهندية من ناحية، والحيلولة دون قيام اتحاد هندي قوي من ناحية أخرى، ولقد بذل هذا السياسي غاية جهده لتدعيم هذه التفرقة، وتعميق الهوة بين المسلمين والهندوس، تلك الهوة التي انهمرت فيها دماء الضحايا، من أجل هذا التحرر الغريب، فكان الدم أفعل في التمزيق من الحواجز والحدود...»
لم يكن مالك بن نبي المعارض الوحيد لفكرة قيام دولة باكستان فهناك أيضاً المفكّر الإسلامي مولانا أبو الأعلى المودودي مؤسس الجماعة الإسلامية في باكستان ولكن معارضته كانت مبنيّة على أسباب مختلفة حيث كان المودودي من أشدّ المعارضين لفكرة الدولة القوميّة كما أنّ آراءه تقضي بعدم جواز التعامل معها أو لعب أيّ دور فيها وبناءً على ذلك كان معارضاً لحزب المؤتمر القومي الهندي لأنّه حزب قومي كما أنّه عارض قيام دولة باكستان في البداية خوفاً منه من تحوّل الهوية الإسلامية إلى هوية قومية، ولكن بعد أن صارت حقيقة واقعة عاد إلى لاهور ليعاود نشاط الجماعة الإسلامية هناك.
كان تأسيس الجماعة الإسلامية في لاهور في العام 1941 م بمبادرة من عدد من علماء الهند حينها كان منهم أبو الحسن الندوي وطفيل محمد وأبو الأعلى المودودي الذي أصبح أول أمير للجماعة فيما بعد، كان تأسيس هذه الجماعة نقطة فاصلة في تاريخ الهند لأنها كانت أول من دعا إلى أسلمة المجتمع بل كانت من أشد المتحمسين لإحياء الخلافة الإسلامية، كانت أهداف الرابطة الإسلامية آنذاك منصبة على المطالبة بوطن لمسلمي الهند بينما وسّعت الجماعة الإسلامية اهتماماتها لتشمل العالم الإسلامي بأسره وبالذات قضية فلسطين التي كتب وناضل كثيراً من أجلها. وبانقسام شبه القارة الهندية انقسمت الجماعة الإسلامية فاختار المودودي الانتقال إلى باكستان التي كانت بنظره دولة للمسلمين وليس للإسلام، وبناءً على ذلك أصبحت أسلمة هذه الدولة وتطبيق الشريعة الإسلامية فيها الشغل الشاغل للمودودي وللجماعة الإسلامية عموماً في كل الفترات التاريخية اللاحقة، كثرت خطب المودودي عن الحاكمية ومطالباته بإقامة النظام الإسلامي حتى قُبض عليه في العام 1953 م وحُكم عليه بالإعدام وتحت ضغط الغضب الشديد من الشعب تم تخفيف الحكم إلى السجن المؤبد، ثم تمّ إصدار حكم بالعفو عنه في العام 1955 م بعد ضغوطات كبيرة مارسها الشعب بالإضافة إلى ضغوطات عدة من الدول الإسلامية كان أبرزها المملكة العربية السعودية.
أثمرت جهود الجماعة الإسلامية في العام 1956 م بكتابة دستور للبلاد يراعي في بعض بنوده تطبيق الشريعة الإسلامية كما أخذت الدولة حينها اسم «جمهورية باكستان الإسلامية» وكان اللواء إسكندر ميرزا أول من تقلّد منصب رئيس الجمهورية، وبدأت باكستان في تلك الفترة بإنشاء العديد من المشاريع التنموية الضخمة.

### أول انقلاب عسكري بقيادة أيوب خان 1958

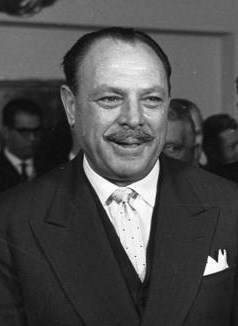
الجنرال أيوب خان.

في العام 1958م قام الجنرال أيوب خان بأول انقلاب عسكري في تاريخ البلاد بدعم من الولايات المتحدة الأميركية. شهد حكم أيوب خان العديد من الإصلاحات الاقتصادية مما أدى إلى ارتفاع الخط البياني الاقتصادي للبلاد نسبياً، كما تمّ نقل العاصمة من كراتشي إلى إسلام آباد.
تأئر أيوب خان بأفكار مصطفى كمال أتاتورك فكان علمانياً لا يتبنى فكرة الدولة الإسلامية وكان خصماً عنيداً للإسلاميين ويجاهر بذلك بأقواله ومنها: «سوف نشحن جميع العلماء في قارب ونطردهم خارج باكستان»، «نحن لسنا مسلمين فقط نحن أيضاً باكستانيون»، قام أيوب خان في العام 1962 م بتشكيل لجنة مهمتها تشكيل دستور جديد كان أبرز ما نتج عن هذا الدستور الجديد تغيير اسم الجمهورية ليصبح «جمهورية باكستان» ثم عاد فتراجع عن قراره - تحت وطأة الضغوط - بعد عامين ليعود اسم الجمهورية كما كان سابقاً، شكك الكثير من السياسيين بنزاهة الانتخابات الرئاسية التي فاز بها أيوب خان في العام 1965 م مكتسحاً مرشحة المعارضة فاطمة جناح – أخت محمد علي جناح – والتي كانت جميع المؤشرات والإحصائيات ترجح فوزها.
عارض المودودي حكم أيوب خان معارضة شديدة، ولكن باشتعال الحرب الهندية الباكستانية الثانية عام 1965 م أعلن أيوب خان الجهاد المقدس ضد الهند وقام بخطوات للتقرّب من أبو الأعلى لكسب دعمه في حربه هذه وفعلاً تمّ ذلك. لم يستطع الجيش الباكستاني تحقيق نصر حاسم في المعركة مما اضطر أيوب خان إلى توقيع اتفاقية سلام مع الجانب الهندي في العام 1966 م عرفت باتفاقية طشقند، انتقد كثيرون هذه الاتفاقية واتهموا أيوب خان بتحويل النصر في أرض المعركة إلى هزيمة على طاولة المفاوضات وبالذات وزير خارجيته وذراعه اليمنى ذو الفقار علي بوتو الذي ترك الحكومة رداً على تصرفات أيوب خان وقام بتأسيس حزب الشعب الباكستاني في العام 1967 م وذلك بهدف إقصاء أيوب خان عن السلطة.
وفي نهاية عام 1968 م وصل استياء الشعب من حكومة أيوب خان مداه، كما تحالفت العديد من القوى السياسية ضده وكان أبرزهم المودودي الذي عاد فعارض حكمه بسبب عقده اتفاقية طشقند، ولم يكن أمام أيوب خان إلا أن يترك منصبه، فقدم استقالته في 25 مارس 1969 م ليتولى السلطة بعده قائد أركان الجيش آغا محمد يحيى خان.

### تولى يحيى خان الحكم 1969

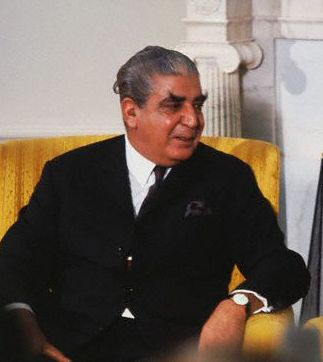
الجنرال يحيى خان.

تولى يحيى خان الحكم وسط العديد من المشاكل والأخطار التي أصبحت تهدد الكيان الباكستاني بالوجود فما إن انتهت الحرب الهندية الباكستانية في العام 1966 م حتى بدأت مشكلة باكستان الشرقية بالتصاعد، هذه المشكلة التي بدأت في العام 1952 م بمطالبات أهل باكستان الشرقية ذات الأغلبية البنغالية باحترام حقوقهم الثقافية والعددية ذلك بعد أن أعلن محمد علي جناح أمام حشد ضخم من السكان البنغال في دكا، عاصمة باكستان الشرقية آنذاك، أن الأردية ستكون هي اللغة الرسمية الوحيدة في باكستان مما أدى إلى إرساء سابقة خطيرة لحكام باكستان الغربية (باكستان حاليا) ألا وهي تحييد الأغلبية العددية لباكستان الشرقية عبر إجراءات قانونية خادعة فضلاً عن إجراءات أخرى مجحفة أفقدت سكان باكستان الشرقي تأثير الصوت الانتخابي.
تصاعدت حدة المطالبة بالحقوق البنغالية والتي تزعمها مجيب الرحمن - والذي كان وللمفارقة من أبرز المؤيدين لـ «محمد علي جناح» في تأسيس دولة باكستان - زعيم حزب رابطة عوامي الممثل الأكثر شعبية لدى البنغاليين لتصل حدّ المطالبة بالاستقلال الذاتي الكامل لباكستان الشرقية وتمثيلها في المجلس النيابي الاتحادي على أنها تمثل أغلبية السكان، إلا أن هذه المطالب وجدت معارضة شديدة من قبل أهل السلطة في باكستان الغربية، وبالعودة إلى تولي يحيى خان الحكم فإنّه أعلن عن إجراء انتخابات عامة في البلاد في أسرع وقت ممكن لاختيار أعضاء المجلس النيابي، وأن الجمعية الوطنية المنتخبة ستضع دستوراً جديداً للبلاد سيكون نظاماً نيابياً لا رئاسياً، وأجريت بالفعل في العام 1970 م - وكانت هذه الانتخابات أول تجربة ديمقراطية بعد الاستقلال - وأسفرت عن فوز حزب «رابطة عوامي» بزعامة مجيب الرحمن بأغلبية المقاعد في الجناح الشرقي، وفوز حزب «الشعب» بزعامة «ذو الفقار علي بوتو» في الجناح الغربي، ولمّا كان سكان الجناح الشرقي يشكلون الغالبية السكانية (53 %) فهذا يعني أحقيّة حزب رابطة عوامي في تشكيل الحكومة ورئاستها، عندها حاول بوتو أن يقتسم السلطة بينه وبين مجيب الرحمن، لكنه لم يوفق لإصرار الأخير على المطالبة بالانفصالية، ورغبته في عقد جلسات المجلس النيابي في أقرب فرصة، ليتمكن من إقرار دستور يعطي باكستان الشرقية حكماً ذاتياً بناءً على أغلبية أعضاء حزبه المطلقة في المجلس. تقرر يوم الثالث من آذار/مارس 1971 م موعداً لانعقاد المجلس النيابي، ولكن بوتو رفض حضور الجلسة رفضاً تاماً، فتأجل الموعد مما أثار أهل باكستان الشرقية، وانفجر فيها عصيان مسلح، أجّجه دعوة مجيب الرحمن إلى الإضراب العام ودعوته البنغاليين إلى التضحية بحياتهم في سبيل القومية البنغالية، واضطر الرئيس «يحيى خان» للسفر إلى الجناح الشرقي لتهدئة الأوضاع فلم يفلح، واعتُقل مجيب الرحمن، لأنه أعلن قيام دولة بنجلاديش في 26 آذار/ مارس 1971 م.
وفي أثناء ذلك توجهت عناصر انفصالية بنجلادشية أغلبها من الهندوس إلى الهند، وبدأت العمل ضد باكستان، وقُدّر هؤلاء بنحو تسعة ملايين، ثم قامت الهند بالتعاون مع هؤلاء الانفصاليين بالهجوم على باكستان، ثم اشتعلت الحرب بين الهند وباكستان على الحدود الشرقية والغربية للبلدين، وانتهت المعارك بهزيمة كبيرة لباكستان، وتوقيع معاهدة استسلام.
أدى هذا القتال الدامي إلى وفاة أكثر من مليون شخص كما فقدت باكستان حوالي سُبع مساحتها وما يزيد على نصف عدد سكانها، تقدم يحيى خان باستقالته بعد مرور عدة أيام على وقوع هذه الأحداث، ثم خلفه ذو الفقار علي بوتو.

### تولي ذو الفقار علي بوتو الحكم

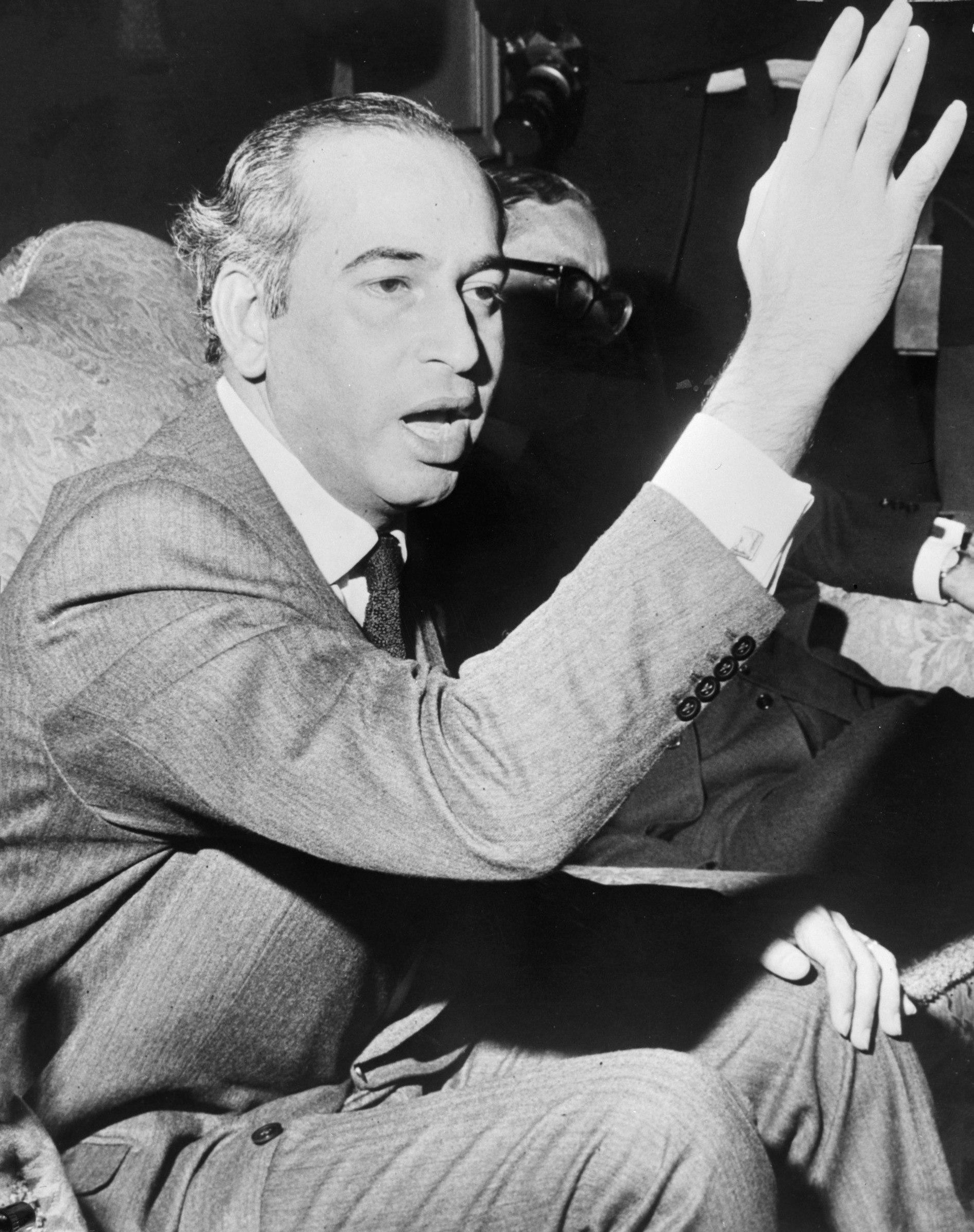
ذو الفقار علي بوتو.

ذو الفقار علي بوتو الذي فاز حزبه بأغلبية الأصوات في باكستان الغربية أثناء الانتخابات البرلمانية التي كانت قد جرت في 1970 م، كان أول ما فعله أن أطلق سراح مجيب الرحمن الذي أصبح رئيساً لهذه الدولة الوليدة، وكان ذلك مقابل الإفراج عن حوالي 92 ألف أسير باكستاني لدى البنغاليين والهنود، كان موقف الجماعة الإسلامية من كلّ هذه الأحداث أنّها رفضت استقلال بنغلادش ولكن ليس لنفس الأسباب التي رفض من أجلها حزب الشعب استقلال بنغلاديش، بل رفضته لأنّه – حسب رأي الجماعة – سيؤدي إلى إضعاف الأمّة وسينتج عن ذلك بلدان ضعيفان هما أحوج ما يكون للوحدة والتلاقي على الأساس الإسلامي الكبير التي يجب أن تنضوي تحته جميع الأعراق المتنوعة في باكستان.
قام بوتو في بداية عهده بالإعلان عن العديد من برامج الإصلاح في مجالي الاقتصاد والتعليم وفرض سيطرة الدولة على القطاعات الإنتاجية الرئيسية في البلاد، كما أنّه توصّل إلى اتفاقية مع الهند مهدت الطريق لاستعادة باكستان جميع الأراضي التي خسرتها في حرب العام 1971 م عدا منطقة كشمير التي بقيت محل نزاع بين الطرفين بسبب رفض الهند جلاء قواتها منها، وكان أهم إنجاز لباكستان في عهده وضع أسس البرنامج النووي الباكستاني. إلا أنّ بوتو في المقابل كان اشتراكيّاً سلطويّاً مما دعا الجماعة الإسلامية – والتي كان قد استقال المودودي من منصب الأمير فيها في العام 1972 م ليتم انتخاب طفيل محمد لخلافته عبر مجلس شورى منتخب للجماعة - إلى معارضته بشدّة فكانت ترى في بوتو صفات الديكتاتورية والاستعلاء حتى ضمن حزبه نفسه، كما زاد في عهده نفوذ الجماعة القاديانية (الأحمدية) والتي حكم عليها العلماء بالكفر والخروج من الملّة حتى كانت انتخابات العام 1977 م والتي زيّفت فيها حكومة بوتو الانتخابات فكانت هذه الخطوة الشعرة التي قصمت ظهر البعير حيث أعلنت العديد من الأحزاب رفضها لنتائج الانتخابات وعلى رأسها الجماعة الإسلامية مما أدى إلى حدوث فوضى عارمة نكّل فيها بوتو بخصومه – وخاصةً الإسلاميين منهم – الذين انتقدوا توجهاته الاشتراكية العلمانية.
ولما زادت حدة الاضطرابات في البلاد، وتدهور الوضع السياسي، دعا الرئيس بوتو الجيش إلى التدخل لمواجهة أعمال العنف، وقمع المظاهرات وتأييد نظامه، إلا أن بعض ضباط الجيش - خاصة القادمين من إقليم البنجاب - رفضوا قمع المظاهرات والاصطدام بالشعب وإطلاق النار على المتظاهرين، وكانت تلك النواة التي هيأت لضياء الحق فرصة القيام بانقلاب عسكري أبيض ضد الرئيس بوتو في العام 1977 م، وأعلن أن الجيش قام لوضع حد لحالة التدهور التي تجتاح البلاد، والتي عجز الرئيس بوتو عن حلها، فكان ذلك طعنة لمخططات بوتو الذي كان قد عيّن الجنرال محمد ضياء الحق قائداً لأركان الجيش متجاوزاً بذلك خمسة جنرالات أقدم منه في الرتبة، فقط لما كان يعلمه عنه من البساطة ومحافظته على الصلاة وابتعاده عن الميول السياسية.

## اقتصاد

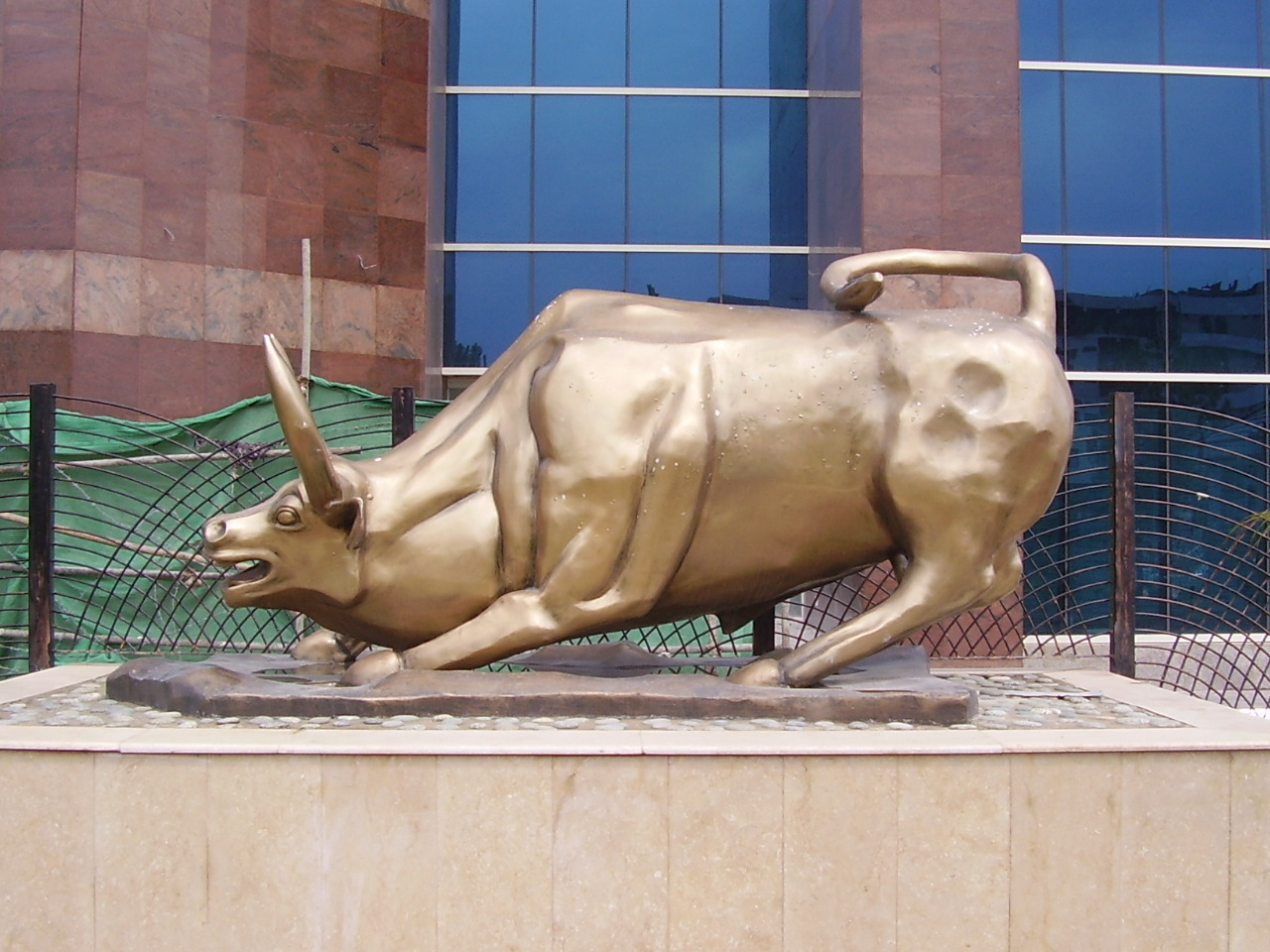
تمثال الثور خارج بورصة باكستان، إسلام آباد، باكستان

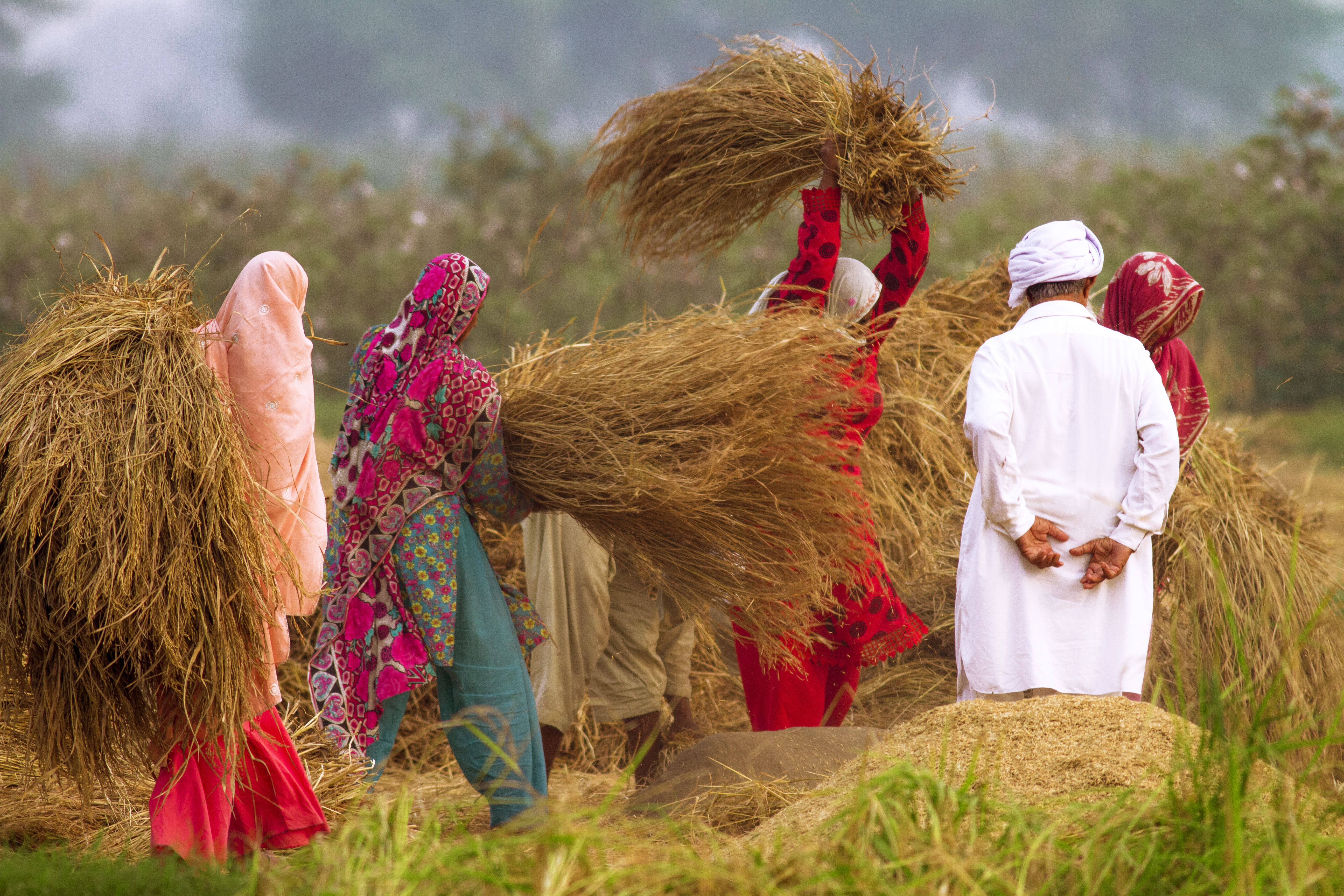
حصاد الأرز في باكستان.

يعتبر اقتصاد باكستان هو الاقتصاد رقم 23 في العالم من حيث تعادل القوة الشرائية، والمرتبة 42 من حيث الناتج المحلي الإجمالي الاسمي. يقدر الاقتصاديون أن باكستان كانت جزءًا من أغنى منطقة في العالم طوال الألفية الأولى الميلادية، مع أكبر اقتصاد من حيث الناتج المحلي الإجمالي. وقد فقدت هذه الميزة في القرن الثامن عشر مع تقدم مناطق أخرى مثل الصين وأوروبا الغربية إلى الأمام. تعتبر باكستان دولة نامية وهي واحدة من الدول الأحد عشر التالية، وهي مجموعة من إحدى عشرة دولة، إلى جانب دول البريكس. تتمتع بإمكانات عالية لتصبح أكبر اقتصادات العالم في القرن الحادي والعشرين. في السنوات الأخيرة، بعد عقود من عدم الاستقرار الاجتماعي، اعتبارًا من عام 2013، ظهرت أوجه قصور خطيرة في الإدارة الكلية والاقتصاد الكلي غير المتوازن في الخدمات الأساسية مثل النقل بالسكك الحديدية وتوليد الطاقة الكهربائية. يعتبر اقتصاد باكستان شبه صناعي، مع وجود مراكز للنمو على طول نهر السند. الاقتصادات المتنوعة للمراكز الحضرية في كراتشي والبنجاب تتعايش مع المناطق الأقل نموًا في أجزاء أخرى من البلاد، وخاصة في بلوشستان. وفقًا لمؤشر التعقيد الاقتصادي، تحتل باكستان المرتبة 67 من حيث أكبر اقتصاد تصديري في العالم والمرتبة 106 من حيث الاقتصاد الأكثر تعقيدًا. خلال السنة المالية 2015-2016، بلغت صادرات باكستان نحو 20.81 مليار دولار أمريكي والواردات 44.76 مليار دولار أمريكي مما أدى إلى ميزان تجاري سلبي قدره 23.96 مليار دولار أمريكي. اعتبارًا من عام 2022، يقدر الناتج المحلي الإجمالي الاسمي لباكستان بـ 376.493 مليار دولار أمريكي. يبلغ الناتج المحلي الإجمالي حسب تعادل القوة الشرائية 1.512 تريليون دولار أمريكي. يقدر نصيب الفرد من الناتج المحلي الإجمالي الاسمي بـ 1,658 دولارًا أمريكيًا، والناتج المحلي الإجمالي (تعادل القوة الشرائية) للفرد هو 6,662 دولارًا أمريكيًا (بالدولار الدولي)، وفقًا للبنك الدولي، تتمتع باكستان بموارد استراتيجية مهمة وإمكانات تنموية. إن النسبة المتزايدة من الشباب الباكستاني توفر للبلاد عائدًا ديموغرافيًا محتملاً وتحديًا يتمثل في توفير الخدمات وفرص العمل الكافية. يعيش 21.04% من السكان تحت خط الفقر الدولي وهو 1.25 دولار أمريكي في اليوم. ويبلغ معدل البطالة بين السكان الذين تبلغ أعمارهم 15 سنة فما فوق 5.5%. لدى باكستان ما يقدر بنحو 40 مليون مواطن من الطبقة المتوسطة، ومن المتوقع أن يرتفع إلى 100 مليون بحلول عام 2050. وقد صنف تقرير عام 2015 الذي نشره البنك الدولي الاقتصاد الباكستاني في المرتبة 24 في العالم من حيث القوة الشرائية والمرتبة 41 من حيث الحجم من حيث القيمة المطلقة. وهي ثاني أكبر اقتصاد في جنوب آسيا، حيث تمثل حوالي 15.0% من الناتج المحلي الإجمالي الإقليمي.
| السنة المالية | نمو الناتج المحلي الإجمالي | معدل التضخم |
| ------------- | -------------------------- | ----------- |
| 2013–14       | 4.05% ▲                    | 8.6%        |
| 2014–15       | 4.06%▲                     | 4.5%        |
| 2015–16       | 4.56%▲                     | 2.9%        |
| 2016–17       | 5.37%▲                     | 4.2%        |
| 2017–18       | 5.79%▲                     | 3.8%        |

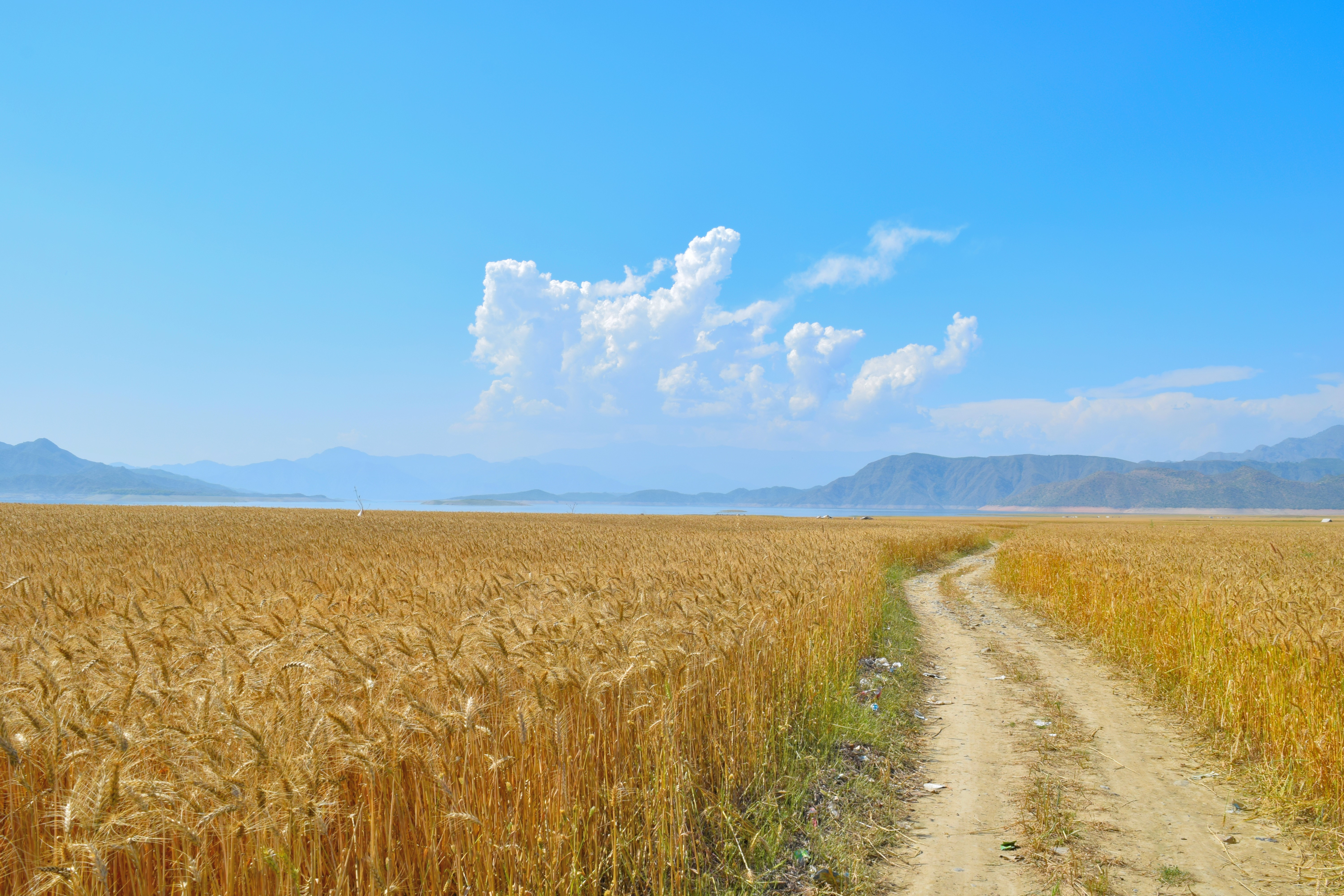
الأراضي الزراعية في باكستان.

كان النمو الاقتصادي في باكستان منذ إنشائها متنوعًا. لقد كان بطيئاً خلال فترات التحول الديمقراطي، ولكنه كان قوي خلال فترات الأحكام العرفية الثلاث، على الرغم من عدم تشكيل الأساس للنمو المستدام والعادل. كانت الفترة من أوائل إلى منتصف العقد الأول من القرن الحادي والعشرين فترة إصلاحات اقتصادية سريعة؛ قامت الحكومة بزيادة الإنفاق التنموي، مما أدى إلى خفض مستويات الفقر بنسبة 10% وزيادة الناتج المحلي الإجمالي بنسبة 3%. تباطأ الاقتصاد مرة أخرى منذ عام 2007. وصل التضخم إلى 25.0% في عام 2008، وكان على باكستان أن تعتمد على سياسة مالية يدعمها صندوق النقد الدولي لتجنب الإفلاس المحتمل. وبعد مرور عام، أفاد بنك التنمية الآسيوي أن الأزمة الاقتصادية في باكستان بدأت تنحسر. بلغ معدل التضخم للسنة المالية 2010-2011 نحو 14.1%. ومنذ عام 2013، وكجزء من برنامج صندوق النقد الدولي، انتعش النمو الاقتصادي في باكستان. في عام 2014، توقعت جولدمان ساكس أن الاقتصاد الباكستاني سينمو 15 مرة في السنوات الـ 35 المقبلة ليصبح الاقتصاد الثامن عشر في العالم بحلول عام 2050. في كتابه الصادر عام 2016، صعود وسقوط الأمم، روشير شارما وصف الاقتصاد الباكستاني بأنه في مرحلة «الإقلاع» ووصف التوقعات المستقبلية حتى عام 2020 بأنها «جيدة جدًا». ووصف شارما أنه من الممكن تحويل باكستان من «دولة منخفضة الدخل إلى دولة متوسطة الدخل خلال السنوات الخمس المقبلة».
| حصة الناتج المحلي الإجمالي العالمي (تعادل القوة الشرائية) | حصة الناتج المحلي الإجمالي العالمي (تعادل القوة الشرائية) |
| سنة                                                       | يشارك                                                     |
| --------------------------------------------------------- | --------------------------------------------------------- |
| 1980                                                      | 0.54%                                                     |
| 1990                                                      | 0.72%                                                     |
| 2000                                                      | 0.74%                                                     |
| 2010                                                      | 0.79%                                                     |
| 2017                                                      | 0.83%                                                     |

تعد باكستان واحدة من أكبر منتجي السلع الطبيعية، ويحتل سوق العمل فيها المرتبة العاشرة في العالم. وفقًا لمنظمة التجارة العالمية، فإن حصة باكستان من إجمالي الصادرات العالمية آخذة في الانخفاض؛ ساهمت بنسبة 0.13% فقط في عام 2007.
ساهم المغتربون الباكستانيون البالغ عددهم 7 ملايين بمبلغ 19.9 مليار دولار أمريكي في الاقتصاد في الفترة 2015-2016. الدول المصدر الرئيسية للتحويلات المالية إلى باكستان هي: الإمارات العربية المتحدة؛ الولايات المتحدة؛ المملكة العربية السعودية؛ ودول الخليج (البحرين والكويت وقطر وعمان)؛ أستراليا؛ كندا؛ اليابان؛ المملكة المتحدة؛ النرويج؛ وسويسرا.

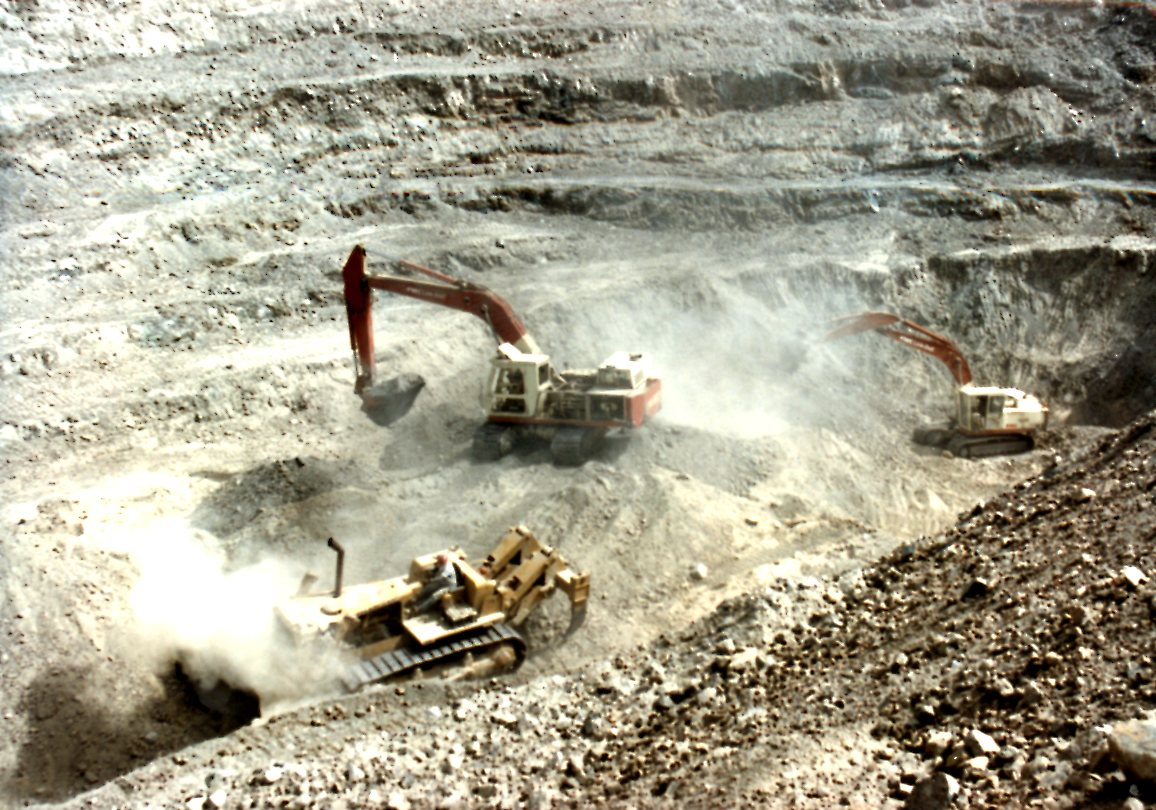
التعدين السطحي في السند وقد أطلقت مجلة فوربس على باكستان لقب «المملكة العربية السعودية للفحم».

### الزراعة والقطاع الأولي

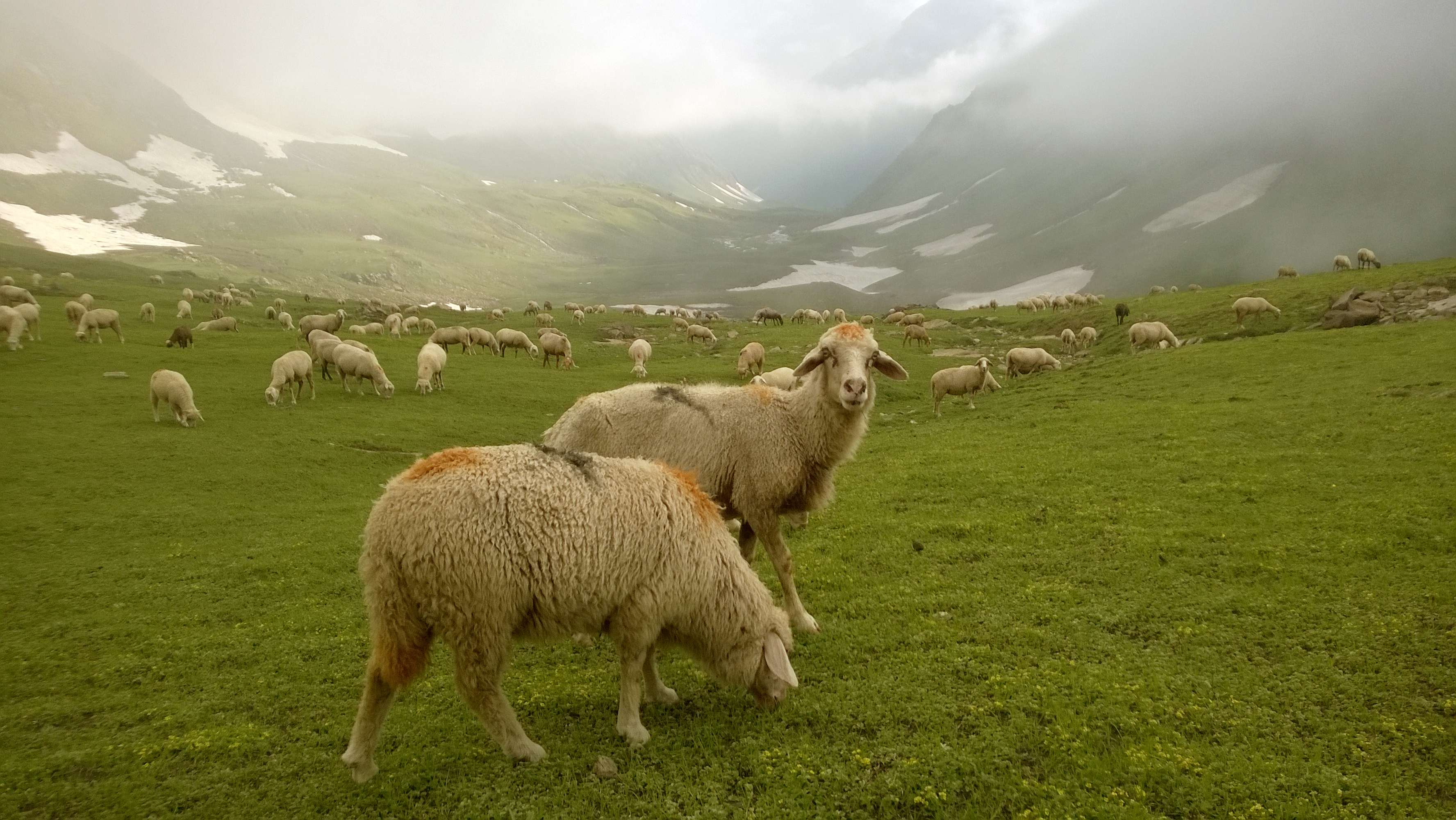
تربية المواشي في باكستان.

لقد تغير هيكل الاقتصاد الباكستاني من اقتصاد زراعي بشكل رئيسي إلى قاعدة خدمية قوية. تمثل الزراعة اعتبارًا من عام 2015 نحو 20.9٪ فقط من الناتج المحلي الإجمالي. ومع ذلك، طبقًا لمنظمة الأمم المتحدة للأغذية والزراعة، أنتجت باكستان 21,591,400 طناً متريًا من القمح في عام 2005، أي أكثر من أفريقيا كلها (20,304,585 طنًا متريًا) وما يقرب من كل أمريكا الجنوبية (24,557,784 طنًا متريًا). يعتمد غالبية السكان، بشكل مباشر أو غير مباشر، على هذا القطاع. فهي تمثل 43.5% من القوى العاملة العاملة وهي أكبر مصدر لعائدات النقد الأجنبي.
يعتمد جزء كبير من الصادرات المصنعة للبلاد على المواد الخام مثل القطن والجلود التي تشكل جزءًا من قطاع الزراعة، في حين أن نقص العرض واضطراب أسواق المنتجات الزراعية يؤدي إلى زيادة الضغوط التضخمية. تعد البلاد أيضًا خامس أكبر منتج للقطن، حيث بلغ إنتاج القطن 14 مليون بالة من بداية متواضعة بلغت 1.7 مليون بالة في أوائل الخمسينيات من القرن الماضي؛ يحقق الاكتفاء الذاتي في قصب السكر؛ وهي رابع أكبر منتج في العالم للحليب. ولم ترتفع موارد الأراضي والمياه بشكل متناسب، ولكن الزيادات حدثت أساسًا بسبب المكاسب في إنتاجية العمل والزراعة. حدث التقدم الكبير في إنتاج المحاصيل في أواخر الستينيات والسبعينيات من القرن الماضي بسبب الثورة الخضراء. مما ساهم بشكل كبير في زيادة الأراضي وإنتاجية القمح والأرز. وأدت الآبار الأنبوبية الخاصة إلى زيادة بنسبة 50 في المائة في كثافة المحاصيل، والتي عززتها زراعة الجرارات. وبينما أدت الآبار الأنبوبية إلى زيادة إنتاجية المحاصيل بنسبة 50 في المائة، أدت الأصناف عالية الإنتاجية من القمح والأرز إلى إنتاجية أعلى بنسبة 50 إلى 60 في المائة. تمثل صناعة اللحوم 1.4 بالمائة من إجمالي الناتج المحلي الإجمالي.

### صناعة

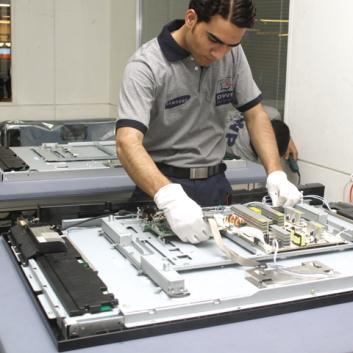
مصنع تجميع التلفاز في لاهور. يمثل القطاع الصناعي في باكستان حوالي 20.3% من الناتج المحلي الإجمالي، وتهيمن عليه الشركات الصغيرة والمتوسطة.

الصناعة هي ثاني أكبر قطاع في الاقتصاد، حيث تمثل 19.74% من الناتج المحلي الإجمالي، و 24% من إجمالي العمالة. ويهيمن التصنيع على نطاق واسع (LSM)، بنسبة 12.2% من الناتج المحلي الإجمالي، على القطاع العام، حيث يمثل 66% من حصة القطاع، يليه التصنيع على نطاق صغير، والذي يمثل 4.9% من إجمالي الناتج المحلي. كما تشهد صناعة الأسمنت في باكستان نمواً سريعاً، ويرجع ذلك أساساً إلى الطلب من أفغانستان ومن قطاع العقارات المحلي. في عام 2013، صدرت باكستان 7,708,557 طنًا متريًا من الأسمنت. تمتلك باكستان قدرة مركبة تبلغ 44,768,250 طنًا متريًا من الأسمنت و 42,636,428 طنًا متريًا من الكلنكر. في عامي 2012 و 2013، أصبحت صناعة الأسمنت في باكستان القطاع الأكثر ربحية في الاقتصاد.
تتمتع صناعة النسيج بمكانة محورية في قطاع التصنيع في باكستان. وفي آسيا، تُعَد باكستان ثامن أكبر مصدر لمنتجات المنسوجات، حيث تساهم بنحو 9.5% من الناتج المحلي الإجمالي وتوفر فرص العمل لنحو 15 مليون شخص (نحو 30% من قوة العمل التي يبلغ عددها 49 مليون شخص). تعد باكستان رابع أكبر منتج للقطن ولديها ثالث أكبر قدرة على الغزل في آسيا بعد الصين والهند، حيث تساهم بنسبة 5% من قدرة الغزل العالمية. تعد الصين ثاني أكبر مشتر للمنسوجات الباكستانية، حيث استوردت ما قيمته 1.527 مليار دولار أمريكي من المنسوجات في السنة المالية الماضية. وعلى النقيض من الولايات المتحدة، حيث تستورد المنسوجات ذات القيمة المضافة في المقام الأول، فإن الصين تشتري فقط خيوط القطن والنسيج القطني من باكستان. في عام 2012، شكّلت منتجات النسيج الباكستانية 3.3% أو 1.07 مليار دولار أمريكي من جميع واردات المنسوجات في المملكة المتحدة، و 12.4% أو 4.61 مليار دولار من إجمالي واردات المنسوجات الصينية، و 3.0% من جميع واردات المنسوجات الأمريكية (2980 مليون دولار)، و 1.6% من إجمالي واردات المنسوجات الألمانية. (880 مليون دولار) و 0.7% من إجمالي واردات المنسوجات الهندية (888 مليون دولار).

### خدمات
اعتبارًا من 2014-2015، يشكل قطاع الخدمات 58.8% من الناتج المحلي الإجمالي وقد برز باعتباره المحرك الرئيسي للنمو الاقتصادي. المجتمع الباكستاني، مثل الدول النامية الأخرى، هو مجتمع موجه نحو الاستهلاك، وله ميل هامشي مرتفع للاستهلاك. معدل نمو قطاع الخدمات أعلى من معدل نمو قطاع الزراعة والصناعة. ويمثل قطاع الخدمات 54% من الناتج المحلي الإجمالي في عام 2014 وما يزيد قليلاً عن ثلث إجمالي العمالة. يتمتع قطاع الخدمات بروابط قوية مع قطاعات الاقتصاد الأخرى؛ فهو يوفر المدخلات الأساسية لقطاع الزراعة وقطاع التصنيع. يعتبر قطاع تكنولوجيا المعلومات في باكستان من بين أسرع القطاعات نموًا في باكستان. المنتدى الاقتصادي العالمي، من خلال تقييم تطور تكنولوجيا المعلومات والاتصالات في البلاد، صنفت باكستان في المرتبة 110 من بين 139 دولة على «مؤشر جاهزية الشبكات لعام 2016».
اعتبارًا من مايو 2020، يوجد في باكستان حوالي 82 مليون مستخدم للإنترنت، مما يجعلها تاسع أكبر عدد من مستخدمي الإنترنت في العالم. يشير معدل النمو الحالي واتجاه التوظيف إلى أن صناعة تكنولوجيا المعلومات والاتصالات (ICT) في باكستان سوف تتجاوز علامة 10 مليار دولار بحلول عام 2020. يعمل في القطاع 12000 وهو من بين الدول الخمس الأولى في العمل الحر. قامت البلاد أيضًا بتحسين أداء صادراتها في خدمات الاتصالات والكمبيوتر والمعلومات، حيث ارتفعت حصة صادراتها من 8.2% في 2005-2006 إلى 12.6% في 2012-2013. وهذا النمو أفضل بكثير من نظيره في الصين، التي بلغت حصتها في صادرات الخدمات 3% و 7.7% لنفس الفترة على التوالي.

### السياحة

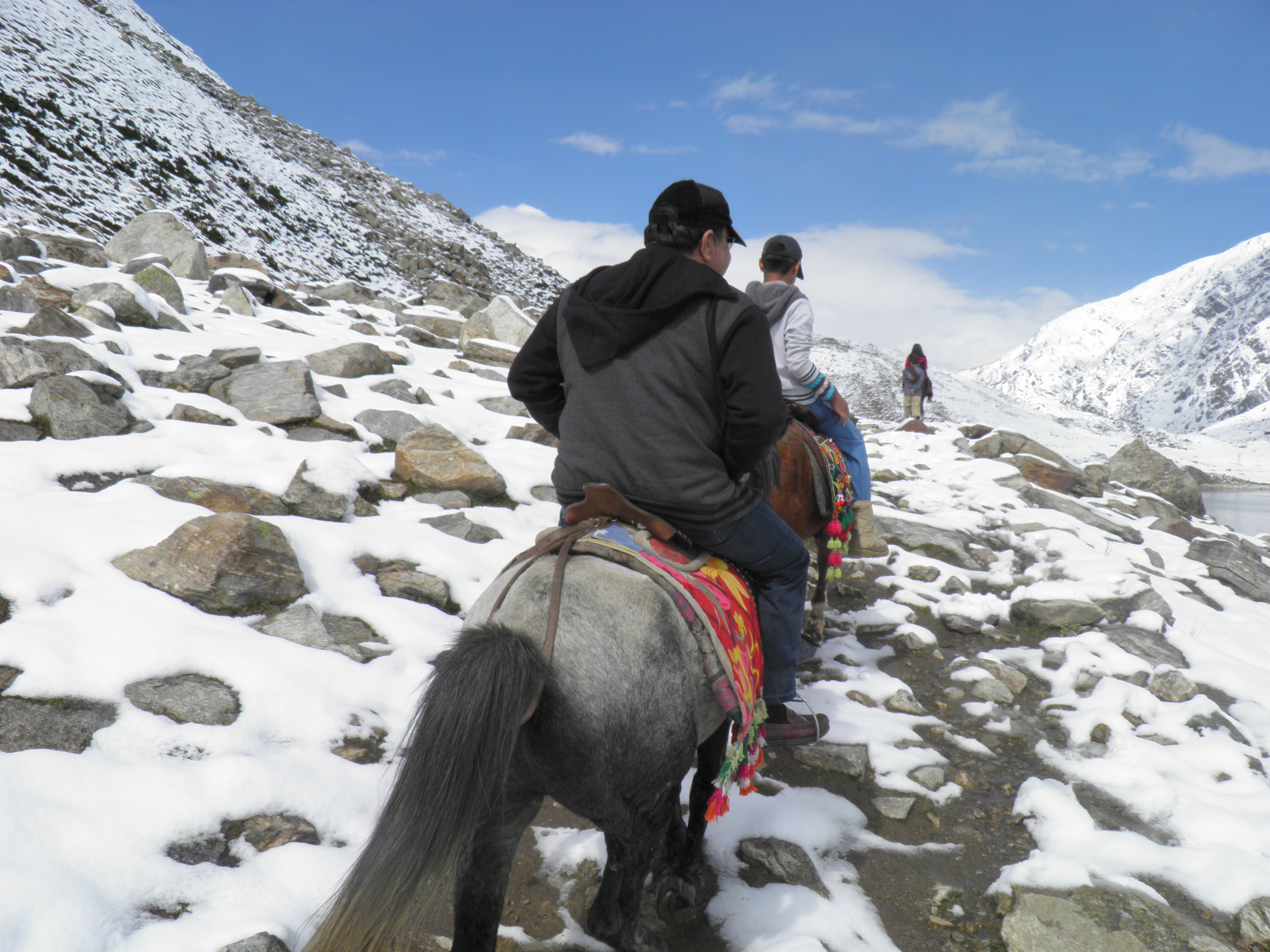
سائحون عند بحيرة سيف الملوك في باكستان.

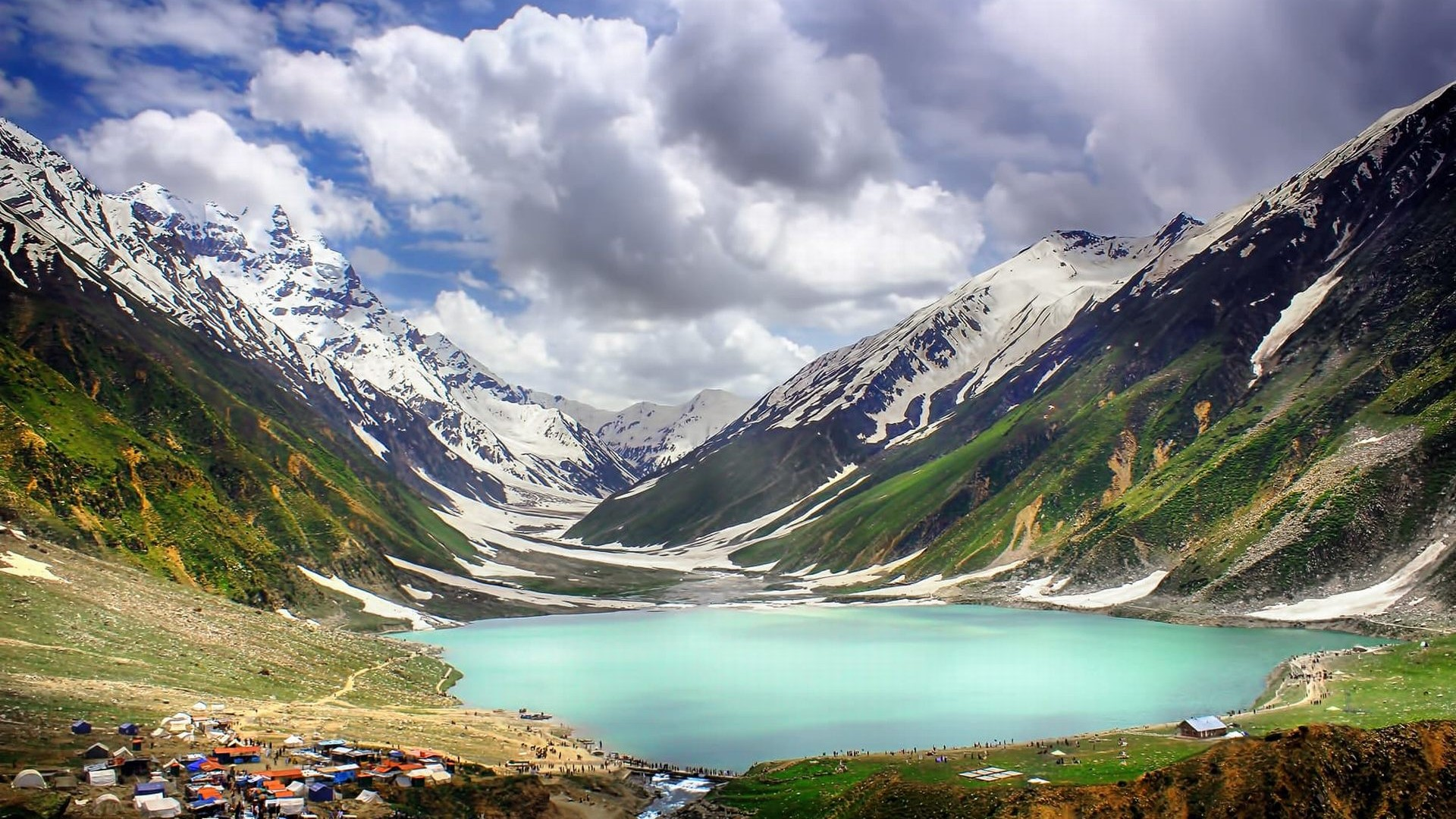
بحيرة سيف الملوك.

بفضل ثقافاتها وشعبها ومناظرها الطبيعية المتنوعة، اجتذبت باكستان حوالي 6.6 مليون سائح أجنبي في عام 2018، وهو ما يمثل انخفاضًا كبيرًا منذ السبعينيات عندما استقبلت البلاد أعدادًا غير مسبوقة من السياح الأجانب بسبب مسار الهيبي الشهير. اجتذب هذا المسار آلاف الأوروبيين والأمريكيين في الستينيات والسبعينيات من القرن الماضي الذين سافروا براً عبر تركيا وإيران إلى الهند عبر باكستان. يشتهر شمال باكستان بجماله الطبيعي وبوجود العديد من أعلى القمم في العالم. وكانت الوجهات الرئيسية التي اختارها هؤلاء السائحون هي ممر خيبر وبيشاور وكراتشي ولاهور وسوات وروالبندي. انخفضت الأعداد التالية للمسار بعد الثورة الإيرانية والحرب السوفيتية الأفغانية.
تتراوح مناطق الجذب السياحي في باكستان من أشجار المانغروف في الجنوب إلى محطات تلال الهيمالايا في الشمال الشرقي. تتراوح الوجهات السياحية في البلاد من الآثار البوذية تخت باهي وتاكسيلا، إلى مدن حضارة وادي السند التي يبلغ عمرها 5000 عام مثل موهينجو دارو وهارابا. باكستان هي موطن لعدة قمم جبلية يزيد ارتفاعها عن 7000 متر (23000 قدم). يحتوي الجزء الشمالي من باكستان على العديد من الحصون القديمة، وأمثلة على الهندسة المعمارية القديمة، ووديان هونزا وشيترال، موطن قلاع ما قبل الإسلام الصغيرة. مجتمع كالاشا يدعي النسب من الإسكندر الأكبر. تحتوي لاهور، العاصمة الثقافية لباكستان، على العديد من الأمثلة على العمارة المغولية مثل مسجد بادشاهي، وحدائق شاليمار، وقبر جهانجير، وقلعة لاهور.
في أكتوبر 2006، بعد عام واحد فقط من زلزال كشمير 2005، أصدرت صحيفة الغارديان ما وصفته بـ «أفضل خمسة مواقع سياحية في باكستان» لمساعدة صناعة السياحة في البلاد. وشملت المواقع الخمسة تاكسيلا ولاهور وطريق كاراكورام السريع وكريم آباد وبحيرة سيف الملوك. لتعزيز التراث الثقافي الفريد لباكستان، تنظم الحكومة مهرجانات مختلفة على مدار العام. في عام 2015، صنف تقرير التنافسية للسفر والسياحة الصادر عن المنتدى الاقتصادي العالمي باكستان في المرتبة 125 من بين 141 دولة.

## البنية التحتية
تم الاعتراف بباكستان كأفضل دولة لتطوير البنية التحتية في جنوب آسيا خلال الاجتماعات السنوية للمنتدى الدولي لصندوق النقد الدولي والبنك الدولي في عام 2016.

### الطاقة النووية والطاقة

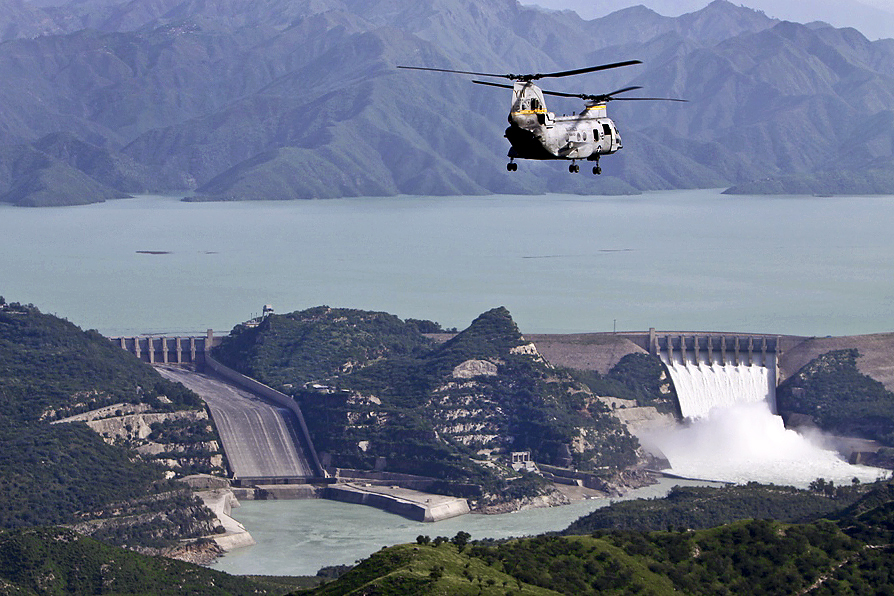
سد تاربيلا، أكبر سد مملوء بالأرض في العالم، تم بناؤه عام 1968.

اعتبارًا من مايو 2021، يتم توفير الطاقة النووية من خلال ست محطات طاقة نووية تجارية مرخصة. هيئة الطاقة الذرية الباكستانية هي المسؤولة الوحيدة عن تشغيل محطات الطاقة هذه، بينما تنظم هيئة التنظيم النووي الباكستانية الاستخدام الآمن للطاقة النووية. تشكل الكهرباء المولدة من محطات الطاقة النووية التجارية ما يقرب من 5.8% من الطاقة الكهربائية في باكستان، مقارنة بـ 64.2% من الوقود الأحفوري (النفط الخام والغاز الطبيعي)، و 29.9% من الطاقة الكهرومائية، و 0.1% من الفحم. باكستان هي إحدى الدول الأربع المسلحة نوويًا (إلى جانب الهند و«إسرائيل» وكوريا الشمالية) التي ليست طرفًا في معاهدة منع انتشار الأسلحة النووية، لكنها عضو ذو وضع جيد في الوكالة الدولية للطاقة الذرية.

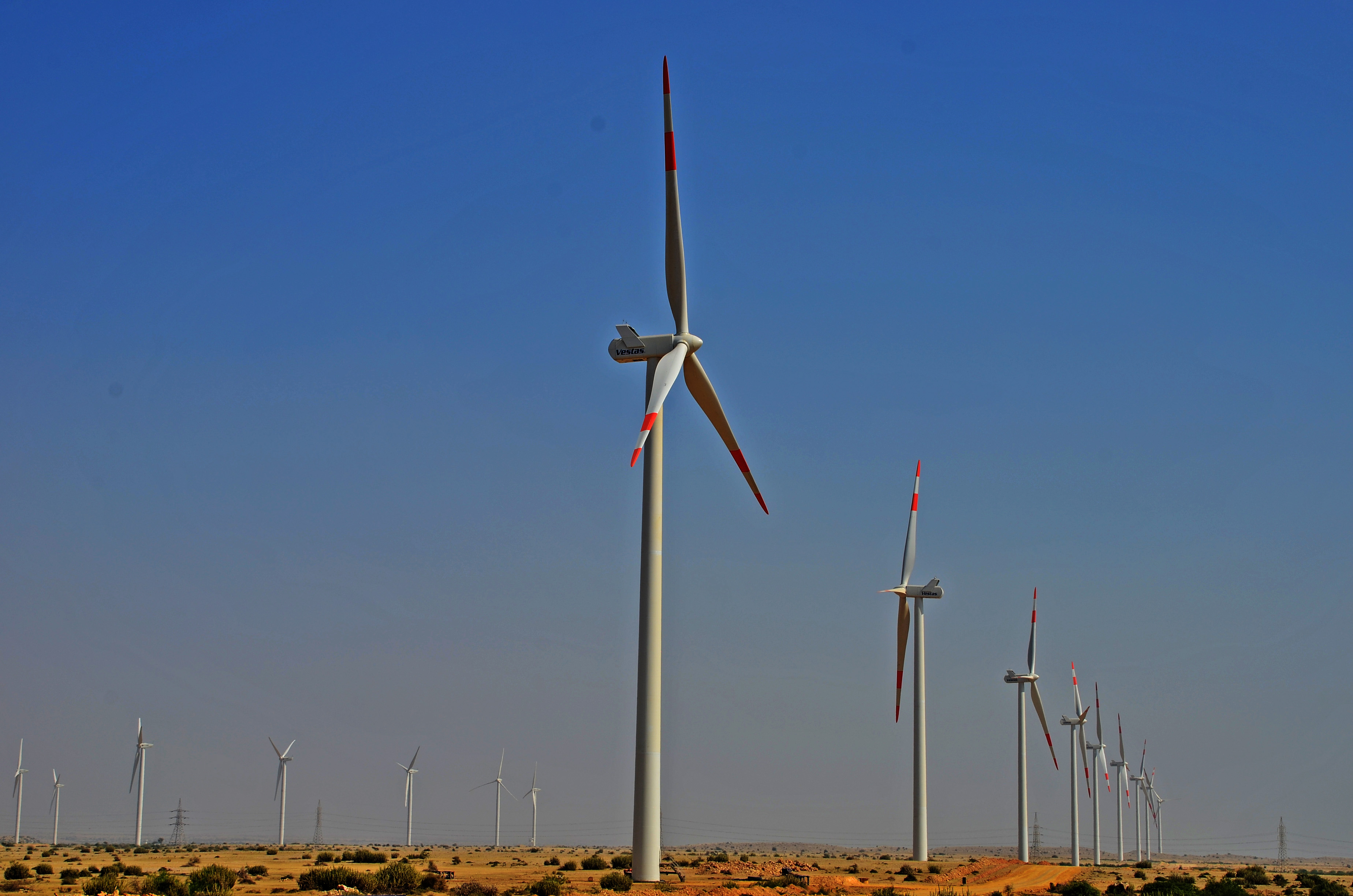
أنتجت باكستان 1135 ميجاوات من الطاقة المتجددة لشهر أكتوبر/تشرين الأول 2016. وتتوقع باكستان إنتاج 10000 ميجاوات من الطاقة المتجددة بحلول عام 2025.

تم توفير مفاعل كانوب-I، وهو مفاعل نووي من نوع كاندو، من قبل كندا في عام 1971، وهو أول محطة طاقة نووية تجارية في البلاد. بدأ التعاون النووي الصيني الباكستاني في أوائل الثمانينات. بعد اتفاقية التعاون النووي الصينية الباكستانية في عام 1986، زوّدت الصين باكستان بمفاعل نووي أطلق عليه اسم CHASNUPP-I للطاقة والنمو الصناعي للبلاد. في عام 2005، اقترح البلدان العمل على خطة مشتركة لأمن الطاقة، داعين إلى زيادة هائلة في قدرة التوليد إلى أكثر من 160 ألف ميجاوات بحلول عام 2030. وبموجب رؤيتها للطاقة النووية 2050، تخطط الحكومة الباكستانية لزيادة قدرة توليد الطاقة النووية إلى 40 ألف ميجاوات. 8900 ميجاوات منها بحلول عام 2030.
في يونيو 2008، تم توسيع المجمع التجاري النووي من خلال الأعمال الأرضية لتركيب وتشغيل مفاعلات تشاشما-3 وتشاشما -4 في تشاشما، مقاطعة البنجاب، تبلغ قدرة كل منها 325-340 ميجاوات وبتكلفة 129 مليار ين ياباني؛ والتي جاء منها 80 مليار ين من مصادر دولية، خاصة الصين. تم التوقيع على اتفاقية أخرى لمساعدة الصين في المشروع في أكتوبر 2008، وأعطيت أهمية كمضاد للاتفاقية الأمريكية الهندية التي سبقتها بوقت قصير. وبلغت التكلفة المعلنة آنذاك 1.7 مليار دولار أمريكي، مع مكون قرض أجنبي قدره 1.07 مليار دولار أمريكي. في عام 2013 أنشأت باكستان مشروعًا تجاريًا ثانيًا المجمع النووي في كراتشي مع خطط لإنشاء مفاعلات إضافية مماثلة لتلك الموجودة في تشاشما. يتم توليد الطاقة الكهربائية من قبل شركات الطاقة المختلفة ويتم توزيعها بالتساوي من قبل الهيئة الوطنية لتنظيم الطاقة الكهربائية (NEPRA) بين المقاطعات الأربع. ومع ذلك، فإن شركة K-Electric ومقرها كراتشي وهيئة تنمية المياه والطاقة (WAPDA) تولد الكثير من الطاقة الكهربائية المستخدمة في باكستان بالإضافة إلى جمع الإيرادات على الصعيد الوطني. في عام 2014، كان لدى باكستان محطة لتوليد الكهرباء بقدرة ~ 22,797 ميجاوات.

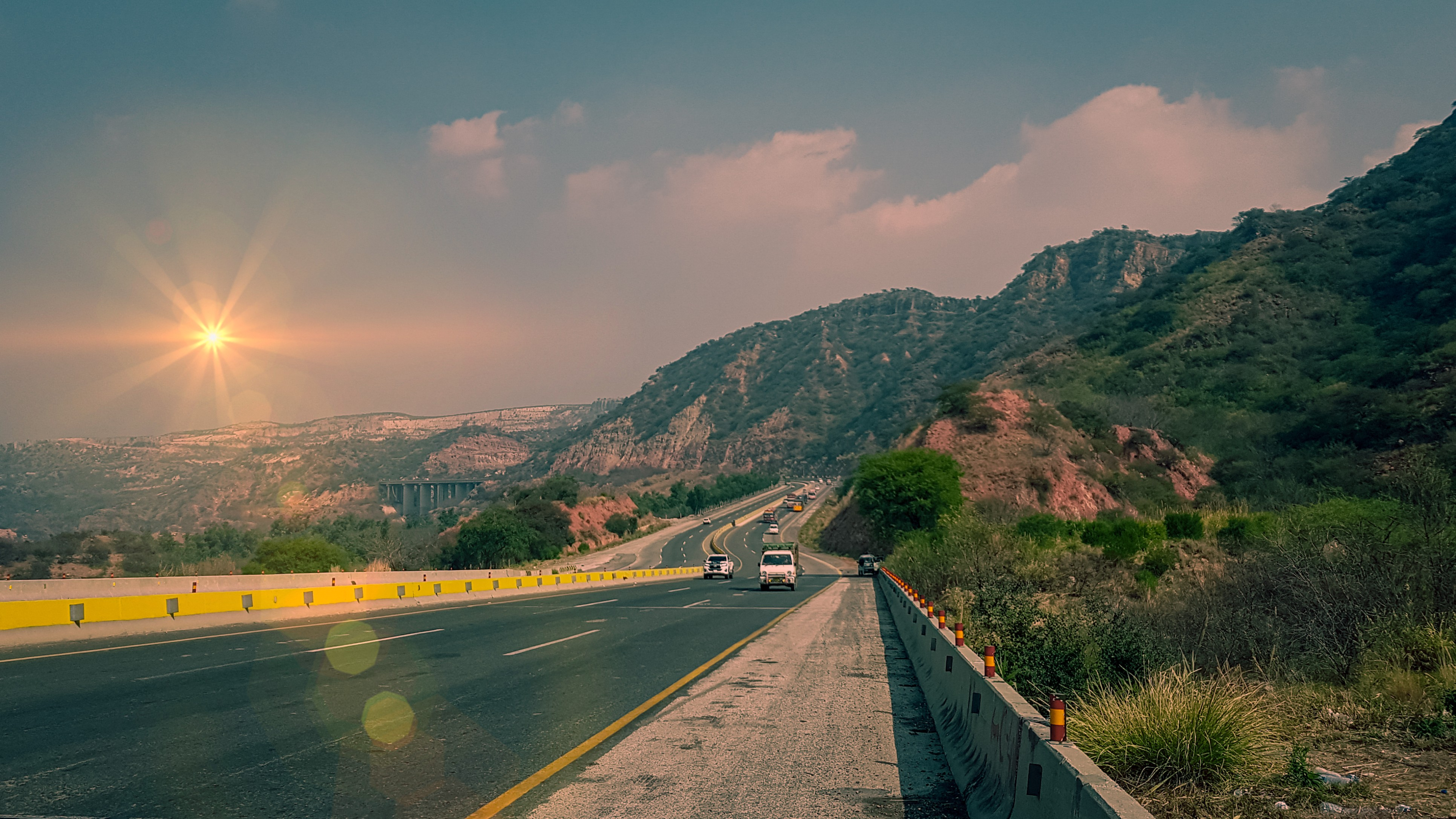
يمر الطريق السريع عبر جبال سولت رينج.

### النقل
تمثل صناعة النقل حوالي 10.5٪ من الناتج المحلي الإجمالي للبلاد.

#### الطرق السريعة
الطرق السريعة في باكستان هي شبكة من الطرق السريعة متعددة الممرات وعالية السرعة والتي يمكن التحكم في الوصول إليها في باكستان، والتي تملكها وتديرها وتديرها فيدراليًا هيئة الطرق السريعة الوطنية الباكستانية. اعتبارًا من 20 فبراير 2020، أصبح 1882 كيلومترًا من الطرق السريعة قيد التشغيل، في حين أن 1854 كيلومترًا إضافيًا قيد الإنشاء أو المخطط لها. يتم تحديد جميع الطرق السريعة في باكستان مسبقًا بالحرف «M» (الذي يعني «الطريق السريع») متبوعًا بالتحديد الرقمي الفريد للطريق السريع المحدد (مع واصلة في المنتصف)، على سبيل المثال «M-1».
تعد الطرق السريعة الباكستانية جزءًا مهمًا من «مشروع الممر التجاري الوطني» الباكستاني، والذي يهدف إلى ربط موانئ باكستان الثلاثة على بحر العرب (ميناء كراتشي وميناء بن قاسم وميناء جوادار) ببقية البلاد من خلال الطرق السريعة والطرق السريعة الوطنية. الشبكة وإلى الشمال مع أفغانستان وآسيا الوسطى والصين. تم التخطيط للمشروع في عام 1990. يهدف مشروع الممر الاقتصادي الصيني الباكستاني إلى ربط ميناء جوادار وكاشغار (الصين) باستخدام الطرق السريعة الباكستانية والطرق السريعة الوطنية والطرق السريعة.
تشكّل الطرق السريعة العمود الفقري لنظام النقل في باكستان. يبلغ إجمالي طول الطرق 263,942 كيلومترًا (164,006 ميلًا) ويمثّل 92% من الركاب و 96% من حركة الشحن الداخلي. وتقع خدمات النقل البري إلى حد كبير في أيدي القطاع الخاص. الهيئة الوطنية للطرق السريعة هي المسؤولة عن صيانة الطرق السريعة والطرق السريعة الوطنية. يعتمد نظام الطرق السريعة والطرق السريعة بشكل أساسي على الروابط بين الشمال والجنوب التي تربط الموانئ الجنوبية بمقاطعتي البنجاب وخيبر بختونخوا المكتظتين بالسكان. على الرغم من أن هذه الشبكة لا تمثل سوى 4.6% من إجمالي طول الطريق، إلا أنها تحمل 85% من حركة المرور في البلاد.

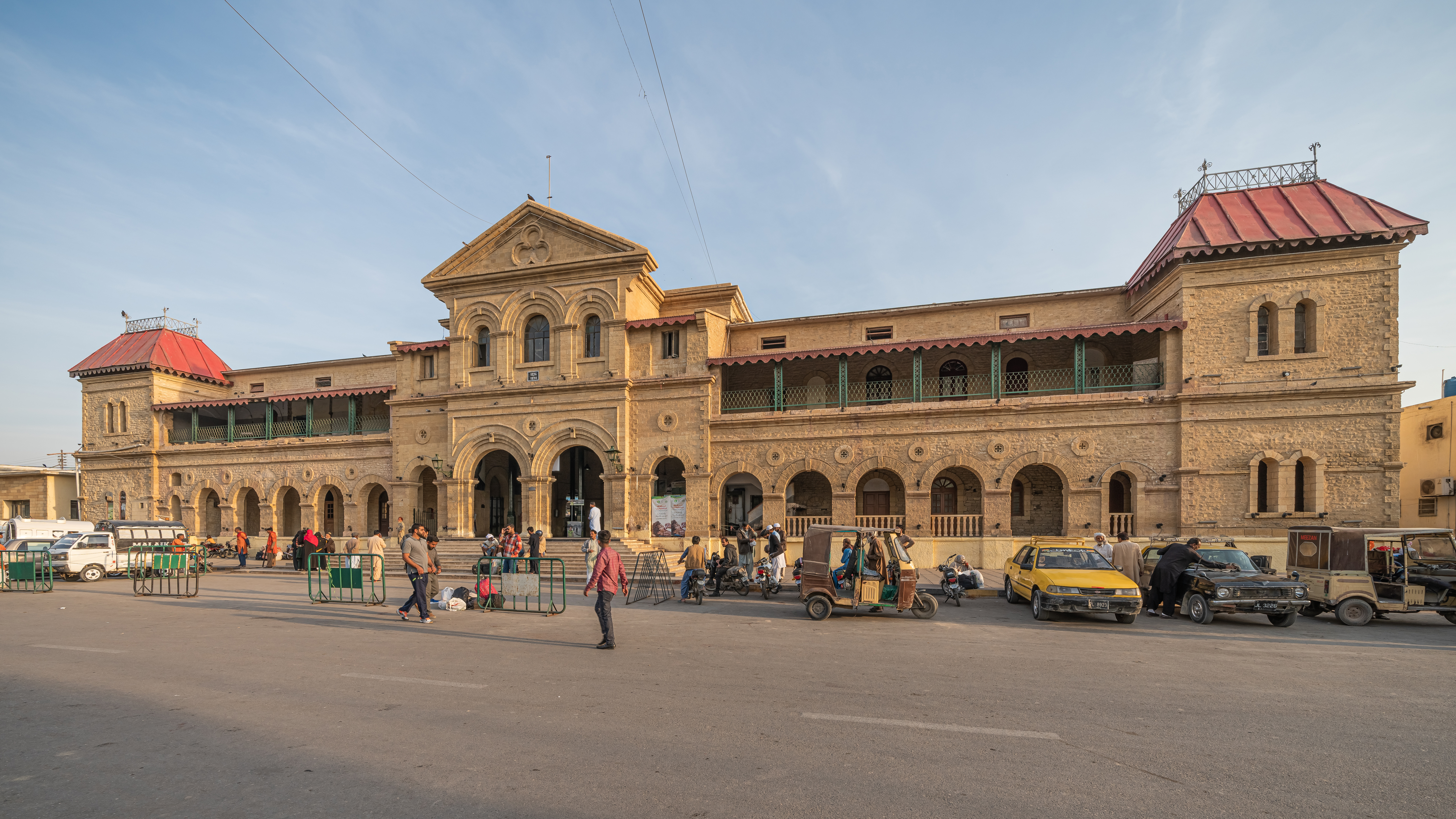
محطة قطار كراتشي كانتونمينت.

#### السكك الحديدية
تقوم السكك الحديدية الباكستانية، التابعة لوزارة السكك الحديدية (MoR)، بتشغيل نظام السكك الحديدية. من عام 1947 حتى السبعينيات، كان نظام القطارات هو وسيلة النقل الأساسية حتى إنشاء الطرق السريعة الوطنية على مستوى البلاد والازدهار الاقتصادي لصناعة السيارات. بداية من التسعينيات، كان هناك تحول ملحوظ في حركة المرور من السكك الحديدية إلى الطرق السريعة؛ نما الاعتماد على الطرق بعد إدخال المركبات إلى البلاد. والآن أصبحت حصة السكك الحديدية من حركة المرور الداخلية أقل من 8% للركاب و 4% لحركة الشحن. عندما بدأت السيارات تهيمن على وسائل النقل الشخصية، انخفض إجمالي مسار السكك الحديدية من 8,775 كيلومترًا (5,453 ميلًا) في 1990-1991 إلى 7,791 كيلومترًا (4,841 ميلًا) في عام 2011. وتتوقع باكستان استخدام السكك الحديدية لتعزيز التجارة الخارجية مع الصين وإيران وتركيا.

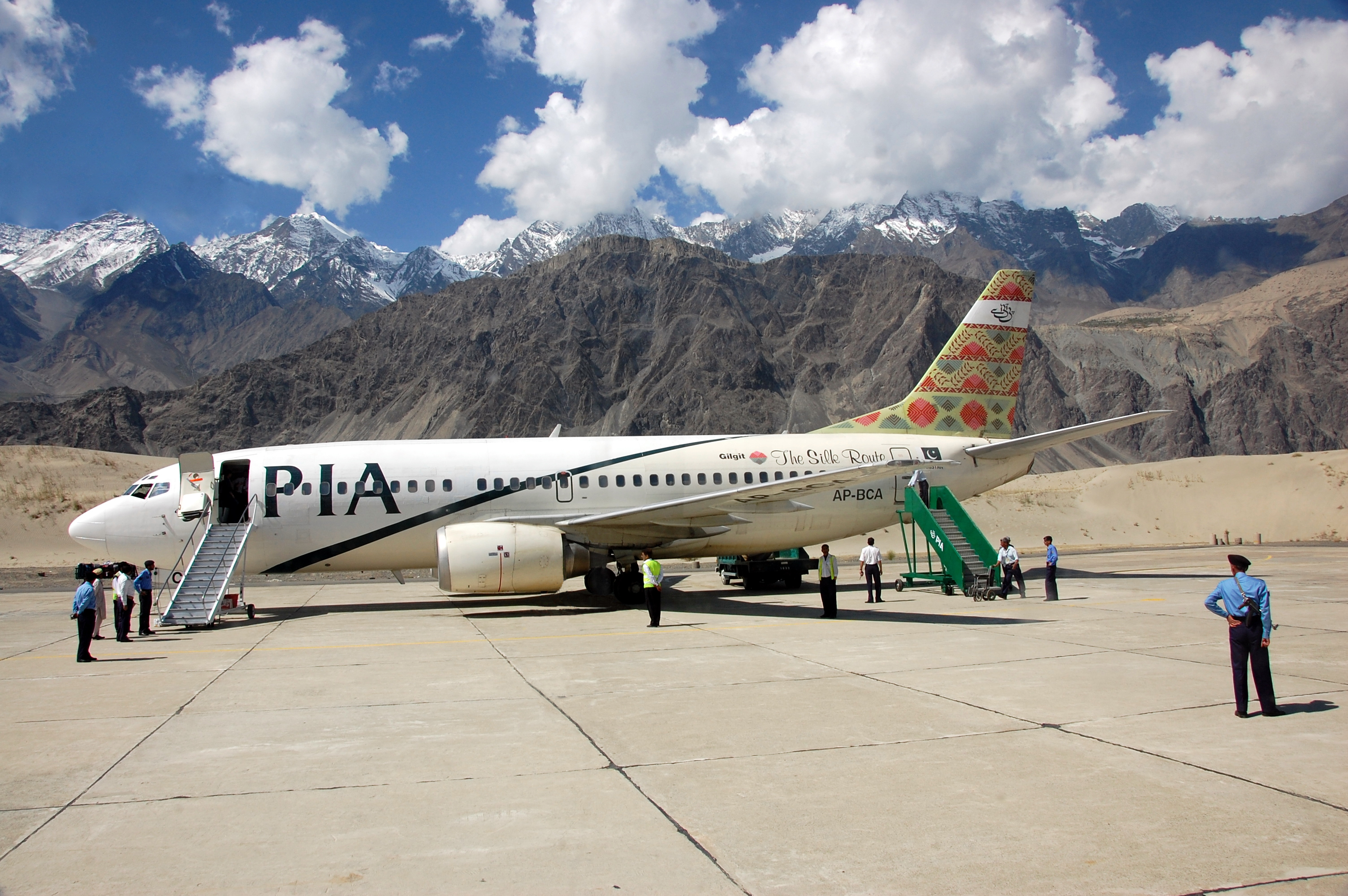
طائرة بوينج 737 مملوكة ومدارة من قبل الخطوط الجوية الباكستانية الدولية (PIA) في مطار سكاردو الدولي.

#### المطارات
هناك ما يقدر بـ 151 مطارًا ومطارًا في باكستان اعتبارًا من عام 2013، بما في ذلك المطارات العسكرية والمطارات المدنية المملوكة للقطاع العام. على الرغم من أن مطار جناح الدولي هو البوابة الدولية الرئيسية لباكستان، فإن المطارات الدولية في لاهور وإسلام أباد وبيشاور وكويتا وفيصل أباد وسيالكوت وملتان تتعامل أيضًا مع كميات كبيرة من حركة المرور.
صناعة الطيران المدني مختلطة مع القطاعين العام والخاص، والتي تم تحريرها في عام 1993. في حين أن الخطوط الجوية الباكستانية الدولية المملوكة للدولة (PIA) هي شركة النقل الجوي الرئيسية والمهيمنة التي تنقل حوالي 73٪ من الركاب المحليين وجميع الشحنات المحلية، كما تقدم شركات الطيران الخاصة، مثل airBlue و Air Indus، خدمات مماثلة بتكلفة منخفضة.

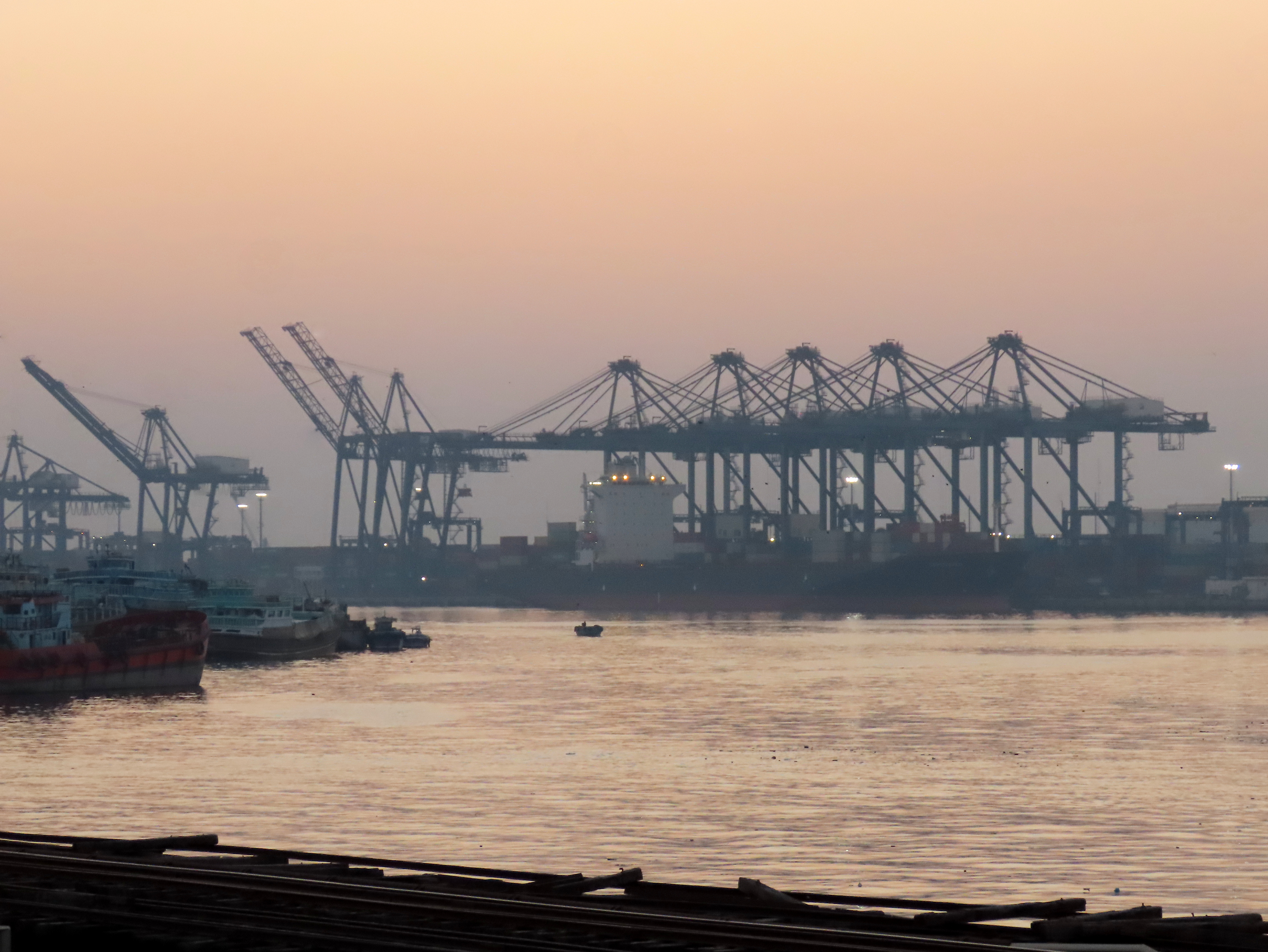
يعد ميناء كراتشي واحدًا من أكبر موانئ المياه العميقة وأكثرها ازدحامًا في جنوب آسيا، حيث يتعامل مع حوالي 60% من البضائع في البلاد (25 مليون طن سنويًا).

#### الموانئ البحرية
الموانئ البحرية الرئيسية موجودة في كراتشي، السند (ميناء كراتشي، ميناء قاسم). منذ التسعينيات، تم نقل بعض عمليات الموانئ البحرية إلى بلوشستان من خلال بناء ميناء جوادار وميناء باسني وميناء جاداني. ميناء جوادار هو أعمق ميناء بحري في العالم. وفقا لتقرير التنافسية العالمية الصادر عن المنتدى الاقتصادي العالمي، زادت تقييمات جودة البنية التحتية لموانئ باكستان من 3.7 إلى 4.1 بين عامي 2007 و 2016.

#### مترو

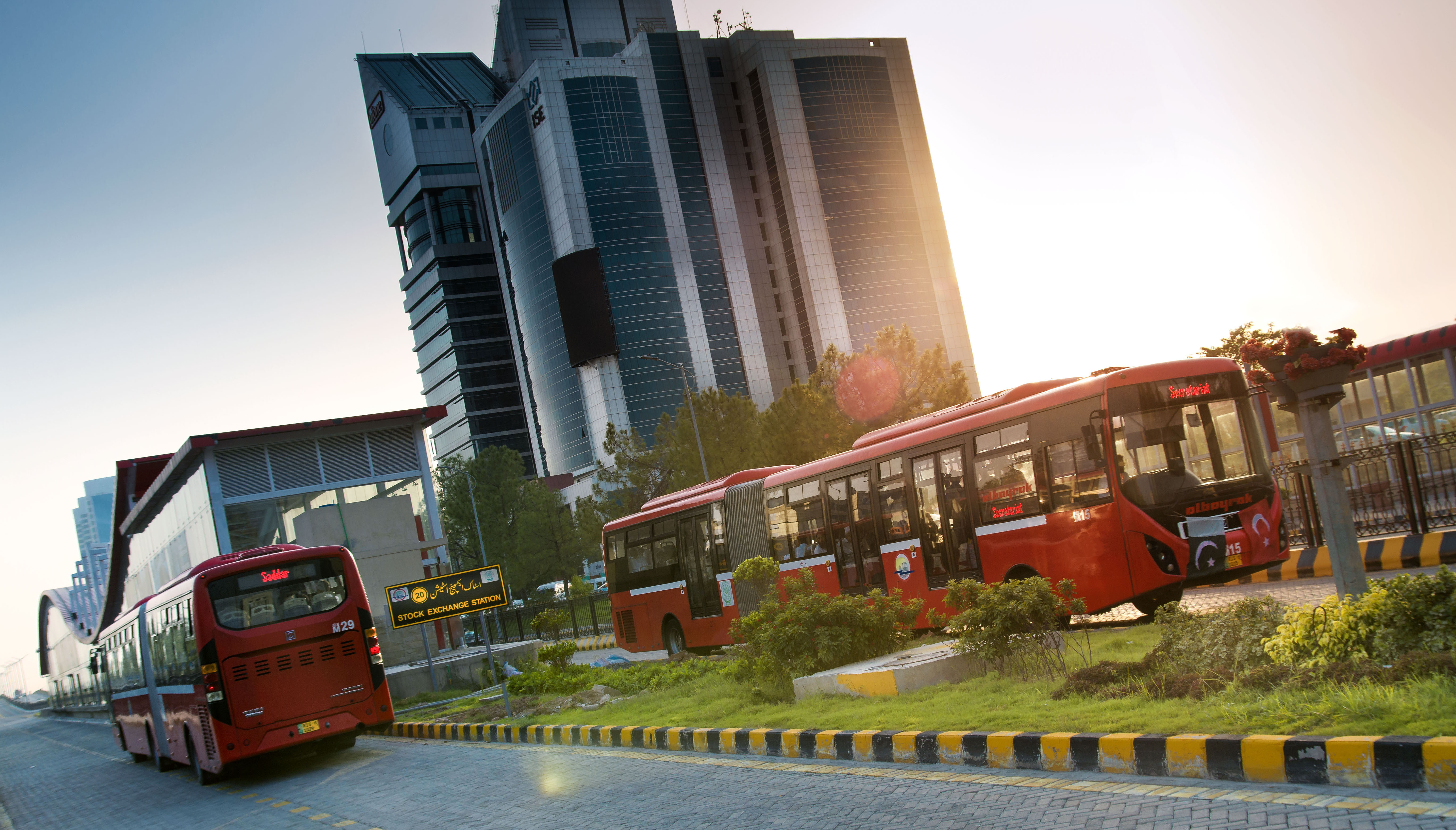
مسار إسلام أباد-روالبندي المتروباص مع المحطة المجاورة.

##### قطار المترو

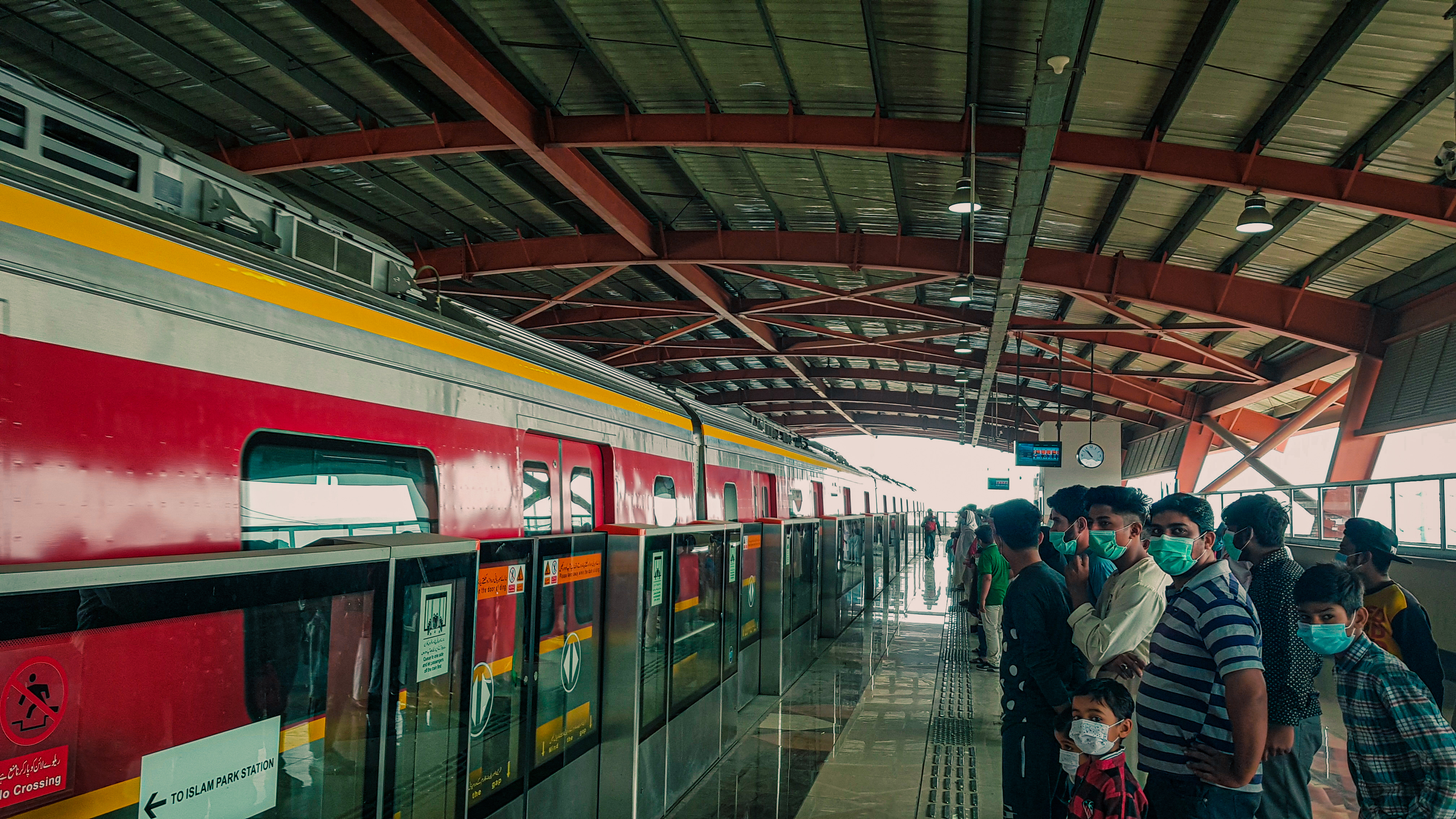
مترو لاهور.

- قطار مترو الخط البرتقالي هو نظام نقل سريع آلي في لاهور. الخط البرتقالي هو الجزء الأول من خطوط السكك الحديدية الثلاثة المقترحة لمترو لاهور. يمتد الخط لمسافة 27.1 كم (16.8 ميل) مع ارتفاع 25.4 كم (15.8 ميل) و 1.72 كم (1.1 ميل) تحت الأرض وتبلغ تكلفته 251.06 مليار روبية (1.6 مليار دولار). يتكون الخط من 26 محطة مترو أنفاق وهو مصمم لنقل أكثر من 250 ألف راكب يوميًا. بدأ تشغيل الخط في 25 أكتوبر/تشرين الأول 2020.

##### حافلات المترو والحافلات السريعة
- لاهور ميتروباص هي خدمة نقل سريع بالحافلات تعمل في مدينة لاهور. تم افتتاح المرحلة الأولى من شبكة المتروباص في فبراير 2013. وكان أول نظام حافلات مترو في باكستان.
- روالبندي-إسلام أباد المتروباص هو نظام نقل سريع للحافلات بطول 48.1 كم (29.9 ميل) يعمل في منطقة العاصمة إسلام أباد-روالبندي. تم افتتاح المرحلة الأولى من شبكة المتروباص في 4 يونيو 2015، وتمتد لمسافة 22.5 كيلومترًا بين أمانة باكستان في إسلام أباد وصدر في روالبندي. وتمتد المرحلة الثانية بطول 25.6 كيلومترًا بين تقاطع بيشاور مور ومطار إسلام أباد الدولي الجديد وتم افتتاحها في 18 أبريل 2022. يستخدم النظام التذاكر الإلكترونية ونظام النقل الذكي وتتم إدارته من قبلهيئة النقل الجماعي في البنجاب.
- Multan Metrobus هو نظام نقل سريع للحافلات (BRT) في ملتان. بدأ إنشاء الخط في مايو/أيار 2015، بينما بدأت العمليات في 24 يناير/كانون الثاني 2017.
- حافلات النقل السريع في بيشاور (بيشاور BRT) هو نظام نقل سريع بالحافلات في بيشاور، عاصمة إقليم خيبر بختونخوا. بدأ إنشاء المشروع في أكتوبر 2017 وتم افتتاحه في 13 أغسطس 2020، وهو نظام النقل السريع بالحافلات الرابع في باكستان.
- Green Line Metrobus هي المرحلة الأولى من Karachi Metrobus التي تم تشغيلها منذ 25 ديسمبر 2021. قامت حكومة باكستان بتمويل غالبية المشروع. بدأ بناء الخط الأخضر في 26 فبراير/شباط 2016.
- تعد خدمة القطار المكوكية في فيصل أباد وحافلة فيصل أباد المتروباص من مشاريع النقل السريع المقترحة في مدينة فيصل أباد. هذه المشاريع هي جزء من مشروع ضخم للممر الاقتصادي الصيني الباكستاني.

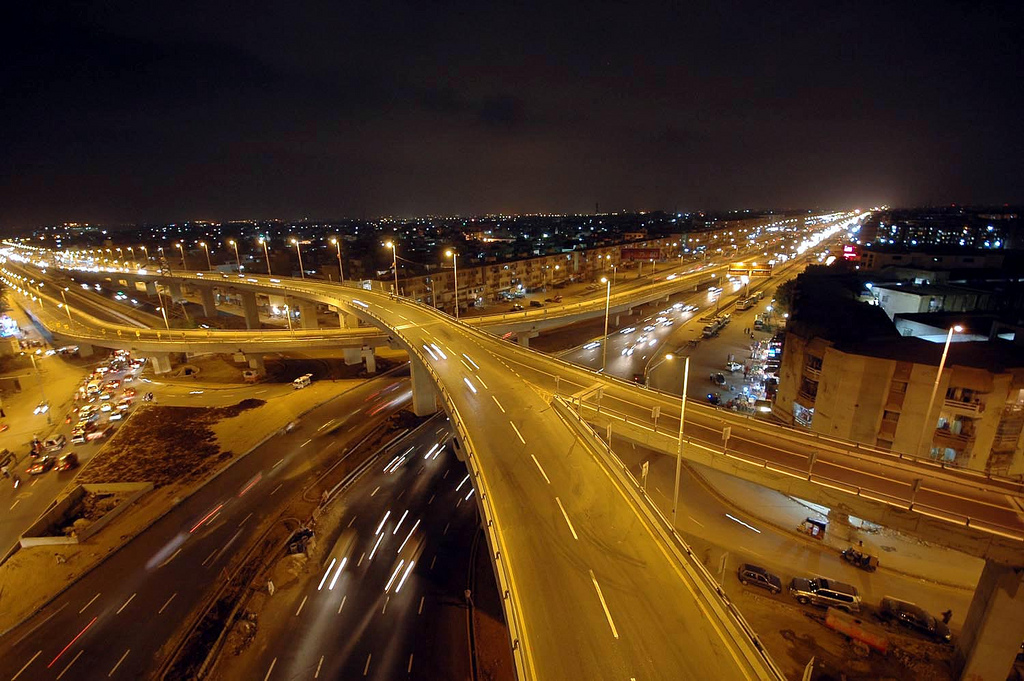
جسر ناجان تشورانجي، كراتشي.

##### أنظمة أخرى
- سكة حديد كراتشي الدائرية هي نظام نقل عام إقليمي نشط جزئيًا في كراتشي، والذي يخدم منطقة كراتشي الحضرية. كانت KCR تعمل بكامل طاقتها بين عامي 1969 و 1999. ومنذ عام 2001، تم السعي إلى استعادة السكك الحديدية وإعادة تشغيل النظام. في نوفمبر/تشرين الثاني 2020، أعادت KCR عملياتها جزئيًا.
- بدأت خدمة الترام في عام 1884 في كراتشي ولكن تم إغلاقها في عام 1975 بسبب عوامل مختلفة. تخطط حكومة السند لإعادة تشغيل خدمات الترام في المدينة، بالتعاون مع خبراء نمساويين.
- في أكتوبر 2019، تم أيضًا التوقيع على مشروع لبناء خدمة الترام في لاهور من قبل حكومة البنجاب. سيتم إطلاق هذا المشروع في إطار شراكة بين القطاعين العام والخاص في مشروع مشترك بين الشركات الأوروبية والصينية إلى جانب إدارة النقل في البنجاب.[79]

#### الجسور والأنفاق
توجد العديد من الجسور والأنفاق في المناطق الحضرية الرئيسية في البلاد لفصل تدفق حركة المرور. يقع أكبر عدد من الجسور والممرات السفلية في كراتشي، تليها لاهور. تشمل المدن الأخرى التي بها جسور علوية وممرات أنفاق لتنظيم تدفق حركة المرور إسلام أباد-روالبندي، فيصل أباد، جوجرانوالا، ملتان، بيشاور، حيدر أباد، كويتا، سارجودا، بهاوالبور، سوكور، لاركانا، رحيم يار خان وساهيوال وغيرها.
نفق بكين، لاهور هو أطول نفق في باكستان ويبلغ طوله حوالي 1.3 كم (0.81 ميل). جسر مدينة المسلمين، لاهور هو أطول جسر علوي في البلاد ويبلغ طوله حوالي 2.6 كم (1.6 ميل).

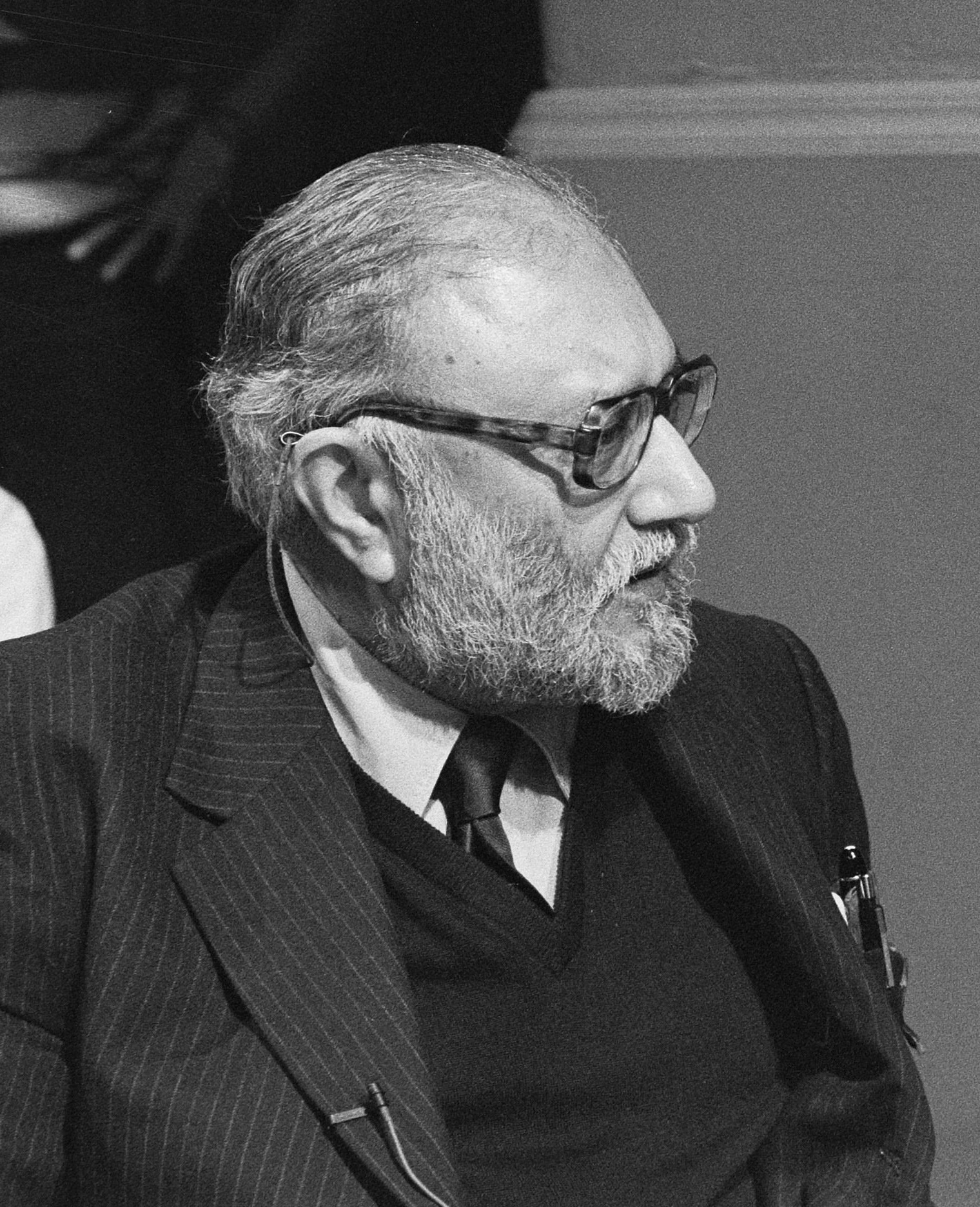
حصل محمد عبد السلام على جائزة نوبل في الفيزياء عام 1979 لمساهمته في التفاعل الكهروضعيف. وكان أول مسلم يفوز بجائزة نوبل في العلوم.

### العلوم والتكنولوجيا
لعبت التطورات في العلوم والتكنولوجيا دورًا مهمًا في البنية التحتية في باكستان وساعدت البلاد على التواصل مع بقية العالم. في كل عام، تتم دعوة العلماء من جميع أنحاء العالم من قبل الأكاديمية الباكستانية للعلوم والحكومة الباكستانية للمشاركة في كلية ناثياجالي الصيفية الدولية للفيزياء. كاستضافة باكستان ندوة دولية حول «الفيزياء في البلدان النامية» للسنة الدولية للفيزياء 2005. المنشورات المؤثرة والعمل العلمي النقدي في النهوض بالرياضيات والبيولوجيا والاقتصاد والفيزياء والعلوم. حصل عالم الفيزياء النظرية الباكستاني عبد السلام على جائزة نوبل في الفيزياء لعمله في التفاعل الكهروضعيف. تم إنتاج الكمبيوتر وعلم الوراثة

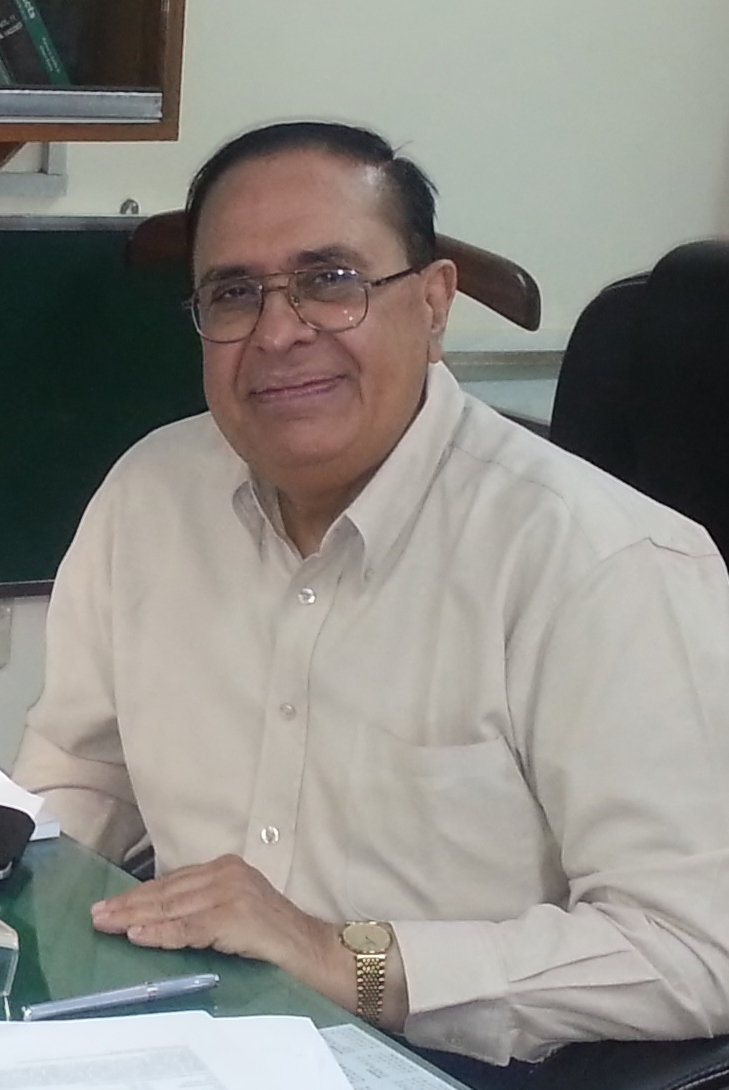
فاز عطا الرحمن بجائزة اليونسكو للعلوم لإسهاماته الرائدة في الكيمياء عام 1999، وهو أول مسلم يفوز بها.

في الكيمياء، كان سليم الزمان صديقي أول عالم باكستاني يلفت انتباه كيميائيي المنتجات الطبيعية إلى المكونات العلاجية لشجرة النيم. اخترع جراح الأعصاب الباكستاني أيوب أومايا خزان أومايا، وهو نظام لعلاج أورام المخ وأمراض الدماغ الأخرى. يلعب البحث العلمي والتطوير دورًا محوريًا في الجامعات الباكستانية، والمختبرات الوطنية التي ترعاها الحكومة، والمجمعات العلمية، وتخصيب اليورانيوم بالطرد المركزي الغازي.عبد القدير خان، يعتبر مؤسس اليورانيوم عالي التخصيب المركزي لمشروع القنبلة الذرية الباكستاني. أسس وأنشأ مختبرات كاهوتا للأبحاث (KRL) في عام 1976، وعمل ككبير العلماء والمدير العام لها حتى تقاعده في عام 2001، وكان شخصية مبكرة وحيوية في مشاريع علمية أخرى. بصرف النظر عن مشاركته في مشروع القنبلة الذرية الباكستانية، فقد قدم مساهمات كبيرة في علم التشكل الجزيئي، والمارتنسيت الفيزيائي، وتطبيقاته المتكاملة في فيزياء المواد المكثفة.
في عام 2010، احتلت باكستان المرتبة 43 في العالم من حيث الأوراق العلمية المنشورة. تلعب الأكاديمية الباكستانية للعلوم، وهي مجتمع علمي قوي، دورًا مؤثرًا وحيويًا في صياغة التوصيات المتعلقة بالسياسات العلمية للحكومة. حلّت باكستان في المرتبة 88 في مؤشر الابتكار العالمي في عام 2021، متقدمة من المرتبة 107 في عام 2020، ثم تراجعت للمركز 91 في مؤشر عام 2024.

شهدت الستينيات ظهور برنامج فضائي نشط بقيادة سوباركو والذي أدى إلى تقدم في مجال الصواريخ المحلية والإلكترونيات وعلم الطيران. سجل برنامج الفضاء بعض الإنجازات والإنجازات البارزة. إن الإطلاق الناجح لصاروخها الأول إلى الفضاء جعل باكستان أول دولة في جنوب آسيا تحقق مثل هذه المهمة. نجحت باكستان في إنتاج وإطلاق أول قمر صناعي فضائي في عام 1990، وأصبحت أول دولة إسلامية وثاني دولة في جنوب آسيا تضع قمرًا صناعيًا في الفضاء. 
شهدت باكستان زيادة في إنتاجيتها العلمية بمقدار أربعة أضعاف في العقد الماضي، حيث ارتفعت من حوالي 2000 مقال سنويًا في عام 2006 إلى أكثر من 9000 مقال في عام 2015. مما يجعل المقالات المذكورة في باكستان أعلى من دول البريكس مجتمعة.
وفي أعقاب حرب عام 1971 مع الهند، طوّر البرنامج السري أسلحة ذرية بدافع الخوف جزئياً ولمنع أي تدخل أجنبي، في حين كان إيذاناً ببدء العصر الذري في حقبة ما بعد الحرب الباردة. أدت المنافسة مع الهند والتوترات في النهاية إلى قرار باكستان بإجراء تجارب نووية تحت الأرض في عام 1998، وبذلك أصبحت الدولة السابعة في العالم التي نجحت في تطوير أسلحة نووية.
باكستان هي حاليًا الدولة الإسلامية الأولى والوحيدة  التي تحافظ على وجود بحثي نشط في القارة القطبية الجنوبية. منذ عام 1991، حافظت باكستان على محطتي أبحاث صيفيتين ومرصد طقس واحد في القارة وتخطط لفتح قاعدة دائمة أخرى كاملة في القارة القطبية الجنوبية.
لقد زاد استهلاك أجهزة الكمبيوتر للطاقة واستخدامها منذ التسعينيات عندما تم طرح أجهزة الكمبيوتر الشخصية؛ ويبلغ عدد مستخدمي الإنترنت في باكستان حوالي 82 مليونًا، وتصنف كواحدة من أفضل الدول التي سجلت معدل نمو مرتفع في انتشار الإنترنت اعتبارًا من عام 2020. أصدرت باكستان منشورات رئيسية، وحظي تطوير البرمجيات المحلية بإشادة دولية كبيرة.
منذ العقد الأول من القرن الحادي والعشرين، حققت باكستان قدرًا كبيرًا من التقدم في الحوسبة الفائقة، وتقدم العديد من المؤسسات فرصًا للبحث في الحوسبة المتوازية. يقال إن الحكومة الباكستانية تنفق 4.6 مليار جنيهًا استرليني على مشاريع تكنولوجيا المعلومات، مع التركيز على الحكومة الإلكترونية، والموارد البشرية، وتطوير البنية التحتية.
حققت باكستان المركز 88 في مؤشر الابتكار العالمي عام 2023، متقدمة من المركز 107 عام 2020.

### التعليم

معدل معرفة القراءة والكتابة في مناطق باكستانية اعتبارًا من
عام 2017.

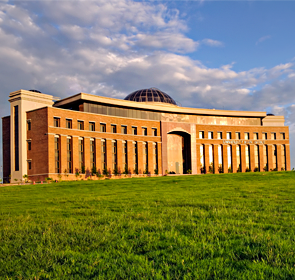
NUST في إسلام أباد هي جامعة الهندسة الأعلى تصنيفًا.

في وقت تأسيس باكستان كدولة، لم يكن في البلاد سوى جامعة واحدة فقط، وهي جامعة البنجاب في لاهور. وسرعان ما أنشأت الحكومة الباكستانية جامعات عامة في كل من المقاطعات الأربع، بما في ذلك جامعة السند (1949)، جامعة بيشاور (1950)، جامعة كراتشي (1953)، وجامعة بلوشستان (1970). تمتلك باكستان شبكة كبيرة من الجامعات العامة والخاصة، والتي تتضمن التعاون بين الجامعات تهدف إلى توفير البحث والتعليم العالي الفرص المتاحة في البلاد، على الرغم من وجود قلق بشأن انخفاض جودة التدريس في العديد من المدارس الجديدة. تشير التقديرات إلى أن هناك 3193 مؤسسة فنية ومهنية في باكستان، وهناك أيضًا مدارس دينية توفر التعليم الإسلامي المجاني وتوفر الإقامة والسكن مجانًا للطلاب، الذين يأتون بشكل رئيسي من الطبقات الفقيرة في المجتمع. ضغوط عامة قوية وانتقادات شعبية بشأن استخدام المتطرفين للمدارس الدينية للتجنيد، بذلت الحكومة الباكستانية جهودًا متكررة لتنظيم ومراقبة الدينية جودة التعليم في المدارس الدينية.
ينقسم التعليم في باكستان إلى ستة مستويات رئيسية: الحضانة (الصفوف الإعدادية)؛ الابتدائي (الصفوف من الأول إلى الخامس)؛ المتوسطة (الصفوف من السادس إلى الثامن)؛ التسجيل في الثانوية العامة (الصفان التاسع والعاشر، المؤديان إلى الشهادة الثانوية)؛ المتوسطة (الصفين الحادي عشر والثاني عشر، المؤديان إلى الشهادة الثانوية العليا)؛ والبرامج الجامعية التي تؤدي إلى الحصول على درجات الدراسات العليا والدراسات العليا. هناك شبكة من المدارس الخاصة التي تشكل نظامًا موازيًا للتعليم الثانوي يعتمد على منهج دراسي يتم وضعه وإدارته بواسطة امتحانات كامبريدج الدولية من المملكة المتحدة. يختار بعض الطلاب إجراء اختبارات المستوى O والمستوى A التي يجريها المجلس الثقافي البريطاني. طبقاً لاستشارات المدارس الدولية، يوجد في باكستان 439 مدرسة دولية.
نتيجة للمبادرات التي تم اتخاذها في عام 2007، أصبح التعليم المتوسط باللغة الإنجليزية إلزاميًا في جميع المدارس في جميع أنحاء البلاد. في عام 2012، قُتلت مالالا يوسفزاي، الناشطة في مجال تعليم الإناث، برصاص مسلح من حركة طالبان انتقامًا من نشاطها. وأصبحت يوسفزاي أصغر حائزة على جائزة نوبل على الإطلاق لدفاعها العالمي المتعلق بالتعليم. تطلبت الإصلاحات الإضافية التي تم سنها في 2013 من جميع المؤسسات التعليمية في السند البدء في تقديم دورات اللغة الصينية، مما يعكس دور الصين المتنامي كقوة عظمى ونفوذها المتزايد في باكستان. يبلغ معدل معرفة القراءة والكتابة للسكان 62.3% اعتبارًا من عام 2018. ويبلغ معدل معرفة القراءة والكتابة بين الذكور 72.5% بينما يبلغ معدل معرفة القراءة والكتابة بين الإناث 51.8%. تختلف معدلات معرفة القراءة والكتابة حسب المنطقة وخاصة حسب الجنس. على سبيل المثال، في المناطق القبلية يبلغ معدل معرفة القراءة والكتابة بين الإناث 9.5%، بينما يبلغ معدل معرفة القراءة والكتابة في آزاد جامو وكشمير 74%. مع ظهور محو الأمية الحاسوبية في عام 1995، أطلقت الحكومة مبادرة وطنية في عام 1998 بهدف القضاء على الأمية وتوفير التعليم الأساسي لجميع الأطفال. من خلال الإصلاحات التعليمية المختلفة، بحلول عام 2015 وزارة التربية والتعليممن المتوقع أن تصل مستويات الالتحاق بالمدارس إلى 100% بين الأطفال في سن المدرسة الابتدائية ومعدل معرفة القراءة والكتابة يصل إلى 86% بين الأشخاص الذين تزيد أعمارهم عن 10 سنوات. تنفق باكستان حاليًا 2.3% من ناتجها المحلي الإجمالي على التعليم؛ والتي تعد وفقًا لمعهد العلوم الاجتماعية والسياسات واحدة من أدنى المعدلات في جنوب آسيا.

## السياسة والحڪومة

### العلاقات الخارجية

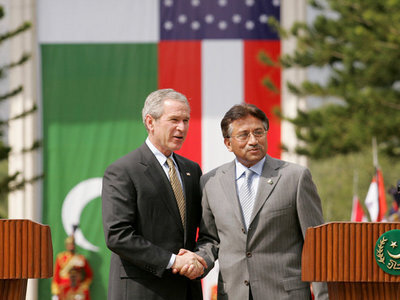
الرئيس جورج دبليو بوش يلتقي بالرئيس مشرف في إسلام أباد خلال زيارته لباكستان عام 2006.

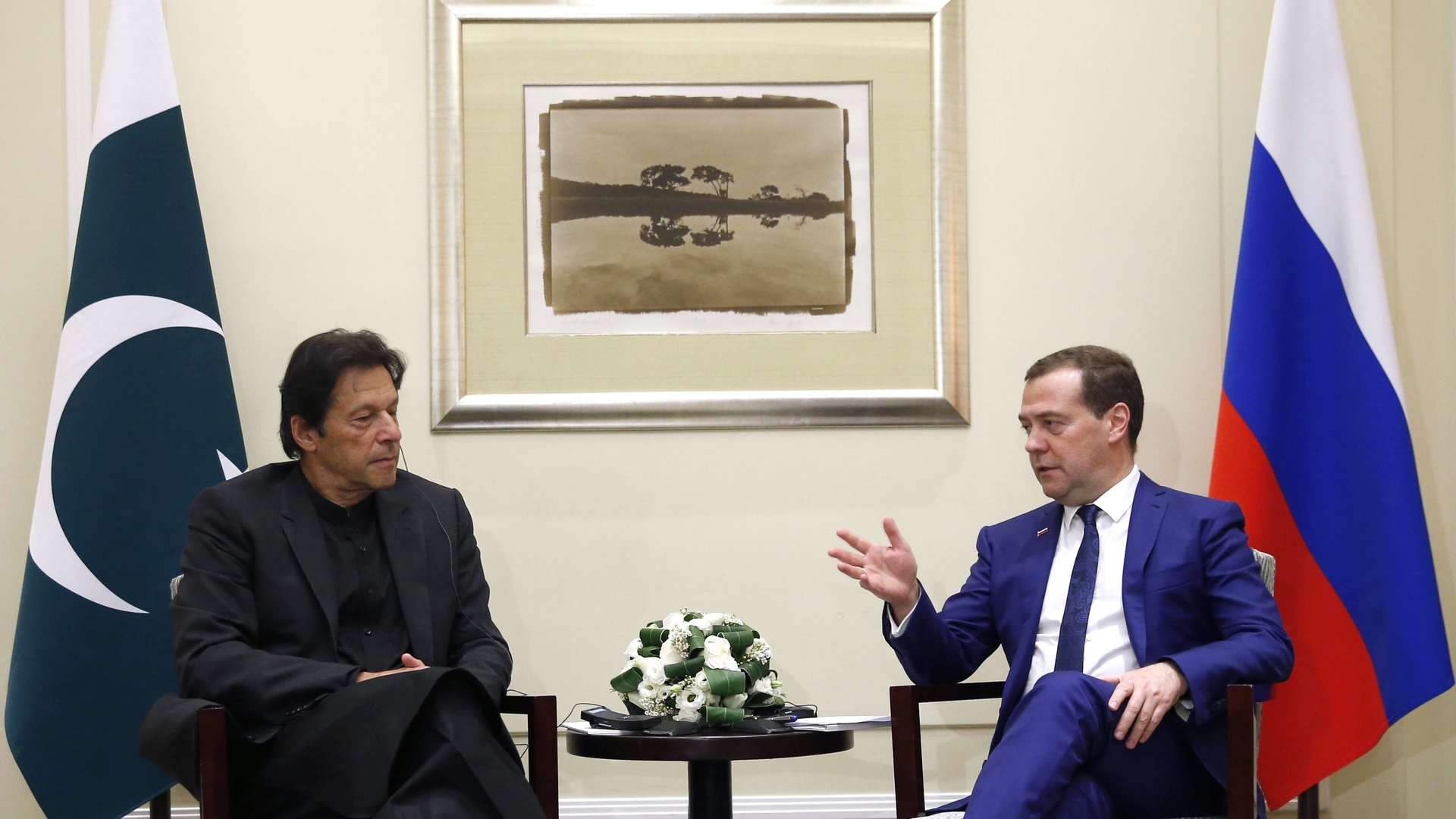
لقاء دميتري ميدفيديف مع رئيس وزراء باكستان عمران خان.

منذ الاستقلال، حاولت باكستان تحقيق التوازن في علاقاتها مع الدول الأجنبية. تركز السياسة الخارجية والاستراتيجية الجيوستراتيجية الباكستانية بشكل أساسي على الاقتصاد والأمن ضد التهديدات لهويتها الوطنية وسلامة أراضيها، وعلى تنمية العلاقات الوثيقة مع الدول الإسلامية الأخرى. في إحاطة حول السياسة الخارجية للبلاد في عام 2004، ورد أن أحد أعضاء مجلس الشيوخ الباكستاني أوضح: «تسلط باكستان الضوء على المساواة في السيادة بين الدول، والثنائية، وتبادل المصالح، وعدم التدخل في الشؤون الداخلية لبعضها البعض باعتبارها السمات الأساسية للسياسة الخارجية للبلاد».
ويظل نزاع كشمير نقطة الخلاف الرئيسية بين باكستان والهند؛ خاضت ثلاث من حروبهم الأربع على هذه المنطقة. بسبب الصعوبات في العلاقات مع منافستها الجيوسياسية الهند، تحافظ باكستان على علاقات سياسية وثيقة مع تركيا وإيران، وكان كلا البلدين نقطة محورية في السياسة الخارجية الباكستانية. كما تحتفظ المملكة العربية السعودية بمكانة محترمة في السياسة الخارجية الباكستانية.
وباعتبارها طرفاً غير موقع على معاهدة منع انتشار الأسلحة النووية، فإن باكستان عضو مؤثر في الوكالة الدولية للطاقة الذرية. في الأحداث الأخيرة، منعت باكستان معاهدة دولية للحد من المواد «الانشطارية، بحجة أن المعاهدة ستستهدف باكستان على وجه التحديد». في القرن العشرين، ركز برنامج الردع النووي الباكستاني على مواجهة طموحات الهند النووية في المنطقة، وفي النهاية أدت التجارب النووية التي أجرتها الهند إلى قيام باكستان بالمثل للحفاظ على التوازن الجيوسياسي لتصبح قوة نووية. وفي الوقت الحالي، تحافظ باكستان على سياسة الحد الأدنى من الردع الجدير بالثقة، حيث تصف برنامجها بأنه الردع النووي الحيوي ضد أي عدوان أجنبي.

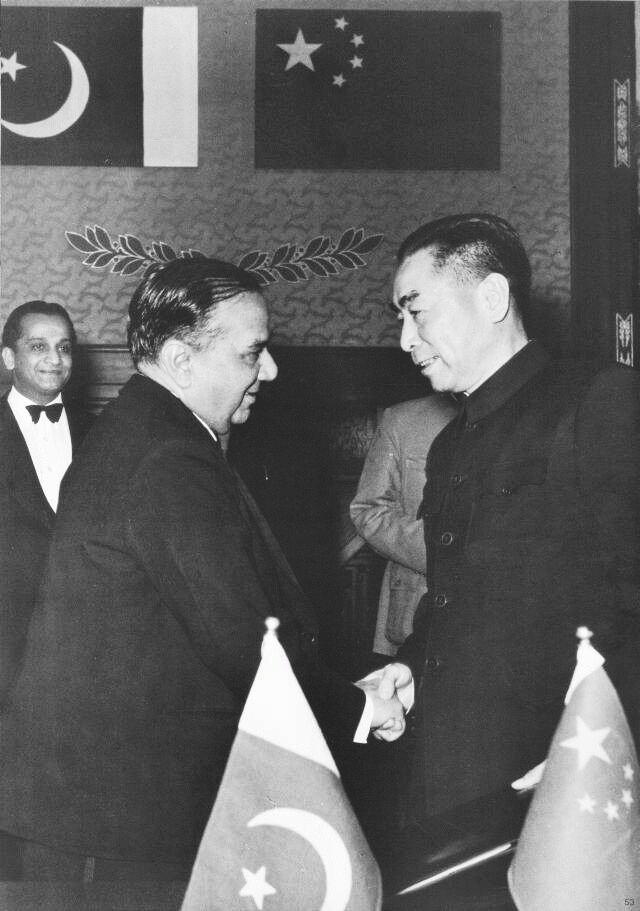
رئيس الوزراء الباكستاني حسين شهيد سهروردي ورئيس مجلس الدولة الصيني تشو إن لاي يوقعان معاهدة الصداقة بين الصين وباكستان. وتستضيف باكستان أكبر سفارة للصين. يجمع باكستان والصين العداء للهند.

تقع باكستان في الممر الاستراتيجي والجيوسياسي لخطوط إمداد النفط البحرية الرئيسية وألياف الاتصالات الضوئية في العالم، وتتميز بقربها من الموارد الطبيعية لدول آسيا الوسطى. باكستان عضو نشط في الأمم المتحدة ولديها ممثل دائم لتمثيل مواقف باكستان في السياسة الدولية. قامت باكستان بالضغط من أجل مفهوم «الاعتدال المستنير» في العالم الإسلامي. باكستان أيضًا عضو في كومنولث الأمم، ورابطة جنوب آسيا للتعاون الإقليمي (SAARC)، ومنظمة التعاون الاقتصادي (ECO)، والدول النامية لمجموعة العشرين.
تعتبر باكستان رسميًا «الأخ الحديدي» من قبل الصين، حيث يولي كلا البلدين أهمية كبيرة للحفاظ على علاقة خاصة وثيقة وداعمة للغاية. لكن باكستان عارضت الاتحاد السوفييتي في الخمسينيات لأسباب جيوسياسية. خلال الحرب السوفيتية الأفغانية في الثمانينيات، كانت باكستان واحدة من أقرب حلفاء الولايات المتحدة. تحسنت العلاقات بين باكستان وروسيا بشكل كبير منذ عام 1999، وزاد التعاون في مختلف القطاعات. كانت لباكستان علاقة متقطعة مع الولايات المتحدة. حليف وثيق للولايات المتحدة خلال الحرب الباردة، توترت علاقة باكستان مع الولايات المتحدة في التسعينيات عندما فرضت الأخيرة عقوبات بسبب التطوير النووي السري لباكستان. منذ هجمات 11 سبتمبر 2001، أصبحت باكستان حليفًا للولايات المتحدة في قضية مكافحة الإرهاب في منطقة الشرق الأوسط الكبير، حيث تدعم الولايات المتحدة باكستان بالمال والسلاح. في البداية، أدت الحرب التي قادتها الولايات المتحدة على الإرهاب إلى تحسن في العلاقة، لكنها توترت بسبب تباين المصالح وما نتج عن ذلك من انعدام الثقة خلال 20 عامًا من الحرب وبسبب القضايا المتعلقة بالإرهاب. على الرغم من أنها حصلت على وضع الحليف الرئيسي من خارج الناتو من قبل الولايات المتحدة منذ عام 2004، إلا أن وكالة المخابرات الباكستانية، بما في ذلك وكالة الاستخبارات الباكستانية، اتُهمت بدعم متمردي طالبان حتى تسحب الولايات المتحدة قواتها من أفغانستان.
ولا تقيم باكستان علاقات دبلوماسية مع إسرائيل؛ ومع ذلك، فقد زار بعض المواطنين الإسرائيليين البلاد بتأشيرات سياحية. ومع ذلك، حدث تبادل بين البلدين باستخدام تركيا كقناة اتصال. على الرغم من أن باكستان هي الدولة الوحيدة في العالم التي لم تقيم علاقات دبلوماسية مع أرمينيا، إلا أن الجالية الأرمنية لا تزال تقيم في باكستان.

#### العلاقات مع الصين
المقال الرئيسي: العلاقات الصينية الباكستانية

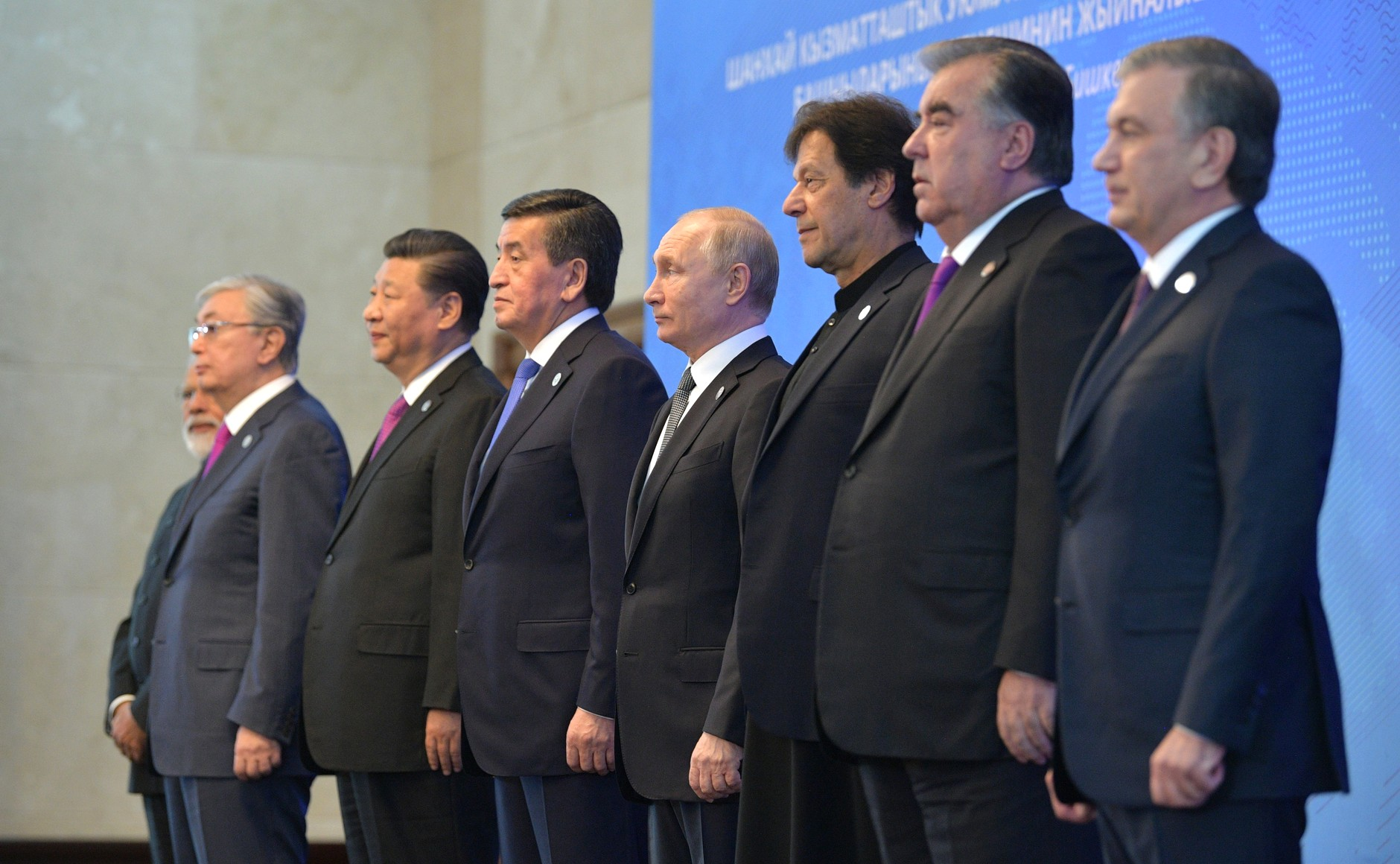
رئيس الوزراء الباكستاني عمران خان في قمة منظمة شنغهاي للتعاون 2019.

وكانت باكستان من أوائل الدول التي أقامت علاقات دبلوماسية رسمية مع جمهورية الصين الشعبية، ولا تزال العلاقة قوية منذ حرب الصين مع الهند عام 1962، لتشكل علاقة خاصة. ومن الستينيات إلى الثمانينيات، ساعدت باكستان الصين بشكل كبير في التواصل مع الدول الكبرى في العالم وساعدت في تسهيل زيارة الدولة التي قام بها الرئيس الأمريكي ريتشارد نيكسون إلى الصين. على الرغم من تغير الحكومات في باكستان وتقلبات الوضع الإقليمي والعالمي، إلا أن سياسة الصين في باكستان لا تزال هي العامل المهيمن في جميع الأوقات. وفي المقابل، تُعَد الصين أكبر شريك تجاري لباكستان، كما ازدهر التعاون الاقتصادي، مع استثمارات صينية كبيرة في توسع البنية التحتية في باكستان، مثل ميناء المياه العميقة الباكستاني في جوادار. وصلت العلاقات الودية الصينية الباكستانية إلى آفاق جديدة حيث وقع البلدان 51 اتفاقية ومذكرة تفاهم في عام 2015 للتعاون في مجالات مختلفة. وقع البلدان على اتفاقية التجارة الحرة في العقد الأول من القرن الحادي والعشرين، وتقوم الصين بأكبر استثمار في تاريخ باكستان من خلال الممر الاقتصادي الصيني الباكستاني. وتواصل باكستان العمل كجسر تواصل الصين مع العالم الإسلامي. تدعم باكستان والصين بعضهما البعض بشأن كشمير وتايوان وشينجيانغ وغيرها من القضايا الحساسة.

#### العلاقات مع العالم الإسلامي

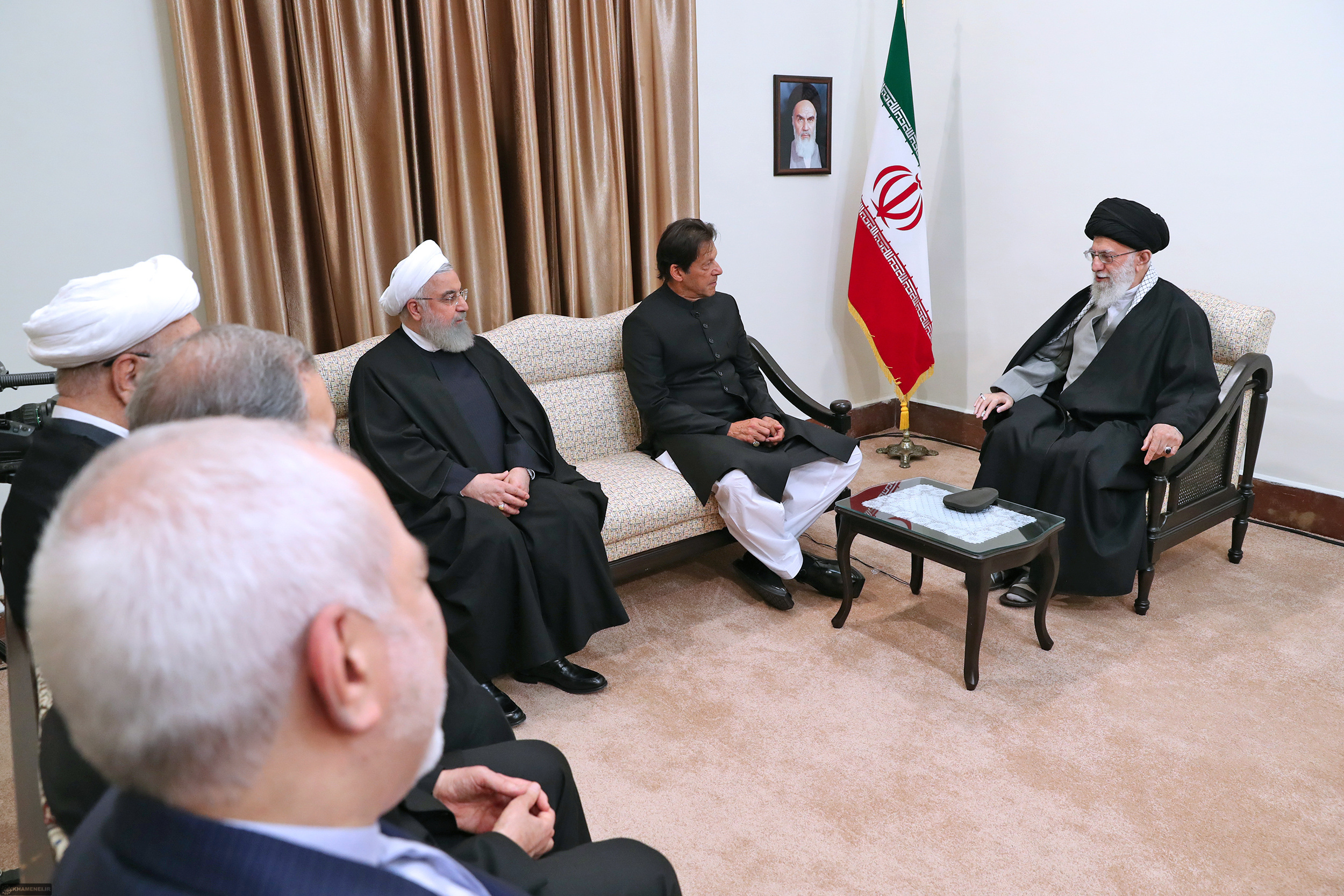
رئيس الوزراء الباكستاني عمران خان مع علي خامنئي وحسن روحاني في عام 2019.

بعد الاستقلال، تابعت باكستان بقوة العلاقات الثنائية مع الدول الإسلامية الأخريي وقدمت محاولة نشطة لقيادة العالم الإسلامي، أو على الأقل لقيادة الجهود الرامية إلى تحقيق الوحدة. سعى الأخوان علي إلى إبراز باكستان كزعيم طبيعي للعالم الإسلامي، ويرجع ذلك جزئيًا إلى قوتها البشرية الكبيرة وقوتها العسكرية. أعلن أحد كبار زعماء الرابطة الإسلامية، خالق الزمان، أن باكستان ستجمع كل الدول الإسلامية في كيان إسلامي واحد.
ولم تحظ مثل هذه التطورات (جنباً إلى جنب مع إنشاء باكستان) بالموافقة الأميركية، وأعرب رئيس الوزراء البريطاني كليمنت أتلي عن الرأي العام الدولي في ذلك الوقت عندما صرح بأنه يتمنى أن تتحد الهند وباكستان من جديد. وبما أن معظم العالم العربي كان يمر بصحوة قومية في ذلك الوقت، لم يكن هناك انجذاب كبير لتطلعات باكستان الإسلامية. رأت بعض الدول العربية في مشروع «إسلامستان» محاولة باكستانية للسيطرة على الدول الإسلامية الأخرى.
لقد دافعت باكستان بقوة عن حق تقرير المصير للمسلمين في جميع أنحاء العالم. كانت جهود باكستان من أجل حركات الاستقلال في إندونيسيا والجزائر وتونس والمغرب وإريتريا كبيرة وأدت في البداية إلى علاقات وثيقة بين هذه البلدان وباكستان. ومع ذلك، دبرت باكستان أيضًا هجومًا على مدينة جلال آباد الأفغانية خلال الحرب الأهلية الأفغانية لتأسيس حكومة إسلامية هناك. وكانت باكستان ترغب في إثارة «ثورة إسلامية» تتجاوز الحدود الوطنية، وتغطي باكستان وأفغانستان وآسيا الوسطى. وعلى الرغم من التوتر الذي شهدته باكستان وبنغلاديش في البداية بسبب علاقتهما التاريخية الباردة، إلا أن التعاون الثنائي تعمق في السنوات الأخيرة.
من ناحية أخرى، توترت علاقات باكستان مع إيران في بعض الأحيان بسبب التوترات الطائفية. استخدمت إيران والمملكة العربية السعودية باكستان كساحة معركة لحربهما الطائفية بالوكالة، وبحلول التسعينيات أصبح دعم باكستان لمنظمة طالبان السنية في أفغانستان مشكلة لإيران التي يقودها الشيعة، والتي عارضت أفغانستان التي كانت تسيطر عليها طالبان في ذلك الوقت. اشتدت التوترات بين إيران وباكستان في عام 1998 عندما اتهمت إيران باكستان بارتكاب جرائم حرب بعد أن قصفت الطائرات الحربية الباكستانية آخر معقل شيعي في أفغانستان دعماً لطالبان. ومع عودة طالبان إلى السلطة في عشرينيات القرن الحالي، تتعاون باكستان مع جيرانها مثل إيران، وتؤكد أنه لا ينبغي استخدام أفغانستان في التنافس الجيوسياسي.
باكستان هي عضو مؤثر ومؤسس في منظمة التعاون الإسلامي (OIC). إن الحفاظ على العلاقات الثقافية والسياسية والاجتماعية والاقتصادية مع العالم العربي ودول أخرى في العالم الإسلامي يشكل عاملاً حيوياً في سياسة باكستان الخارجية.

### القيادة في مبادرات الحوكمة العالمية

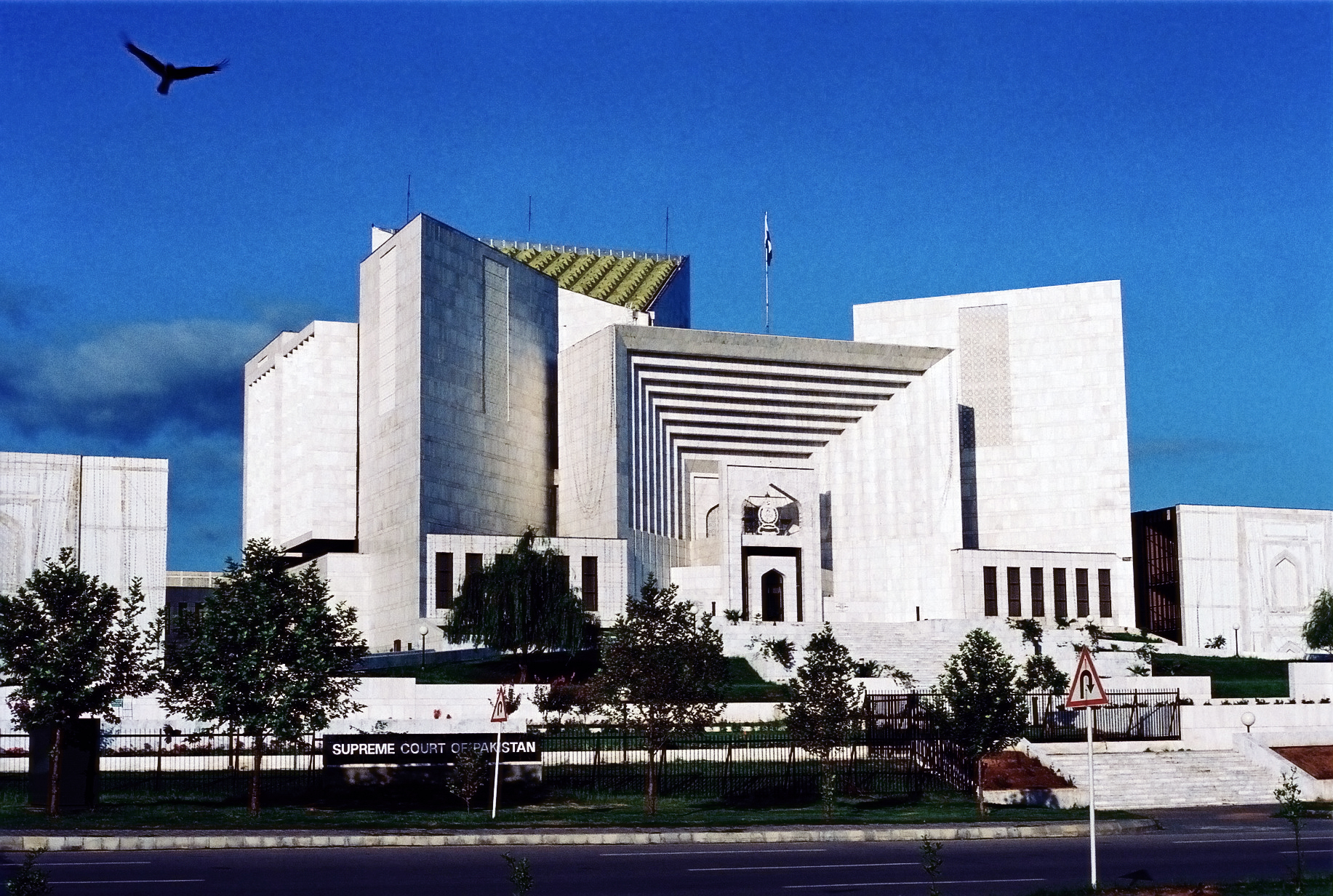
المحكمة العليا في باكستان.

وكانت باكستان إحدى الدول الموقعة على اتفاق عقد مؤتمر لصياغة دستور عالمي. ونتيجة لذلك، في عام 1968، ولأول مرة في تاريخ البشرية، انعقدت الجمعية التأسيسية العالمية لصياغة واعتماد دستور اتحاد الأرض. وقع محمد أيوب خان، رئيس باكستان آنذاك، على اتفاقية عقد الجمعية التأسيسية العالمية وحضر عضو البرلمان ومستشار رئيس الوزراء أحمد إبراهيم هارون جعفر، الجمعية التأسيسية العالمية في إنترلاكن، سويسرا في أغسطس/آب 1968.
اجتمع أول برلمان عالمي مؤقت (PWP) في برايتون بالمملكة المتحدة في الجناح الملكي عام 1982 وترأسه الفقيه والدبلوماسي الباكستاني السير شودري محمد ظفر الله خان.
باكستان دولة جمهورية برلمانية اتحادية، وهي عبارة عن اتحاد يضم أربع مناطق: البنجاب، وخيبر بختونخوا، والسند، وبلوشستان، وثلاثة أقاليم: إقليم العاصمة إسلام أباد، وجيلجيت بالتستان، وآزاد كشمير. تمارس حكومة باكستان الولاية القضائية الفعلية على المناطق الحدودية والأجزاء الغربية من مناطق كشمير، والتي يتم تنظيمها في كيانات سياسية منفصلة أزاد كشمير وجيلجيت بالتستان (المناطق الشمالية سابقًا). في عام 2009 تم التكليف الدستوري (منح نظام جيلجيت-بالتستان للتمكين والحكم الذاتي) جيلجيت-بالتستان وضعًا شبه إقليمي، مما يمنحها الحكم الذاتي.
يتكون نظام الحكم المحلي من نظام ثلاثي المستويات من المقاطعات، والتحصيل، والمجالس النقابية، مع هيئة منتخبة في كل مستوى. هناك حوالي 130 منطقة إجمالاً، منها عشرة في آزاد كشمير وسبع في جيلجيت بالتستان.
يتم تنفيذ تطبيق القانون من خلال شبكة مشتركة من مجتمع الاستخبارات ذات اختصاص يقتصر على المقاطعة أو الإقليم المعني. تقوم مديرية الاستخبارات الوطنية بتنسيق استخبارات المعلومات على المستويين الاتحادي والإقليمي؛ بما في ذلك IB وFIA، شرطة الطرق السريعة، والقوات المسلحة المدنية مثل باكستان رينجرز وفيلق الحدود.
تم تشكيل وكالة الاستخبارات «الأولى» في باكستان، وكالة الاستخبارات المشتركة (ISI)، في غضون عام واحد فقط بعد استقلال باكستان في عام 1947. ذكرت ABC News Point في عام 2014 أن وكالة الاستخبارات الباكستانية تم تصنيفها كأعلى وكالة استخبارات في البلاد والعالم.
يتم تنظيم نظام المحاكم على شكل تسلسل هرمي، حيث تقع المحكمة العليا في القمة، وتحتها المحاكم العليا، ومحاكم الشريعة الفيدرالية (واحدة في كل مقاطعة وواحدة في العاصمة الفيدرالية)، ومحاكم المقاطعات (واحدة في كل منطقة)، والقاضي القضائي المحاكم (في كل بلدة ومدينة)، ومحاكم الصلح التنفيذية، والمحاكم المدنية. يتمتع قانون العقوبات بسلطة قضائية محدودة في المناطق القبلية، حيث يستمد القانون إلى حد كبير من العادات القبلية.

### نزاع كشمير
المقال الرئيسي: نزاع كشمير

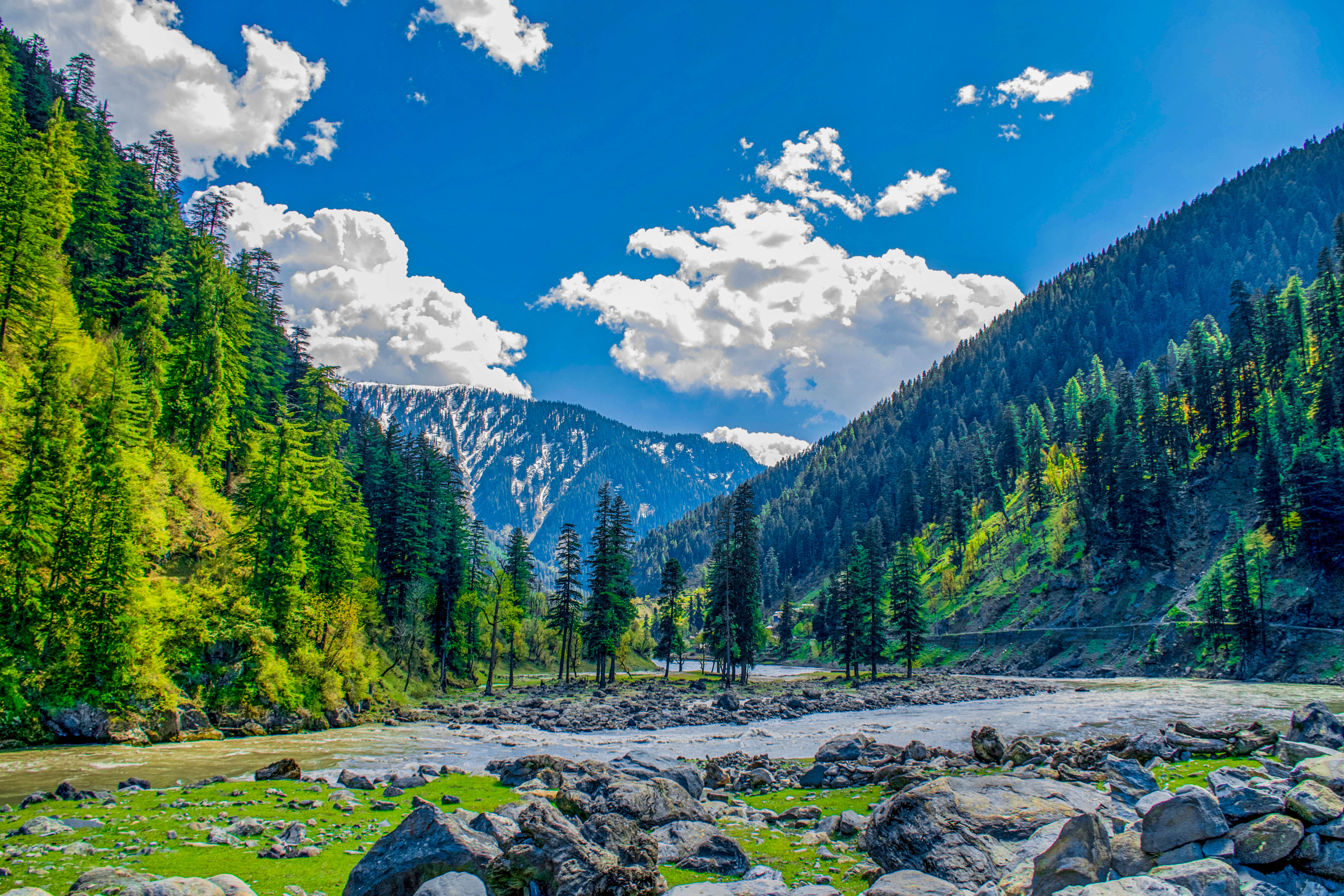
وادي نيلوم في آزاد كشمير هو جزء من كشمير الخاضعة للسيطرة الباكستانية.

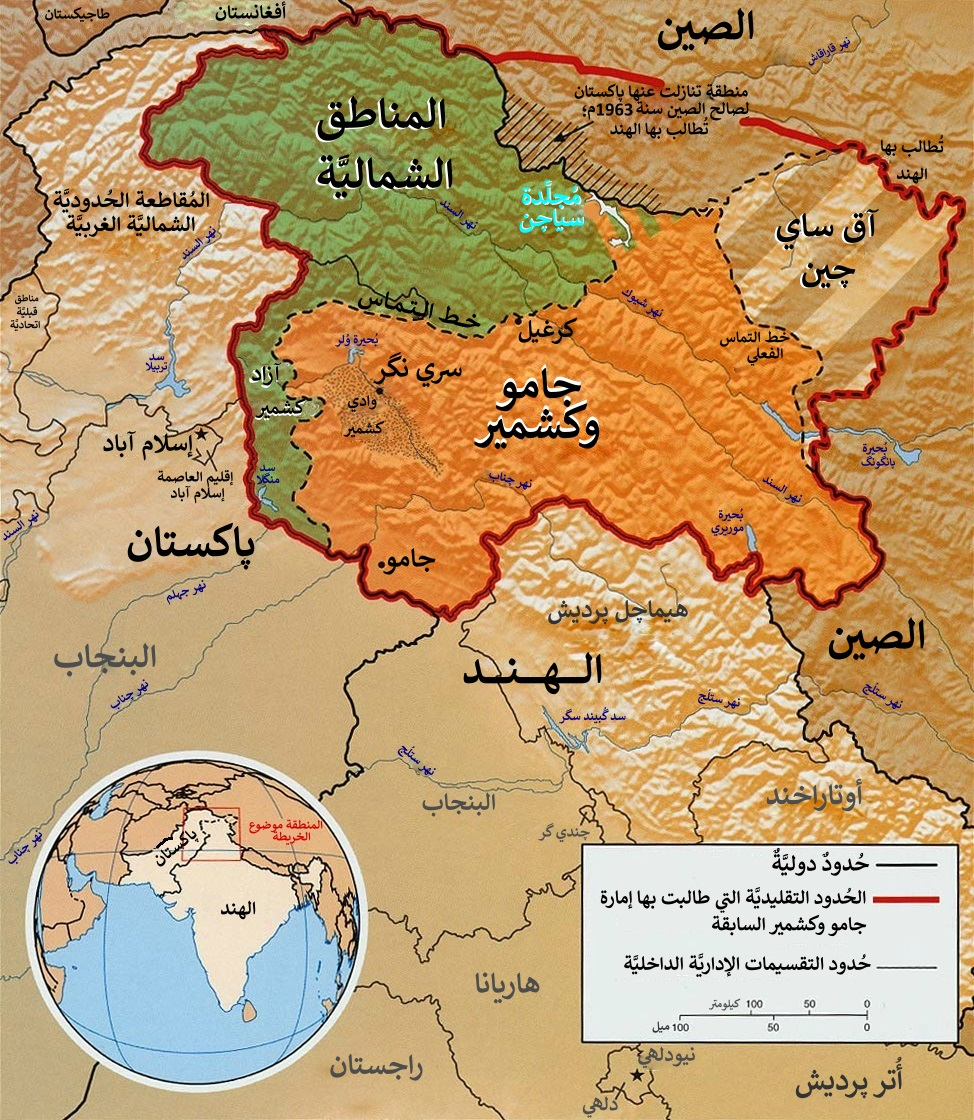
المناطق بالون الأخضر خاضعة لباكستان والتي باللون البرتقالي خاضعة للهند.

كشمير، منطقة في جبال الهيمالايا تقع في أقصى شمال شبه القارة الهندية، كانت تُحكم كدولة أميرية مستقلة تُعرف باسم جامو وكشمير في الراج البريطاني قبل تقسيم الهند في أغسطس 1947. بعد استقلال الهند وباكستان بعد استقلال الهند وباكستان. وبعد التقسيم، أصبحت المنطقة موضوع نزاع إقليمي كبير أعاق علاقاتهما الثنائية. وقد اشتبكت الدولتان مع بعضهما البعض في حربين واسعتي النطاق على المنطقة في عامي 1947-1948 و1965. كما خاضت الهند وباكستان صراعات طويلة الأمد على نطاق أصغر حول المنطقة في عامي 1984 و 1999. وتسيطر حاليًا الهند على ما يقرب من 45.1% من منطقة كشمير (مقسمة إداريًا إلى جامو وكشمير ولاداخ)، والتي تطالب أيضًا بكامل أراضي ولاية جامو وكشمير الأميرية السابقة التي لا تخضع لسيطرتها. كما أن سيطرة الهند على جامو وكشمير ولاداخ بالإضافة إلى مطالبتها ببقية المنطقة كانت محل نزاع من جانب باكستان، التي تسيطر على ما يقرب من 38.2% من المنطقة (مقسمة إداريًا إلى أزاد جامو وكشمير وجيلجيت بالتستان).) وتطالب بجميع الأراضي الخاضعة للسيطرة الهندية. بالإضافة إلى ذلك، ما يقرب من 20٪ من المنطقة المعروفة باسم أكساي تشين ووادي شاكسجام (منذ الاتفاقية الصينية الباكستانية لعام 1963) كانت تحت سيطرة الصين. تظل المناطق التي تسيطر عليها الصين في كشمير خاضعة للمطالبة الإقليمية الهندية، لكن باكستان لا تطالب بها.
تطالب الهند بمنطقة كشمير بأكملها على أساس وثيقة الانضمام — وهي اتفاقية قانونية مع ولاية جامو وكشمير الأميرية تم تنفيذها من قبل هاري سينغ، مهراجا الولاية، الذي وافق على التنازل عن المنطقة بأكملها للمستقلين حديثًا الهند. تطالب باكستان بمعظم كشمير على أساس تعداد سكانها ذو الأغلبية المسلمة وجغرافيتها، وهي نفس المبادئ التي تم تطبيقها لإنشاء الدولتين المستقلتين. أحالت الهند النزاع إلى الأمم المتحدة في 1 يناير 1948. وفي قرار صدر في عام 1948، قررت الجمعية العامة للأمم المتحدة وطلبت من باكستان سحب معظم قواتها العسكرية لتحديد شروط إجراء الاستفتاء. ومع ذلك، فشلت باكستان في إخلاء المنطقة وتم التوصل إلى وقف إطلاق النار في عام 1949، مما أدى إلى إنشاء خط وقف إطلاق النار المعروف باسم خط السيطرة (LoC) الذي قسم كشمير بين الدولتين كحدود فعلية. الهند، خوفًا من أن يصوت سكان كشمير ذات الأغلبية المسلمة لصالح الانفصال عن الهند، لم تسمح بإجراء استفتاء في المنطقة. وهذا ما أكده وزير الدفاع الهندي كريشنا مينون، الذي قال: «ستصوت كشمير للانضمام إلى باكستان ولن تبقى أي حكومة هندية مسؤولة عن الموافقة على الاستفتاء».
تدعي باكستان أن موقفها هو حق الشعب الكشميري في تحديد مستقبله من خلال انتخابات محايدة حسب تفويض الأمم المتحدة، بينما ذكرت الهند أن كشمير «جزء لا يتجزأ» من أراضيها، في إشارة إلى اتفاقية سيملا لعام 1972. الاتفاق وعلى إجراء الانتخابات الإقليمية بانتظام. في التطورات الأخيرة، تعتقد بعض جماعات الاستقلال الكشميرية أن كشمير يجب أن تكون مستقلة عن كل من الهند وباكستان.

### تطبيق القانون
يتم تنفيذ تطبيق القانون في باكستان من خلال شبكة مشتركة من العديد من وكالات الشرطة الفيدرالية والإقليمية. تتمتع كل من المقاطعات الأربع ومنطقة العاصمة إسلام أباد (ICT) بقوة شرطة مدنية تمتد صلاحيتها فقط إلى المقاطعة أو الإقليم المعني. على المستوى الفيدرالي، هناك عدد من وكالات الاستخبارات المدنية ذات السلطات القضائية الوطنية بما في ذلك وكالة التحقيقات الفيدرالية (FIA) ومكتب المخابرات (IB)، وكذلك الحرس الوطني والقوات المسلحة المدنية مثل جيلجيت- كشافة بالتستان، بنجاب رينجرز، وفيلق خيبر بختونخوا الحدودي (شمال).
ويشكل كبار الضباط في جميع قوات الشرطة المدنية أيضًا جزءًا من خدمة الشرطة، وهي أحد مكونات الخدمة المدنية في باكستان. على وجه التحديد، هناك أربع دوائر شرطة إقليمية بما في ذلك شرطة البنجاب، وشرطة السند، وشرطة خيبر بختونخوا، وشرطة بلوشستان؛ ويرأس جميعهم كبار المفتشين العامين المعينين. لدى تكنولوجيا المعلومات والاتصالات عنصر الشرطة الخاص بها، شرطة العاصمة، للحفاظ على القانون والنظام في العاصمة. مكاتب إدارة البحث الجنائي هي التحقيق في الجريمة وحدة وتشكل جزءًا حيويًا في كل دائرة شرطة إقليمية.
لدى سلطات إنفاذ القانون في باكستان أيضًا دورية للطرق السريعة مسؤولة عن إنفاذ قوانين المرور والسلامة والأمن والتعافي على شبكة الطرق السريعة بين المقاطعات في باكستان. في كل دائرة شرطة إقليمية، تحتفظ أيضًا بوحدات شرطة النخبة المعنية بقيادة NACTA - وحدة شرطة مكافحة الإرهاب بالإضافة إلى توفير مرافقة لكبار الشخصيات. في البنجاب والسند، تعد قوات باكستان رينجرز قوة أمنية داخلية هدفها الرئيسي هو توفير الأمن والحفاظ عليه في مناطق الحرب ومناطق الصراع بالإضافة إلى الحفاظ على القانون والنظام الذي يتضمن تقديم المساعدة للشرطة. الويخدم فيلق الحدود الغرض نفسه في خيبر بختونخوا وبلوشستان.

### حقوق الإنسان
تعتبر «المثلية الجنسية» بين الذكور غير قانونية في باكستان ويعاقب عليها بالسجن مدى الحياة. في مؤشر حرية الصحافة لعام 2018، صنفت منظمة مراسلون بلا حدود باكستان في المرتبة 139 من بين 180 دولة على أساس حرية الصحافة. يتم إغلاق محطات التلفزيون والصحف بشكل روتيني لنشر أي تقارير تنتقد الحكومة أو الجيش.

## الجيش
المقال الرئيسي: القوات المسلحة الباكستانية

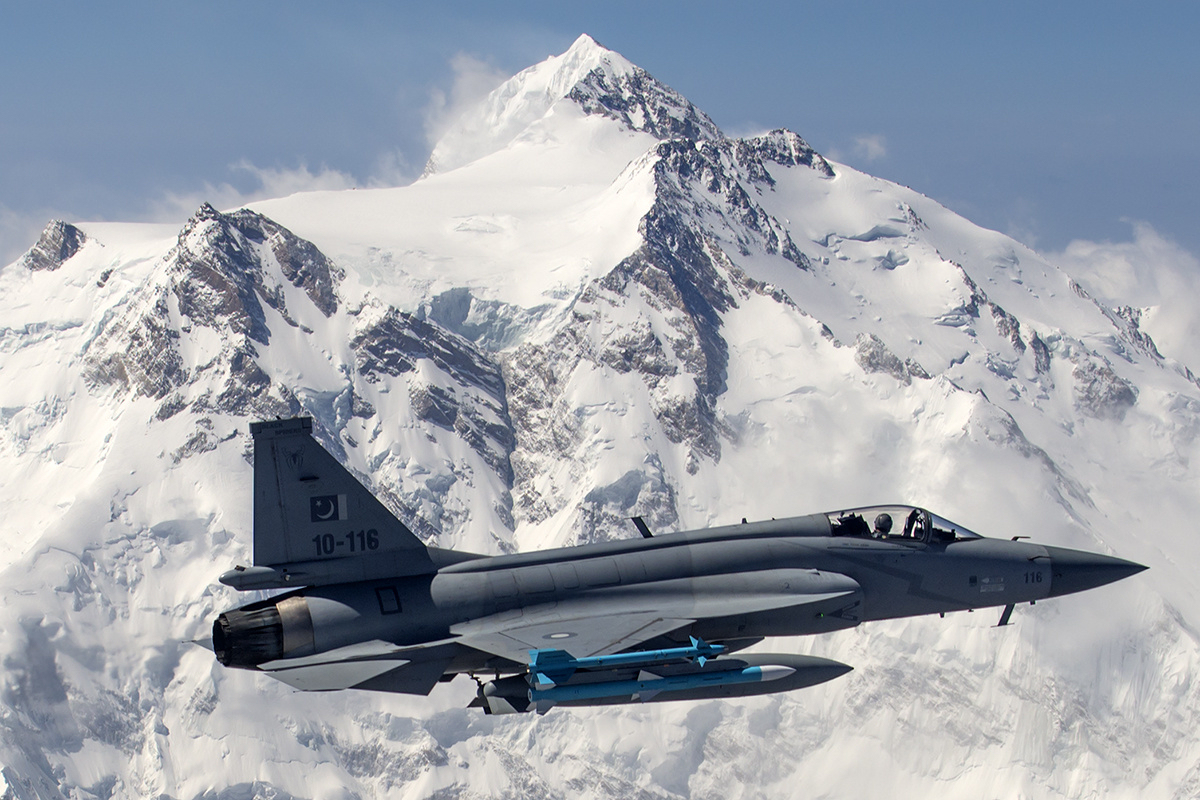
طائرة JF-17 ثاندر التابعة للقوات الجوية الباكستانية تحلق أمام جبل نانجا باربات الذي يبلغ ارتفاعه 8130 مترًا (26660 قدمًا).

تعد القوات المسلحة الباكستانية سادس أكبر قوة في العالم من حيث أعداد الخدمة بدوام كامل، حيث يبلغ عدد أفرادها حوالي 651,800 فرد في الخدمة الفعلية و 291,000 فرد شبه عسكري، وفقًا للتقديرات الأولية في عام 2021. وقد ظهرت بعد الاستقلال. في عام 1947، وكثيرًا ما أثّرت المؤسسة العسكرية على السياسة الوطنية منذ ذلك الحين. يظل التسلسل القيادي للجيش تحت سيطرة لجنة هيئة الأركان المشتركة؛ جميع فروع الأعمال المشتركة والتنسيق والخدمات اللوجستية العسكرية والمهام المشتركة تقع تحت قيادة الأركان المشتركة. مقر هيئة الأركان المشتركة يتكون من المقر الرئيسي للطيران، والمقر الرئيسي للبحرية، والمقر العام للجيش في محيط منطقة روالبندي العسكرية.
رئيس لجنة هيئة الأركان المشتركة هو أعلى ضابط أركان في القوات المسلحة، والمستشار العسكري الرئيسي للحكومة المدنية على الرغم من أن الرئيس ليس له أي سلطة على الفروع الثلاثة للقوات المسلحة. يسيطر رئيس هيئة الأركان المشتركة على الجيش من المقر الرئيسي لقيادة الأركان ويحافظ على الاتصالات الاستراتيجية بين الجيش والحكومة المدنية. اعتبارًا من عام 2021، لجنة الخدمات المشتركة المشتركة هي الجنرال نديم رضا جنبًا إلى جنب مع رئيس أركان الجيش الفريق ساهر شمشاد ميرزا، رئيس الأركان البحرية الأدميرال محمد أمجد خان نيازي، ورئيس الأركان الجوية قائد القوات الجوية المارشال ظهير أحمد بابار. الفروع الرئيسية هي الجيش، والقوات الجوية، والبحرية، والتي يدعمها عدد كبير من القوات شبه العسكرية في البلاد. تعتبر السيطرة على الترسانات الاستراتيجية والنشر والتوظيف والتطوير والحواسيب العسكرية والقيادة والسيطرة مسؤولية منوطة بهيئة القيادة الوطنية. التي أشرفت على العمل على السياسة النووية كجزء من الحد الأدنى الموثوق للردع.
تحتفظ الولايات المتحدة وتركيا والصين بعلاقات عسكرية وثيقة وتقوم بانتظام بتصدير المعدات العسكرية ونقل التكنولوجيا إلى باكستان. يتم أحيانًا تنفيذ العمليات اللوجستية المشتركة والمناورات الحربية الكبرى من قبل جيوش الصين وتركيا. يقدم الدستور الأساس الفلسفي للتجنيد العسكري في أوقات الطوارئ، لكن لم يتم فرضه مطلقًا.

### التاريخ العسكري
منذ عام 1947، شاركت باكستان في أربع حروب تقليدية مع الهند. وقعت الحرب الهندية الباكستانية الأولى عام 1947 في كشمير حيث سيطرت باكستان على كشمير الغربية (آزاد كشمير وجيلجيت بالتستان)، واحتفظت الهند بكشمير الشرقية (جامو وكشمير ولاداخ). أدت المشاكل الإقليمية في نهاية المطاف إلى حرب تقليدية أخرى في عام 1965. وأسفرت حرب عام 1971 عن استسلام باكستان غير المشروط لشرق باكستان. أدت التوترات في كارجيل إلى وضع البلدين على شفا حرب أخرى. منذ عام 1947، لم يتم حل المشاكل الإقليمية وشهدت أفغانستان مناوشات حدودية ظلت في معظمها عند الحدود الجبلية. وفي عام 1961، صد المجتمع العسكري والاستخباراتي التوغل الأفغاني في منطقة باجور بالقرب من حدود خط دوراند.
مع تصاعد التوترات مع الاتحاد السوفييتي المجاور بسبب تورطهم في أفغانستان، قامت أجهزة المخابرات الباكستانية، ومعظمها من المخابرات الباكستانية، بتنسيق الموارد الأمريكية بشكل منهجي للمجاهدين الأفغان والمقاتلين الأجانب ضد وجود الاتحاد السوفيتي في المنطقة. أشارت التقارير العسكرية إلى أن القوات الجوية الباكستانية كانت في اشتباك مع القوات الجوية السوفيتية، بدعم من القوات الجوية الأفغانية أثناء الصراع؛ إحداها مملوكة لألكسندر روتسكوي. بصرف النظر عن صراعاتها الخاصة، كانت باكستان مشاركًا نشطًا في بعثات الأمم المتحدة لحفظ السلام. لعبت دورًا رئيسيًا في إنقاذ الجنود الأمريكيين المحاصرين من مقديشو، الصومال، في عام 1993 في عملية الثعبان القوطي. طبقًا لتقارير الأمم المتحدة، فإن الجيش الباكستاني هو ثالث أكبر مساهم بقوات في بعثات حفظ السلام التابعة للأمم المتحدة بعد إثيوبيا والهند.
وقد نشرت باكستان قواتها العسكرية في بعض الدول العربية، حيث توفر الدفاع والتدريب وتلعب أدوارًا استشارية. خدم الطيارون المقاتلون التابعون للقوات الجوية الباكستانية والبحرية طوعًا في جيوش الدول العربية ضد إسرائيل في حرب الأيام الستة (1967) وفي حرب يوم الغفران (1973). أسقط الطيارون المقاتلون الباكستانيون عشر طائرات إسرائيلية في حرب الأيام الستة. في حرب 1973، أحد طياري القوات الجوية الباكستانية، العميد طيار. الملازم ستار علوي (يحلق بطائرة ميج 21)، أسقط طائرة ميراج تابعة لسلاح الجو الإسرائيلي وتم تكريمه من قبل الحكومة السورية. طلب منفي ظل النظام الملكي السعودي في عام 1979، هرعت وحدات القوات الخاصة الباكستانية والناشطين والقوات الخاصة لمساعدة القوات السعودية في مكة لقيادة عملية المسجد الحرام. لمدة أسبوعين تقريبًا، قاتلت القوات الخاصة السعودية والقوات الخاصة الباكستانية المتمردين الذين احتلوا مجمع المسجد الحرام. في عام 1991، شاركت باكستان في حرب الخليج وأرسلت 5000 جندي كجزء من التحالف الذي تقوده الولايات المتحدة، خصيصًا للدفاع عن المملكة العربية السعودية.[بحاجة لمصدر]
على الرغم من حظر الأسلحة الذي فرضته الأمم المتحدة على البوسنة، قام الجنرال جاويد ناصر من المخابرات الباكستانية بنقل أسلحة وصواريخ مضادة للدبابات جواً إلى المجاهدين البوسنيين مما أدى إلى قلب الأمور لصالح مسلمي البوسنة وأجبر الصرب على رفع الحصار. تحت قيادة ناصر، شاركت وكالة الاستخبارات الباكستانية أيضًا في دعم المسلمين الصينيين في مقاطعة شينجيانغ، والجماعات الإسلامية المتمردة في الفلبين، وبعض الجماعات الدينية في آسيا الوسطى.
منذ عام 2004، انخرط الجيش في تمرد في إقليم خيبر بختونخوا، بشكل رئيسي ضد فصائل حركة طالبان. تشمل العمليات الرئيسية التي قام بها الجيش عملية العاصفة الرعدية السوداء، وعملية راح النجاة، وعملية ضرب عضب.
بحسب معهد ستوكهولم الدولي لأبحاث السلام، كانت باكستان تاسع أكبر متلقِّ ومستورد للأسلحة بين عامي 2012 و 2016.

## الجغرافيا والمناخ

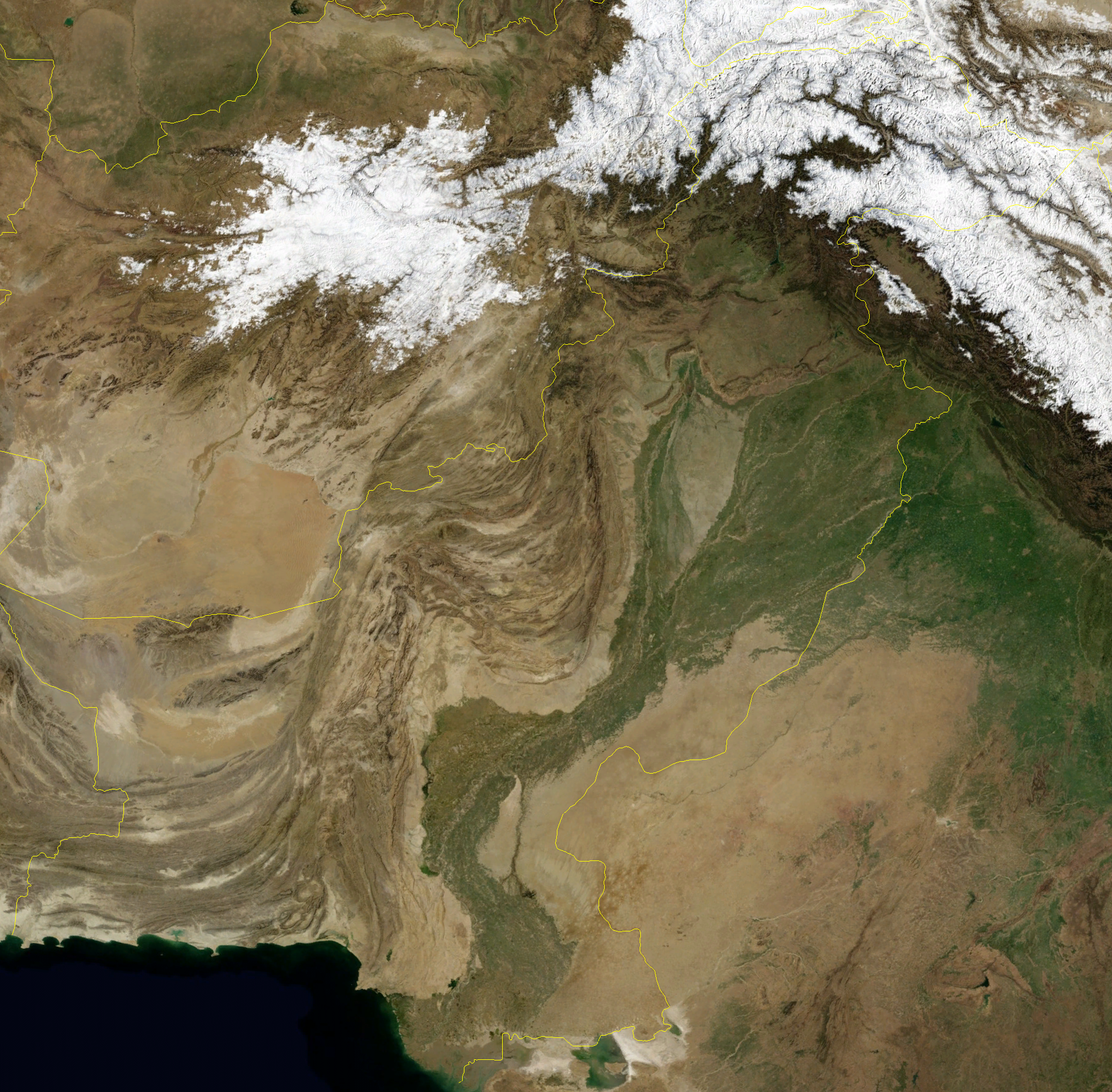
صورة فضائية لأراضي باكستان.

خريطة تصنيف «كوبن» للمناخ في باكستان.

تقع باكستان في جنوب قارة آسيا، إلى الغرب من الهند، وتمتلك حدود بحرية مع سلطنة عمان، وتحدها من الشرق أفغانستان، ومن الجنوب الشرقي إيران، وتطل باكستان بساحل يبلغ طوله 1,046 كم (650 ميل) على طول بحر العرب وخليج عمان. وتشترك في حدود برية يبلغ طولها 6,774 كم (4,209 ميلًا)، بما في ذلك 2,430 كم (1,510 ميل) مع أفغانستان، و 523 كم (325 ميل) مع الصين، 2,912 كم (1,809 ميل) مع الهند، و 909 كم (565 ميل) مع إيران، كما كما تشترك في حدود بحرية مع سلطنة عمان.

### النباتات والحيوانات

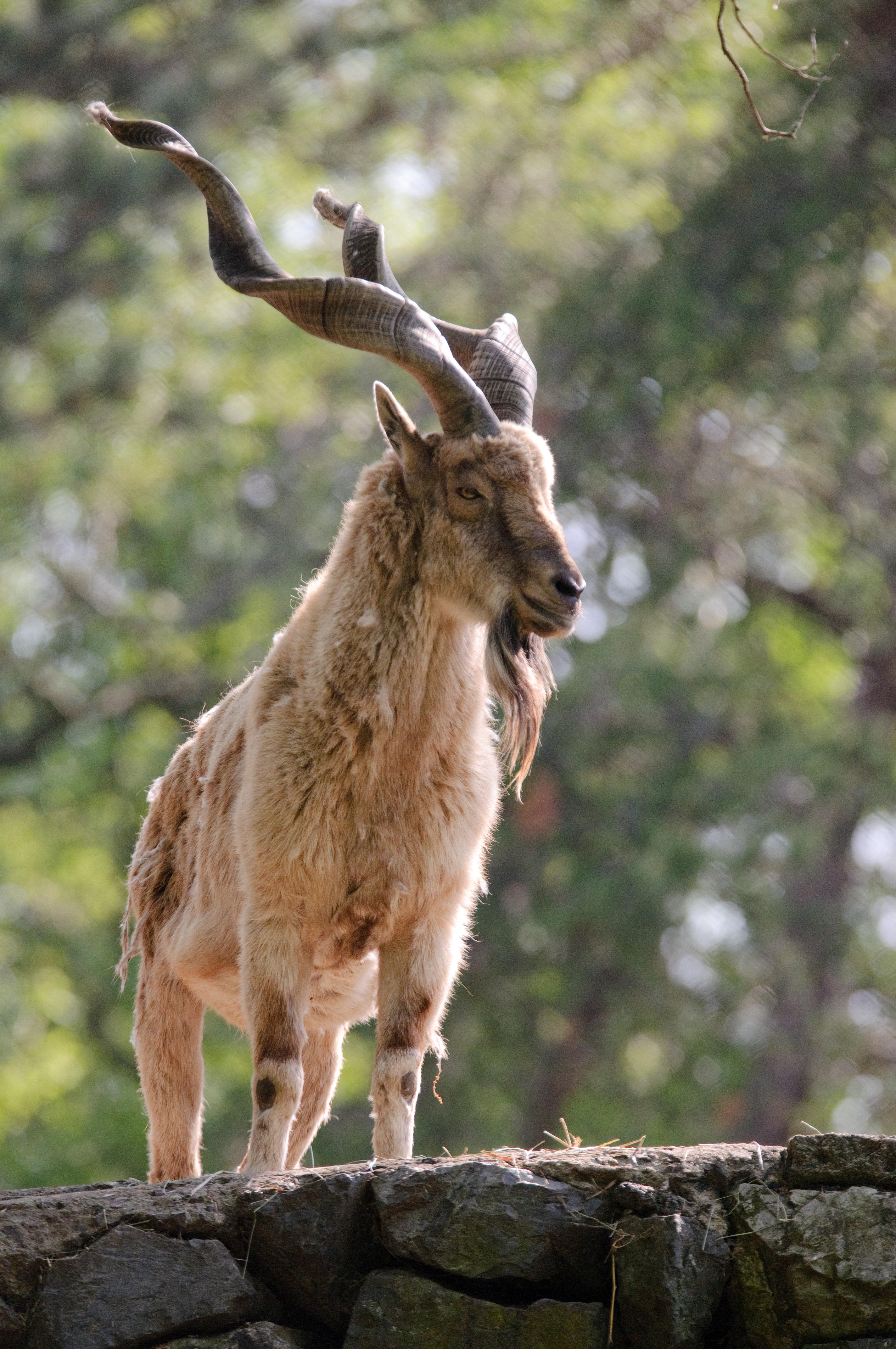
مارخور هو الحيوان الوطني لباكستان.

يتيح تنوع المناظر الطبيعية والمناخ في باكستان ازدهار مجموعة واسعة من الأشجار والنباتات. تتراوح الغابات من الأشجار الصنوبرية في جبال الألب وتحت جبال الألب مثل شجرة التنوب والصنوبر وأرز الديودار في أقصى الجبال الشمالية إلى الأشجار المتساقطة في معظم أنحاء البلاد (على سبيل المثال، شجرة الشيشام الشبيهة بالتوت الموجودة في جبال سليمان)، إلى أشجار النخيل مثل مثل جوز الهند والتمر في جنوب البنجاب، وجنوب بلوشستان، وكل السند. التلال الغربية موطن لنبات العرعر والطرفاء والأعشاب الخشنة والنباتات الفركية. تشكل غابات المنغروف جزءًا كبيرًا من الأراضي الرطبة الساحلية على طول الساحل في الجنوب.

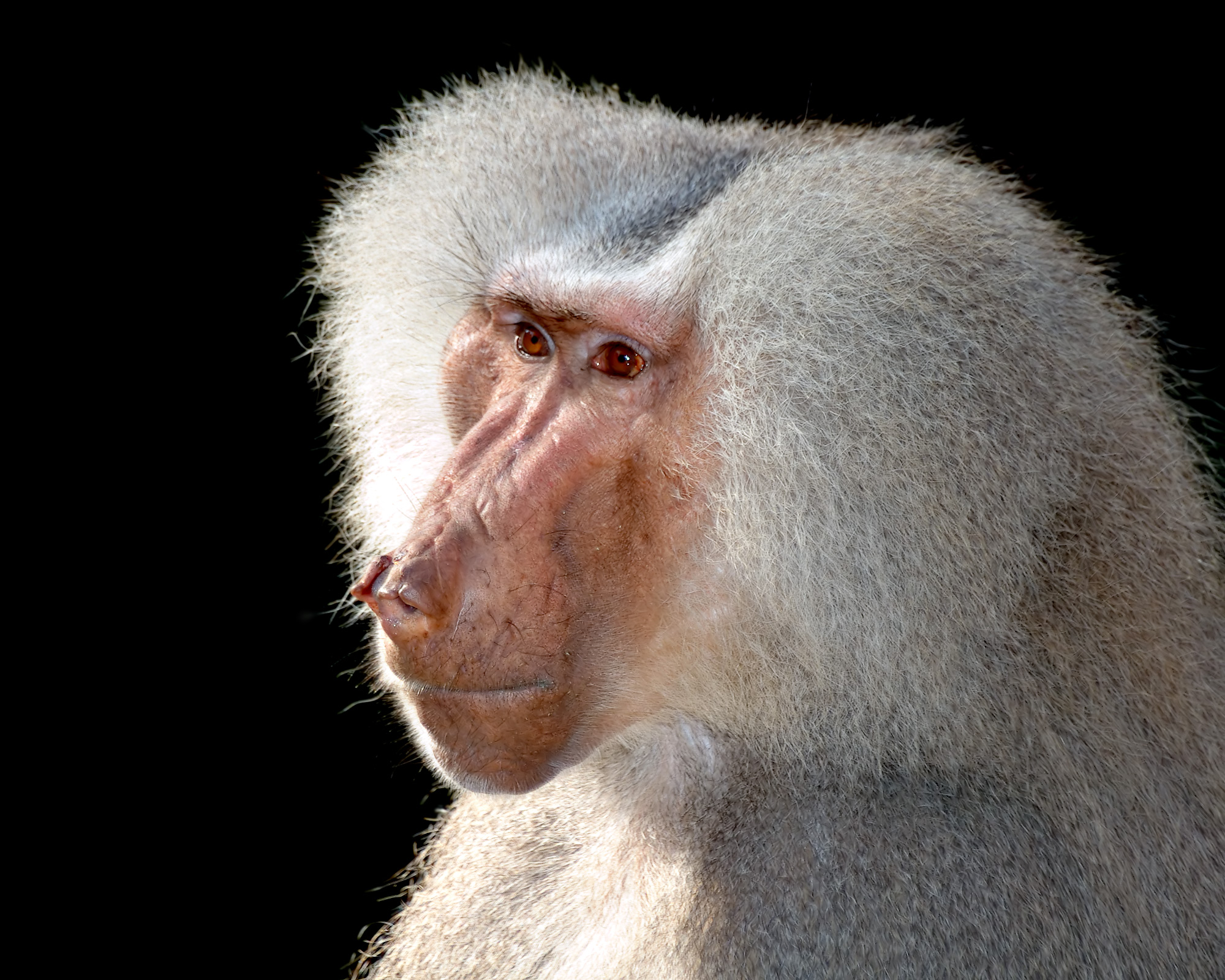
قرد البابون أحد القردة المنتشرة في باكستان.

توجد الغابات الصنوبرية على ارتفاعات تتراوح بين 1000 إلى 4000 مترًا (3300 إلى 13100 قدماً) في معظم المرتفعات الشمالية والشمالية الغربية. في المناطق الجافة في بلوشستان، يعد نخيل التمر والإيفيدرا شائعين. في معظم ولايتي البنجاب والسند، تدعم سهول السند الغابات الاستوائية وشبه الاستوائية الجافة والرطبة ذات الأوراق العريضة بالإضافة إلى الشجيرات الاستوائية وشبه الاستوائية. تم تشجير حوالي 2.2% أو 1,687,000 هكتار (16,870 كم 2) من أراضي باكستان في عام 2010.
تعكس الحيوانات في باكستان أيضًا مناخ البلاد المتنوع. تم العثور على حوالي 668 نوعًا من الطيور، بما في ذلك الغربان والعصافير والميناس والصقور والصقور والنسور. بالاس، كوهيستان، بها عدد كبير من سكان تراجوبان الغربية. العديد من الطيور التي يتم مشاهدتها في باكستان هي طيور مهاجرة قادمة من أوروبا وآسيا الوسطى والهند.
السهول الجنوبية هي موطن النمس، الزباد الهندي الصغير، الأرانب البرية، ابن آوى الآسيوي، والبنغولين الهندي، قط الغابة، وقط الصحراء. توجد تماسيح قاطعة في نهر السند، وخنازير برية، وغزلان، وشياهم، وقوارض صغيرة في المناطق المحيطة. تعد الأراضي الرملية في وسط باكستان موطنًا لابن آوى الآسيوي، والضباع المخططة والقطط البرية والفهود. إن قلة الغطاء النباتي وقسوة المناخ وتأثير الرعي على الصحارى، جعلت الحيوانات البرية في وضع محفوف بالمخاطر. الشينكارا هو الحيوان الوحيد الذي لا يزال من الممكن العثور عليه بأعداد كبيرة في تشولستان. تم العثور على عدد صغير من النيلجاي على طول الحدود الباكستانية الهندية وفي بعض أجزاء تشولستان. تعيش مجموعة واسعة من الحيوانات في الشمال الجبلي، بما في ذلك أغنام ماركو بولو، والبول (نوع فرعي من الأغنام البرية)، وماعز المارخور، وماعز الوعل، والدب الأسود الآسيوي، ودب الهيمالايا البني. ومن بين الحيوانات النادرة الموجودة في المنطقة نمر الثلج ودلافين نهر السند العمياء، والتي يُعتقد أن هناك حوالي 1100 منها متبقية في محمية في محمية دولفين نهر السند في السند. في المجمل، تم تسجيل 174 نوعًا من الثدييات و 177 من الزواحف و 22 من البرمائيات و 198 نوعًا من أسماك المياه العذبة و 5000 نوع من اللافقاريات (بما في ذلك الحشرات) في باكستان.
تعاني النباتات والحيوانات في باكستان من عدد من المشاكل، وتعاني باكستان من ثاني أعلى معدل لإزالة الغابات في العالم، الأمر الذي كان له، إلى جانب الصيد والتلوث، آثار سلبية على النظام البيئي. حصلت باكستان على مؤشر سلامة المناظر الطبيعية للغابات لعام 2019 بمتوسط درجة 7.42/10، لتحتل المرتبة 41 عالميًا من بين 172 دولة. أنشأت الحكومة عددًا كبيرًا من المناطق المحمية ومحميات الحياة البرية ومحميات الصيد لمعالجة هذه 

## السكان

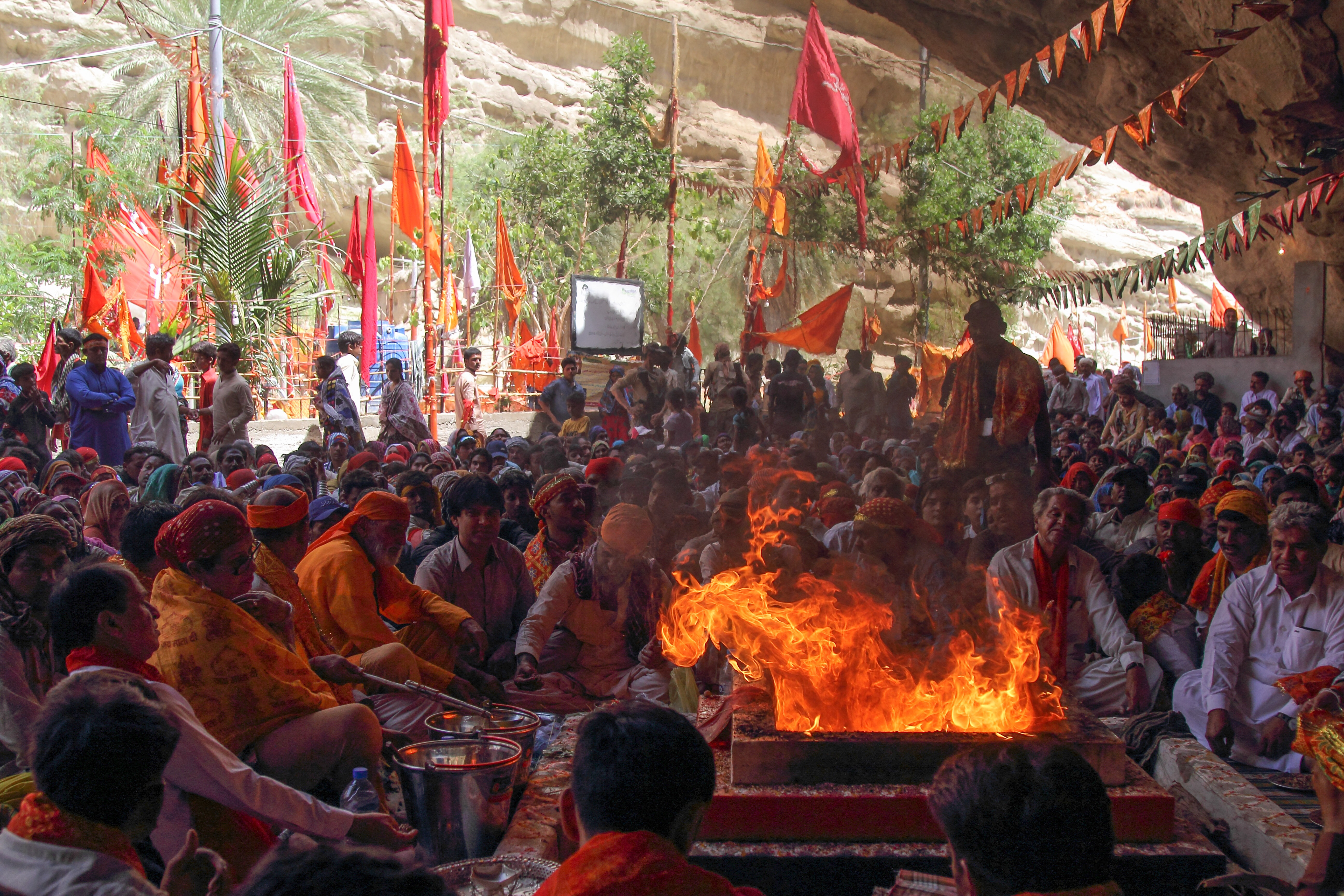
هافانا في معبد شري هينجلاج ماتا شاكتي بيثا، أكبر مركز حج هندوسي في باكستان. يحضره أكثر من 250000 شخص سنويًا.

يبلغ عدد سكان جمهورية باكستان الإسلامية ما يقارب الـ 249,566,743 حسب تعداد العام 2023، وباكستان هي ثاني أكبر دولة من حيث عدد السكان المسلمين في العالم، حيث يبلغ عدد المسلمين قُرابة 240,760,000. كما أنها تملك ثاني أكبر عدد من السكان الشيعة بعد إيران. غالبية السكان الباكستانيين هم من أهل السنة والجماعة. كما يوجد ما نسبته من 20-17% من المسلمين الشيعة وتوجد ما نسبته 2.5% من الأحمدية والذين يعتبرون قانونيا حسب الدستور الباكستاني غير مسلمين. الهندوسية هي ثاني أكبر ديانة في باكستان بعد الإسلام ويتبعها ما يقدر بـ 4,444,437 بنسبة 2.14٪ من السكان وفقًا لتعداد عام 2017، ووفقًا لتقرير مركز بيو لعام 2010، كان لدى باكستان خامس أكبر عدد من الهندوس في العالم. ويأتي بعدها الديانة المسيحية مع عدد قدر بـ 2,800,000 بنسبة 1.6% حسب إحصائية لعام 2005 ويأتي بعدها الدين البهائي الذي يتمتع بتأييد ما يقرب 30000 ثم يأتي كل من البوذية والزرادشتية.

### الدين
الدين في باكستان (2017)
أغلبية الباكستانيين هم من المسلمين حيث يشكلون نسبة 96.47٪ من السكان والهندوس 2.14٪ والمسيحية بـ 1.27٪ والجماعـة الأحمدية بـ 0.22٪ والأديان الأخرى بـ 0.11٪.

## التركيبة الإدارية
|         |         | الإقليم                  | العاصمة    | المساحة     | السكان (تعداد 2023) |
| ------- | ------- | ------------------------ | ---------- | ----------- | ------------------- |
| 1       |         | بلوشستان                 | كويتا      | 347,190 ڪم٢ | 14,894,402 نسمة     |
| 2       |         | خيبر بختونخوا            | بيشاور     | 101,741 ڪم٢ | 40,856,097 نسمة     |
| 3       |         | البنجاب                  | لاهور      | 205,345 ڪم٢ | 127,688,922         |
| 4       |         | السند                    | كراتشي     | 140,914 ڪم٢ | 55,696,147 نسمة     |
| 5       |         | إقليم العاصمة إسلام آباد | إسلام آباد | 906 ڪم٢     | 2,363,863 نسمة      |
| 6       |         | آزاد جامو وكشمير         | مظفر آباد  | 13,297 ڪم٢  |                     |
| 7       |         | جيلجت بلتستان            | جيلجت      | 72,496 ڪم٢  |                     |
| باكستان | باكستان | باكستان                  | إسلام آباد | 881,913 ڪم٢ | 241,499,431 نسمة    |

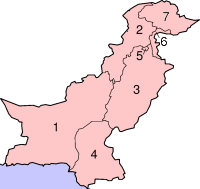
الأقاليم والأراضي الباكستانية.

توجد أربع أقاليم في باكستان: البنجاب والسند وخیبر بختونخوا وبلوشستان ومناطق الإدارة الباكستانية في كشمير؛ آزاد كشمير وجيلجت بلتستان. علاوة على ذلك يمتاز الحكم في باكستان على أساس حكومة فيدرالية مركزية وحكومات أقاليم، فحكومة بنجاب والسند وخیبر بختونخوا وإقليم بلوشستان تتمع بحكم محلي وإدارة محلية يسمى رئيسها بحاكمية مطلقة له وزرائه وبرلمانه الخاص ويرجع إدارياً إلى الحكومة الفيدرالية الرئيسية في إسلام آباد.
بلوشستان: مقاطعة عاصمتها كويته تقطنها عرقية البلوش واللغة المستخدمة هناك هي اللغة البلوشية.

### مدن باكستان
- سرغودها
- إسلام آباد
- كراتشي
- روالبندي
- لاهور
- بهاولبور
- ملتان
- فيصل آباد
- ديرا غازي خان
- جام بور
- أحمد بور شرقية
- سيال كوت
- رحيم يار خان
- حيدر أباد
- كويته
- بشاور
- جوادر ميناء على بحر العرب كان يتبع عُمان حتى عام 1958.
- ملكوال بالبنجاب تقع تحت محافظة مندي بهاوالدين
- بهلوال

## الثقافة

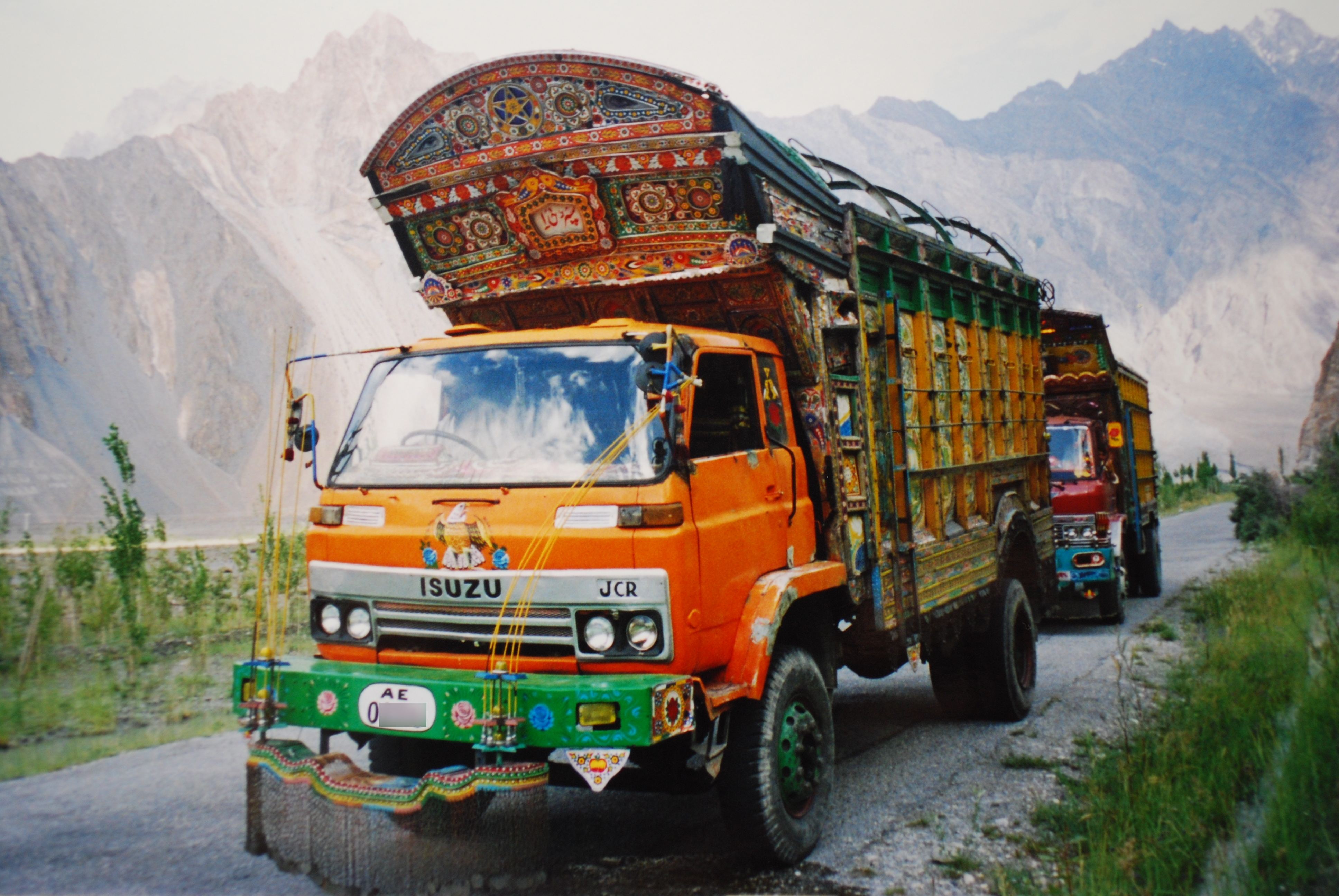
فن شاحنة في باكستان هي ميزة فريدة من الثقافة الباكستانية.

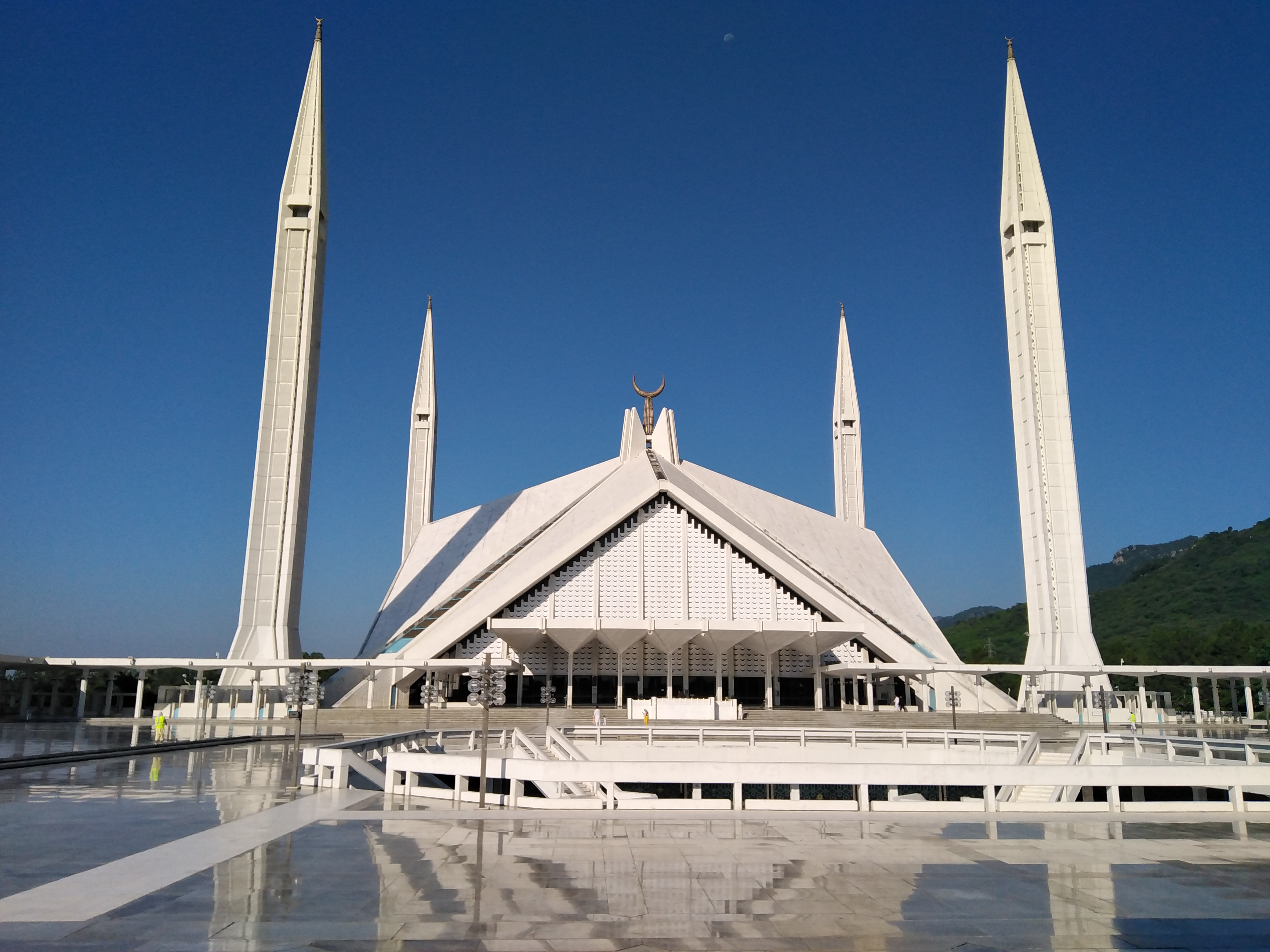
مسجد الملك فيصل، إسلام آباد.

المجتمع الباكستاني هرمي إلى حد كبير، مؤكدًا آدابه الثقافية المحلية والقيم الإسلامية التقليدية التي تحكم الحياة الشخصية والسياسية. وحدة الأسرة الأساسية هي الأسرة الممتدة، وإن كان هناك اتجاه متزايد نحو الأسر النووية لأسباب إجتماعية وإقتصادية. واللباس التقليدي للرجال والنساء هو الزي الهندي؛ السراويل والقمصان هي أيضا بشعبية كبيرة بين الرجال. وزادت الطبقة المتوسطة إلى حوالي 35 مليون والطبقات العليا وفوق المتوسطة إلى حوالي 17 مليون في العقود الأخيرة، والسلطة تتحول من ملاك الأراضي الريفية إلى النخب الحضرية. المهرجانات الباكستانية مثل عيد الفطر وعيد الأضحى وشهر رمضان في الغالب الديني في الأصل. أدى زيادة العولمة في باكستان إلى إحتلالها المرتبة 56 على AT مؤشر العولمة كيرني.

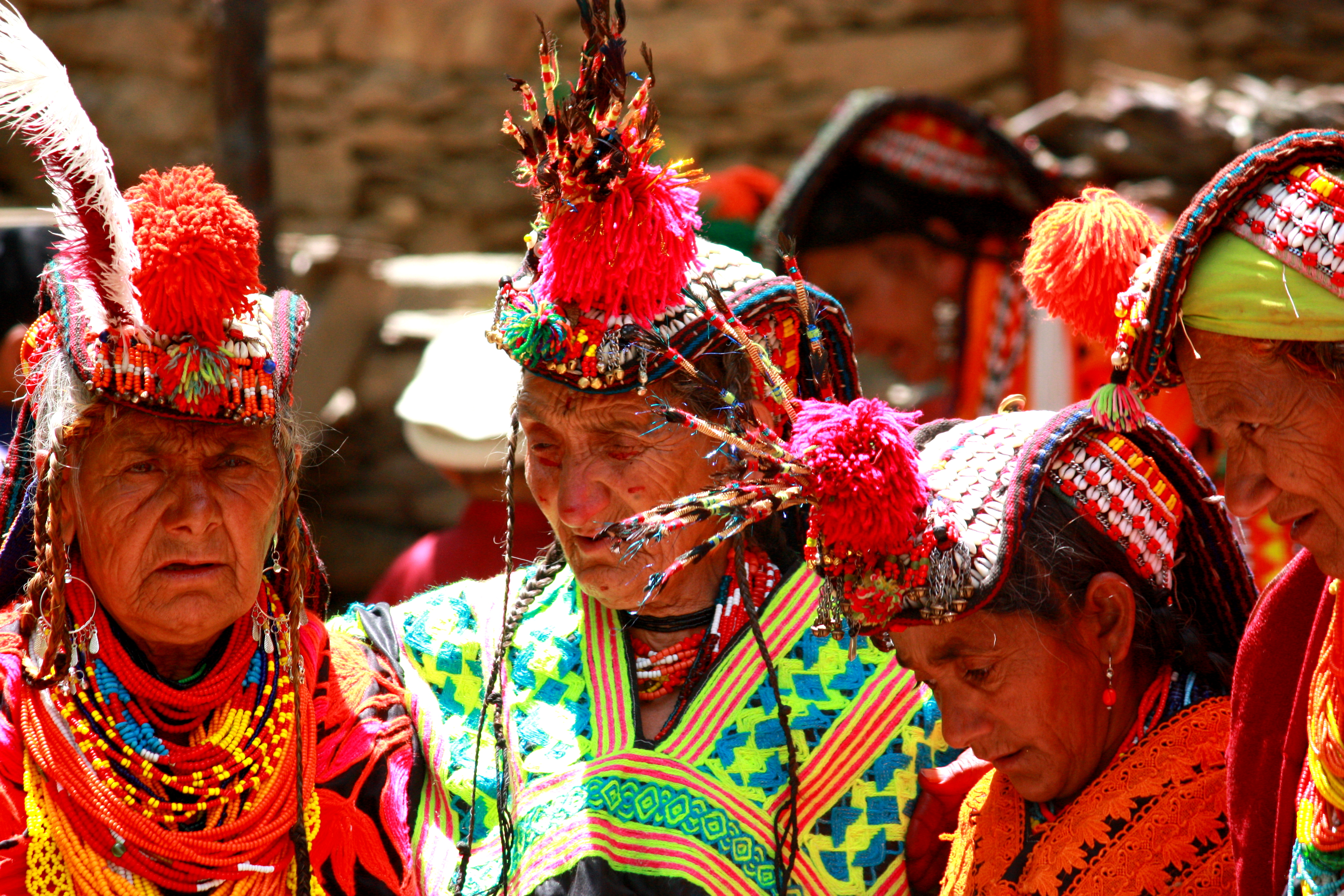
نساء قبيلة كيلاش في المرتفعات الجليدية الشمالية من باكستان.

### الملابس والأزياء
شالوار قميص أو الزي الهندي هو الزي الوطني لباكستان والذي يرتديه الرجال والنساء في جميع الأقاليم الأربع البنجاب، السند، بلوشستان، خيبر باختونخوا والمناطق القبلية بالبلاد وآزاد كشمير. كل منطقة لها أسلوبها الخاص في ارتداء السراويل والقمصان الهندية. ويتراوح ارتداء الملابس الباكستانية الرائعة من الألوان والتصاميم لنوع من القماش (الحرير والشيفون والقطن، وغيرها).
منذ وصول باكستان إلى عالم الموضة ازدهرت الأزياء الباكستانية كثيراً في البيئة المتغيرة وتطورت تاريخيًا ومرت لمراحل مختلفة واصبحت فريدة من نوعها بصرف النظر عن الموضة والثقافة الهندية. الأزياء الباكستانية هي مزيج من الفساتين التقليدية والحديثة وأصبحت من الهوية الثقافية لباكستان على الرغم من جميع الاتجاهات الحديثة، وضعت الثياب التقليدية والإقليمية مكانتها الخاصة باعتبارها رمزاً للتقليد الأصلي. هذه الأزياء الإقليمة ليست ثابتة بل تتطور إلى المزيد من الأشكال الحديثة والنقية.
مجلس تصميم الأزياء ومقره لاهور ينظم أسبوع الموضة والأزياء في كراتشي، باكستان ينظم عروض الأزياء في تلك المدينة. أقيم أسبوع الموضة في باكستان في أول نوفمبر 2009.

### وسائل الإعلام والترفيه
كانت وسائل الإعلام المملوكة للدولة في باكستان مؤسسة التلفزيون (PTV) وهيئة الإذاعة باكستان هي المهيمنة حتى بداية القرن 21. وهناك الآن العديد من القنوات التلفزيونية الخاصة. بالإضافة إلى قنوات الترفيه والأخبار الوطنية وقنوات التلفزيون الأجنبية والأفلام هي أيضًا على الهواء. وهناك صناعة السينما الأصلية الصغيرة مقرها في لاهور وبيشاور، بعنوان ووليوود. في حين منعت أفلام بوليوود من دور السينما العامة من عام 1965 حتى عام 2008، التي ظلت هامة في الثقافة الشعبية.
تتراوح الموسيقى الباكستانية المتنوعة بالأقاليم، الموسيقى الشعبية والأساليب التقليدية مثل قوالي وغزال Gayaki إلى الأشكال الحديثة دمج الموسيقى التقليدية والغربية. باكستان لديها العديد من المطربين الشعبيين المشهورين. وصول اللاجئين الأفغان في المناطق الغربية قد حفز الاهتمام في الموسيقى الباشتو، وإن كان هناك تعصب في بعض الأماكن. باكستان لديها بعض من وسائل الإعلام حيوية ومفتوحة الحديثة في العالم. وسائل الاعلام الباكستانية قد لعبت أيضًا دوراً حيويًا في فضح الفساد.

### التحضر

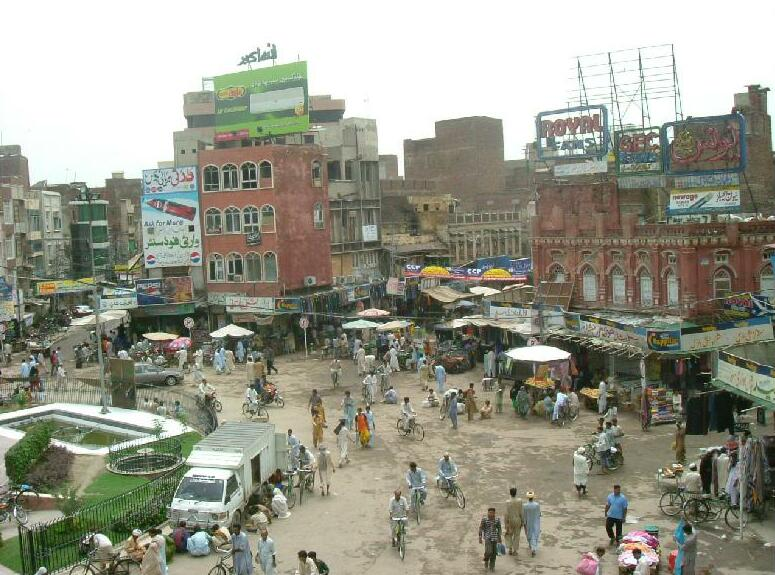
نظرًا لوجود وسط المدينة القديمة ذات الكثافة السكانية العالية من فيصل، فالمدينة هي موطن لأكثر من 4 ملايين شخص.

زاد التحضر في باكستان منذ زمن الاستقلال وله عدة أسباب مختلفة. غالبية سكان جنوب باكستان تعيش على طول نهر السند. وكراتشي هي المدينة الأكثر اكتظاظاً بالسكان في النصف الشمالي من البلاد، ومعظم السكان يعيشون في قوس شكلته مدينتي لاهور وفيصل آباد وروالبندي وإسلام آباد، جوجرانوالا، سيالكوت، جوجارات، جيلو، سرغودا، شيخ في نوشيرا مردان وبيشاور. خلال 1990-2008، كان سكان المدينة يشكلون 36٪ من سكان باكستان، مما يجعلها الدولة الأكثر تحضراً في جنوب آسيا. وعلاوة على ذلك، يعيش 50٪ من الباكستانيين في المدن من 5,000 شخص أو أكثر.
الهجرة، سواء من داخل البلاد وخارجها، تعتبر واحدة من العوامل الرئيسية التي ساهمت في التحضر في باكستان. أبرز تحليل واحدة من باكستان تعداد عام 1998، أهمية تقسيم الهند في 1940 في سياق فهم التغير الحضري في باكستان. وخلال فترة الاستقلال، المهاجرين المسلمين من الهند هاجروا بأعداد كبيرة وتحول إلى محل إقامتهم باكستان، وخاصة لميناء مدينة كراتشي، التي هي اليوم أكبر مدينة في باكستان.
الهجرة من بلدان أخرى، وخاصة تلك الموجودة في الحي، زاد من حفز عملية التحضر في المدن الباكستانية. من الأحداث الهامة خاصةً هو الهجرة التي وقعت في أعقاب استقلال بنغلاديش في عام 1971، في شكل البيهاريين الذين تقطعت بهم السبل الذين تم نقلهم إلى باكستان. وجاءت أعداد أقل من البنغاليين والمهاجرين البورميين الدعوى في وقت لاحق من ذلك بكثير. أجبرت الحرب السوفيتية في أفغانستان في 1980 الملايين من اللاجئين الأفغان في باكستان، وخاصة في المناطق الشمالية الغربية حتما، والتحضر السريع التي تسببه هذه التحركات السكانية الكبيرة جلبت أيضًا التعقيدات السياسية والاجتماعية والاقتصادية الجديدة، بالإضافة إلى الهجرة، والأحداث الاقتصادية مثل الثورة الخضراء والتطورات السياسية، من بين مجموعة من العوامل الأخرى، هي أيضًا الأسباب الهامة للتحضير.

### الشتات

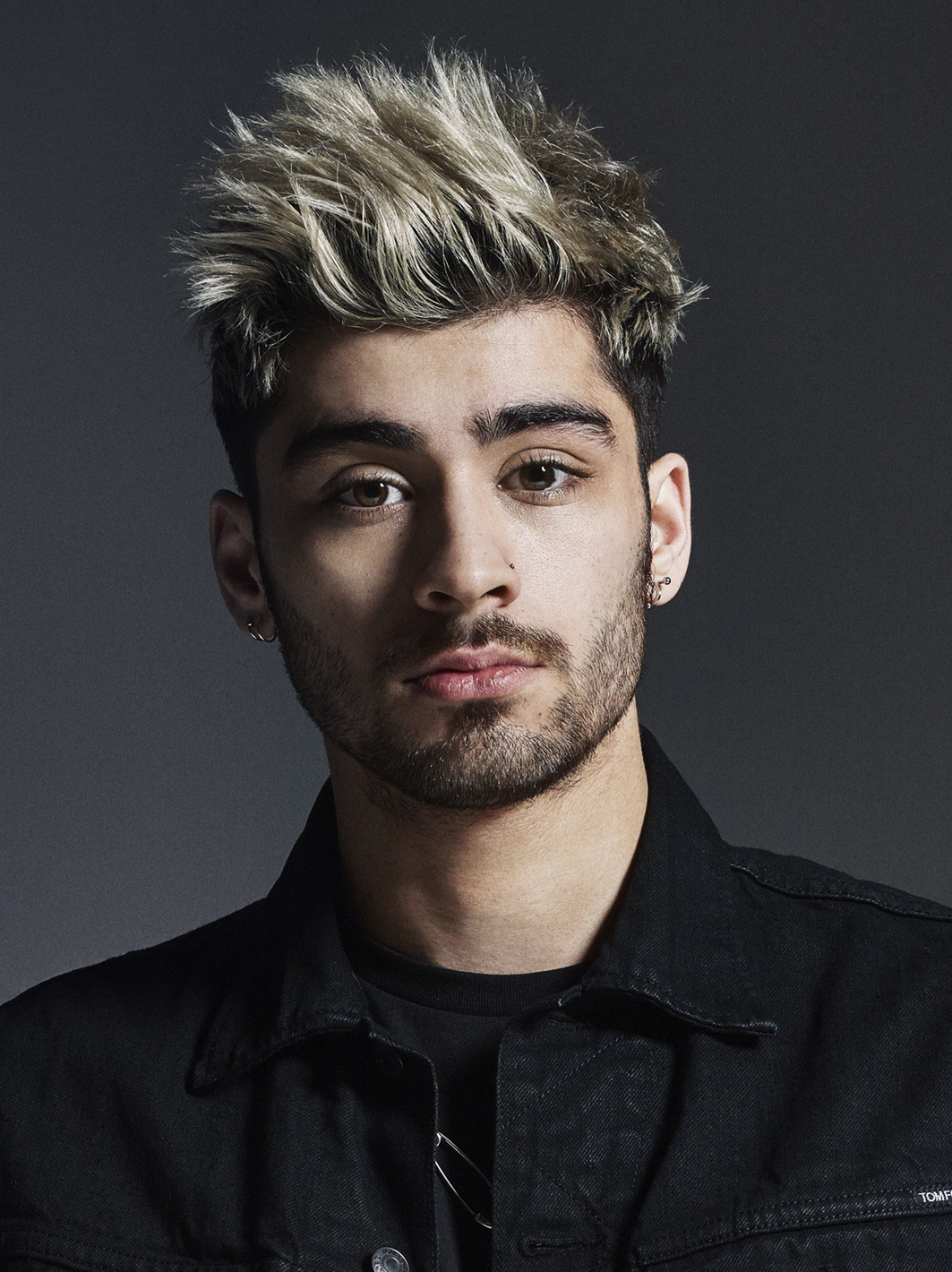
البريطاني-الباكستاني زين مالك، وهو مغني وعضو سابق في فرقة ون دايركشن

وفقا للحكومة الباكستانية، هناك حوالي 8.8 ملايين من الشعب الباكستاني الذين يعيشون في الخارج مع الغالبية العظمى منهم من المقيمين في منطقة الخليج والشرق الأوسط وأوروبا وأمريكا الشمالية حتى عام 2017. باكستان في المرتبة 10 في العالم من حيث التحويلات المالية المرسلة للمنزل في عام 2012 بحوالي 13 مليار دولار.
ومن المعترف به على المدى الكبير مصطلح الباكستانيين في الخارج رسميًا من قبل حكومة باكستان. تأسست وزارة الباكستانيين في الخارج في عام 2008 للتعامل حصريا مع جميع المسائل وشؤون الباكستانيين في الخارج مثل حضور لاحتياجاتهم ومشاكلهم، تنوي المخططات والمشاريع لرعايتهم والعمل على حل مشاكلهم وقضاياهم. العمال الباكستانيين في الخارج هم ثاني أكبر مصدر لصرف الحوالات الخارجية لباكستان بعد الصادرات وعلى مدى السنوات القليلة الماضية، حافظت تحويلات النقد الأجنبي وارتفاع الاتجاه المطرد، مع زيادة سجلت 21.8٪ من 6.4 مليون دولار في 2007-08 إلى 7,8 مليون خلال 2008-09.
في 2009-10، أرسل الباكستانيين إلى بلادهم 9.4 بليون دولار أمريكي، وهو أكبر حادي عشر مجموع تحويلات في العالم. بحلول عام 2012، إحتلت باكستان ترتيبها العاشرة في العالم للتحويلات وذلك بمبلغ إجمالي قدره 13 مليار دولار. تم إنشاء شعبة الباكستانيين في الخارج (العيادات الخارجية) في سبتمبر 2004 في وزارة العمل والقوى العاملة، جنبًا إلى جنب مع الملحقيات الرعاية المجتمعية (CWAs) ومؤسسة الباكستانيين في الخارج (OPF)، والعيادات الخارجية لتحسين رفاهية الباكستانيين المقيمين في الخارج. واعترف بأهمية الباكستانيين في الخارج ومساهمتهم في اقتصاد البلاد. ويهدف تقسيم لتقديم أفضل الخدمات من خلال تحسين المرافق في المطارات، وخطط مناسبة للسكن والتعليم والصحة وأكبر جهد للرعاية لها هو تسهيل إعادة تأهيل العائدين الباكستانيين في الخارج.

### الأدب

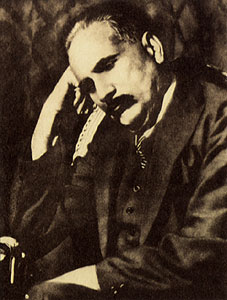
محمد إقبال، الشاعر الوطني في باكستان.

باكستان لديها الأدب باللغة الأردية والسندية والبنجابية والبشتوية والبلوشية والفارسية والإنجليزية والعديد من اللغات الأخرى. قبل القرن الـ19 كان يتألف أساساً من الأعمال الغنائية والشعر الديني، باطني والفولكلورية. خلال العصر الاستعماري، أخذت الأدباء الأم تتأثر الواقعية الأدبية الغربية يصل متزايد المواضيع المتنوعة والأشكال السردية. الخيال النثر هو الآن بشعبية كبيرة.
كتب الشاعر القومي لباكستان محمد إقبال، الشعر باللغة الأردية والفارسية. وكان نصيراً قوياً للنهضة السياسية والروحية للحضارة الإسلامية، وشجع المسلمين ملزمة في جميع أنحاء العالم لإحداث ثورة ناجحة.
يشمل ممثلين معروفة من الأدب المعاصر الأردي الباكستاني فايز أحمد فايز. ومن المعروف صادقين لله الخط واللوحات. وشعراء الصوفية شاه عبد اللطيف، بوله شاه، ميان محمد بخش والخواجة فريد هم شعبيون جداً في باكستان. اصطلح على تسميته كاليش ميرزا بيك أب النثر السندي الحديث.

### العمارة
للعمارة الباكستانية أربع فترات معترف بها: ما قبل الإسلامية، الإسلامية، الاستعمار، ما بعد الاستعمار. مع بداية حضارة الهندوس حوالي منتصف الألفية الثالثة قبل الميلاد، الثقافة الحضرية المتقدمة وضعت لأول مرة في المنطقة، مع المباني الكبيرة، وبعضها بقي قائماً حتى هذا اليوم. موهينجو دارو، هارابا وكوت ديجي هي من بين المستوطنات ما قبل الإسلام التي هي الآن مناطق الجذب السياحي أدى صعود البوذية والفارسية والنفوذ اليوناني إلى تطوير النمط اليوناني البوذي، بدءاً من القرن 1م. تم التوصل إلى نقطة عالية في هذا العصر في ذروة أسلوب غانذارا. من الأمثلة على العمارة البوذية هي أنقاض دير بوذي تخت-إي-باهي في خيبر باختونخوا.
وصول الإسلام في باكستان اليوم يعني نهاية مفاجئة للعمارة البوذية في المنطقة والانتقال إلى العمارة الإسلامية. أهم مبنى على الطراز الفارسي لا يزال قائما هو ضريح شاه ركن-I-علم في مولتان. في عهد المغول، كانت تنصهر عناصر تصميم الهندسة المعمارية الفارسية والإسلامية وغالبًا ما تنتج أشكال من الفن الهندوستاني. لاهور، باعتبارها مقر الإقامة العرضية من حكام المغول، تضم العديد من المباني الهامة من الإمبراطورية. وأبرزها هي مسجد بادشاهي، وقلعة لاهور مع بوابة ألامجيري الشهيرة والملونة، على غرار مسجد الوزير الفارسي خان، وحدائق شاليمار في لاهور ومسجد شاه جهان في ثاتا. في الفترة الاستعمارية البريطانية، والمباني الوظيفية بالغالب من النمط التمثيلي الهندية الأوروبية المتقدمة من مزيج من المكونات الأوروبية والهندية الإسلامية. يتم التعبير عن الهوية الوطنية ما بعد الاستعمار في الهياكل الحديثة مثل مسجد فيصل، ومنار الوطني باكستان ومزار القائد.

### الطعام والشراب

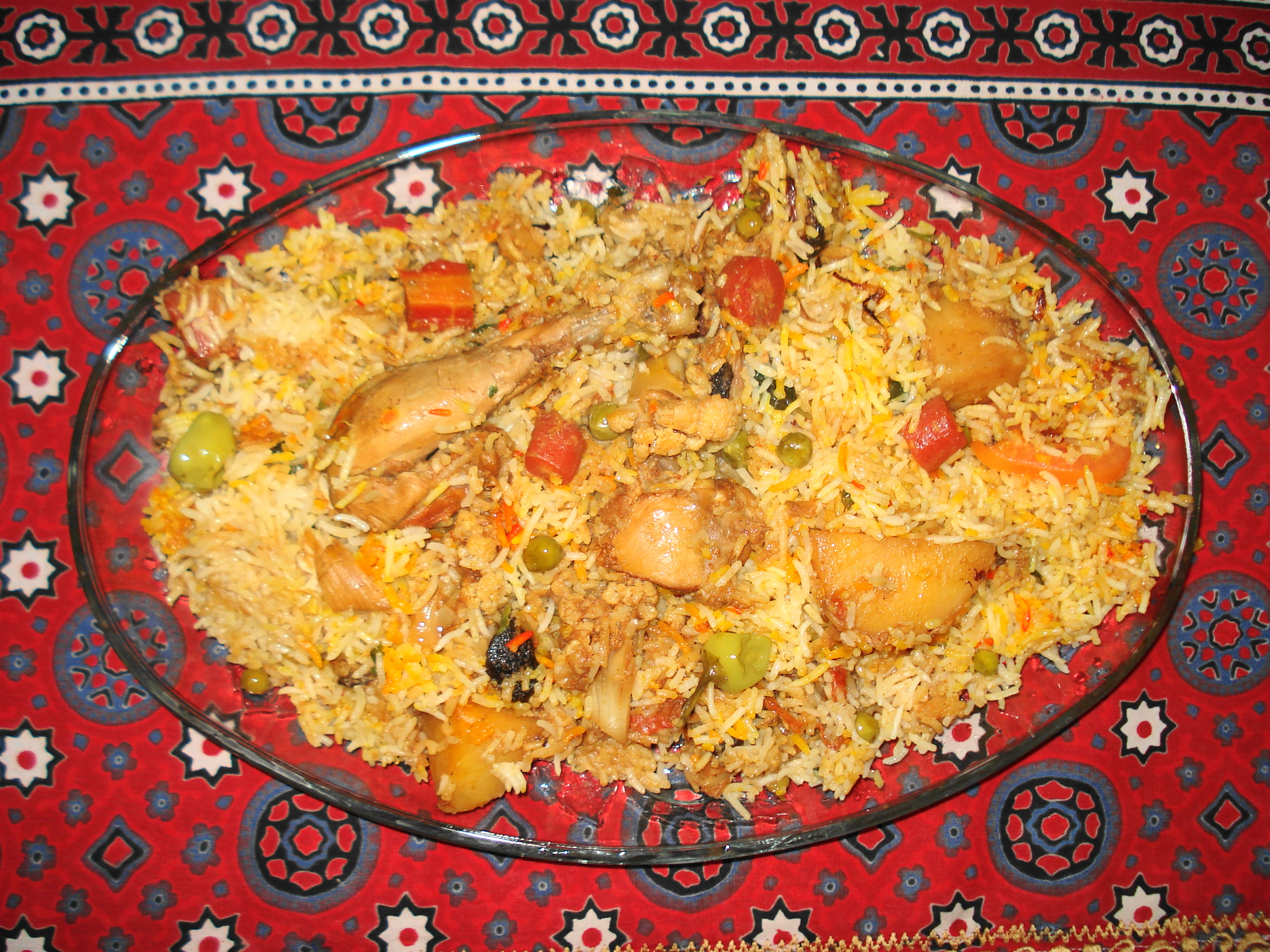
البرياني، أحد أشهر الأطباق في باكستان.

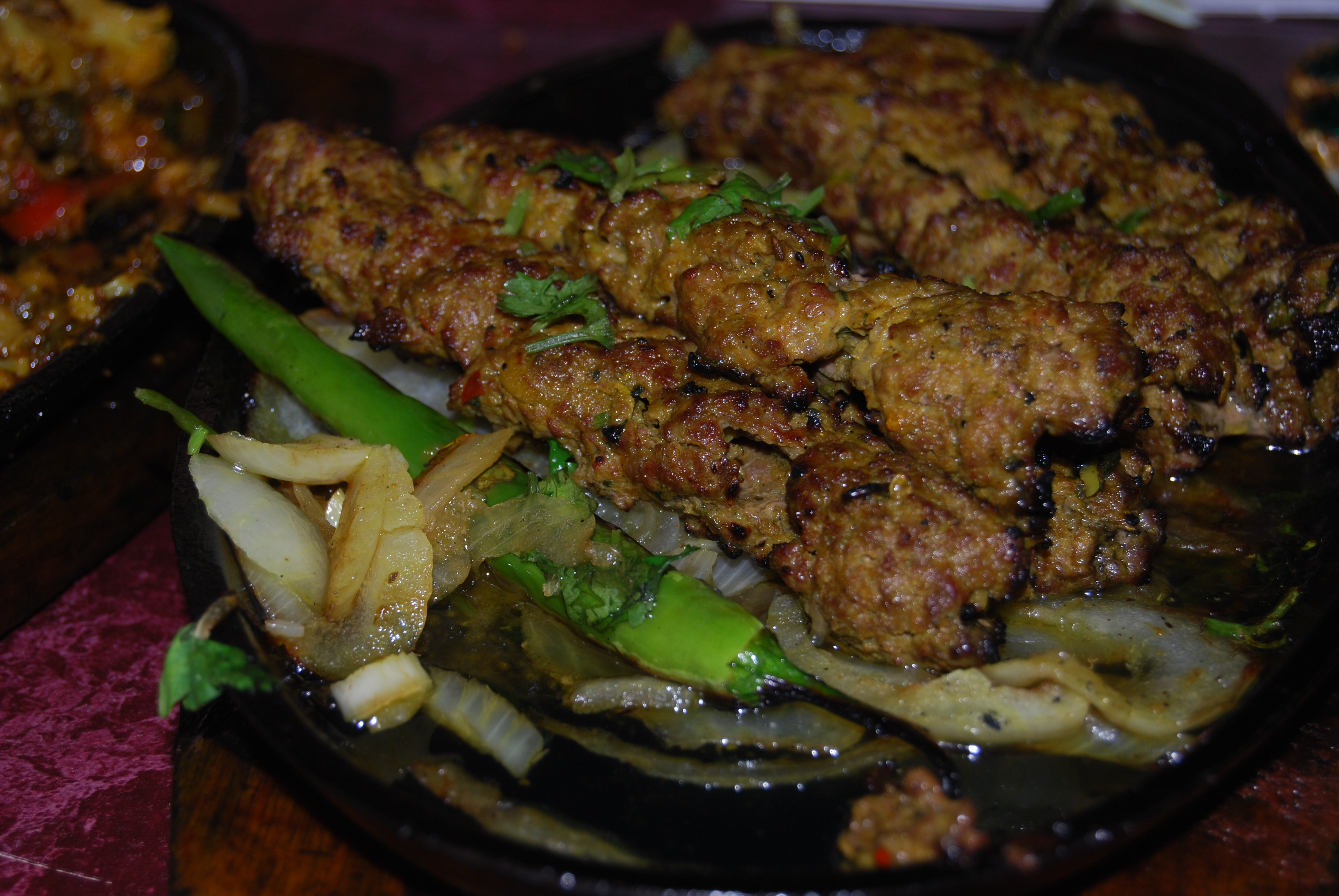
سيخ كباب، من أكثر الأكلات المنشرة في باكستان.

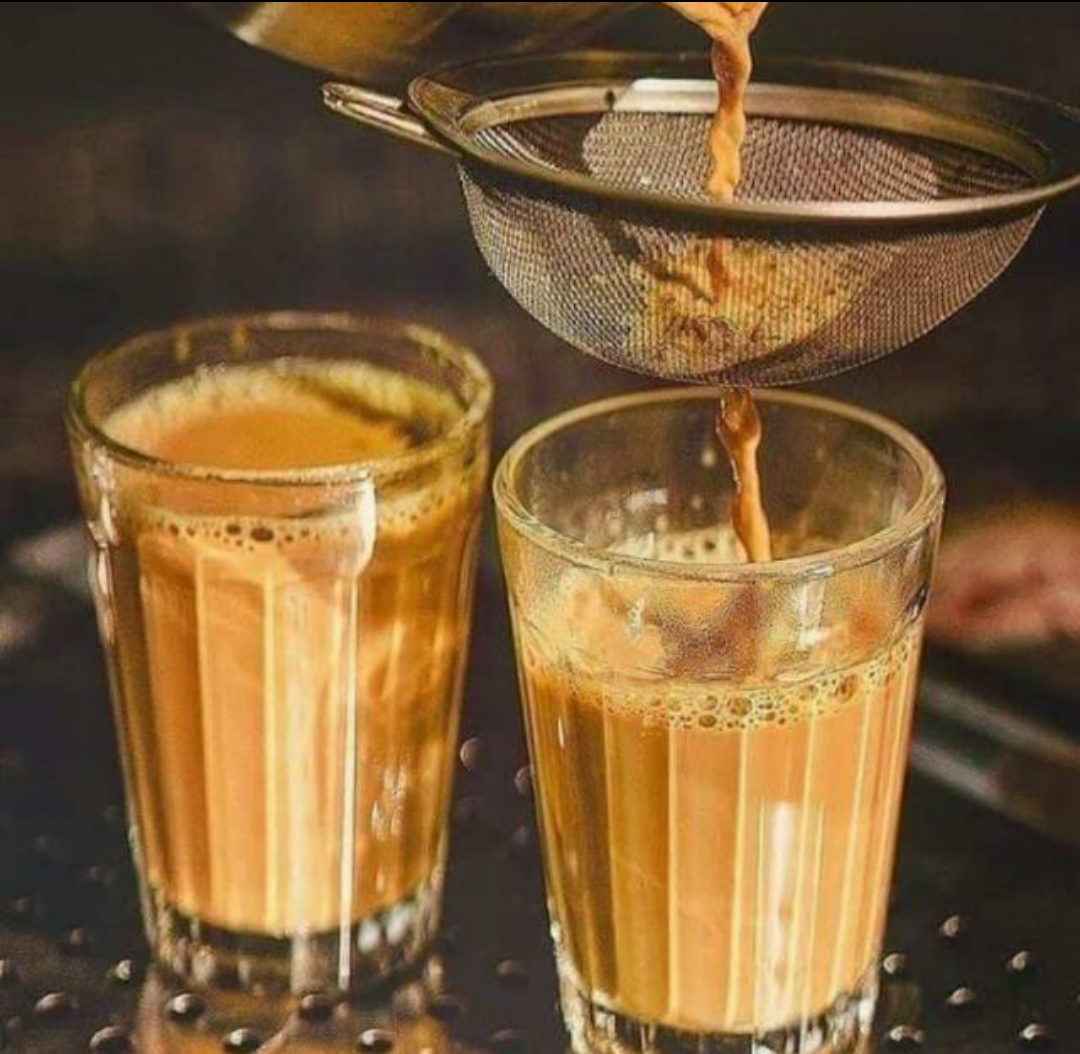
شاي كرك.

على الرغم من كونها جزءاً من جنوب آسيا، إلا أن المطبخ الباكستاني لديه بعض أوجه التشابه مع مناطق مختلفة من شبه القارة الهندية، التي تنشأ من المطابخ الملكية لأباطرة المغول في القرن السادس عشر. باكستان لديها أكبر مجموعة متنوعة من أطباق اللحوم مقارنة مع بقية القارة الفرعية ومعظم تلك الأطباق لها جذورها في المطبخ الشرقي لآسيا الوسطى والشرق. يستخدم الطبخ الباكستاني كميات كبيرة من التوابل والأعشاب والتوابل. الثوم، وتستخدم الزنجبيل، والكركم، والفلفل الأحمر وغارام ماسالا في معظم الأطباق، وطهي المنزل يشمل بانتظام الكاري. شاباتي، الخبز المسطح الرقيق المصنوع من القمح، وهو الغذاء الرئيسي، ويقدم مع الكاري واللحوم والخضار والعدس. الأرز هو أيضًا المشترك؛ هو خدم عادي أو المقلي مع التوابل، ويستخدم أيضًا في أطباق الحلو. لاسي هو الشراب التقليدي في منطقة البنجاب. للشاي الأسود مع الحليب والسكر شعبية في جميع أنحاء باكستان وتؤخذ يوميًّا من قبل معظم السكان. سوهان الحلوى هو طبق حلو شعبي جداً من المنطقة الجنوبية من إقليم البنجاب ومشهور بجميع أنحاء باكستان.

### الرياضة

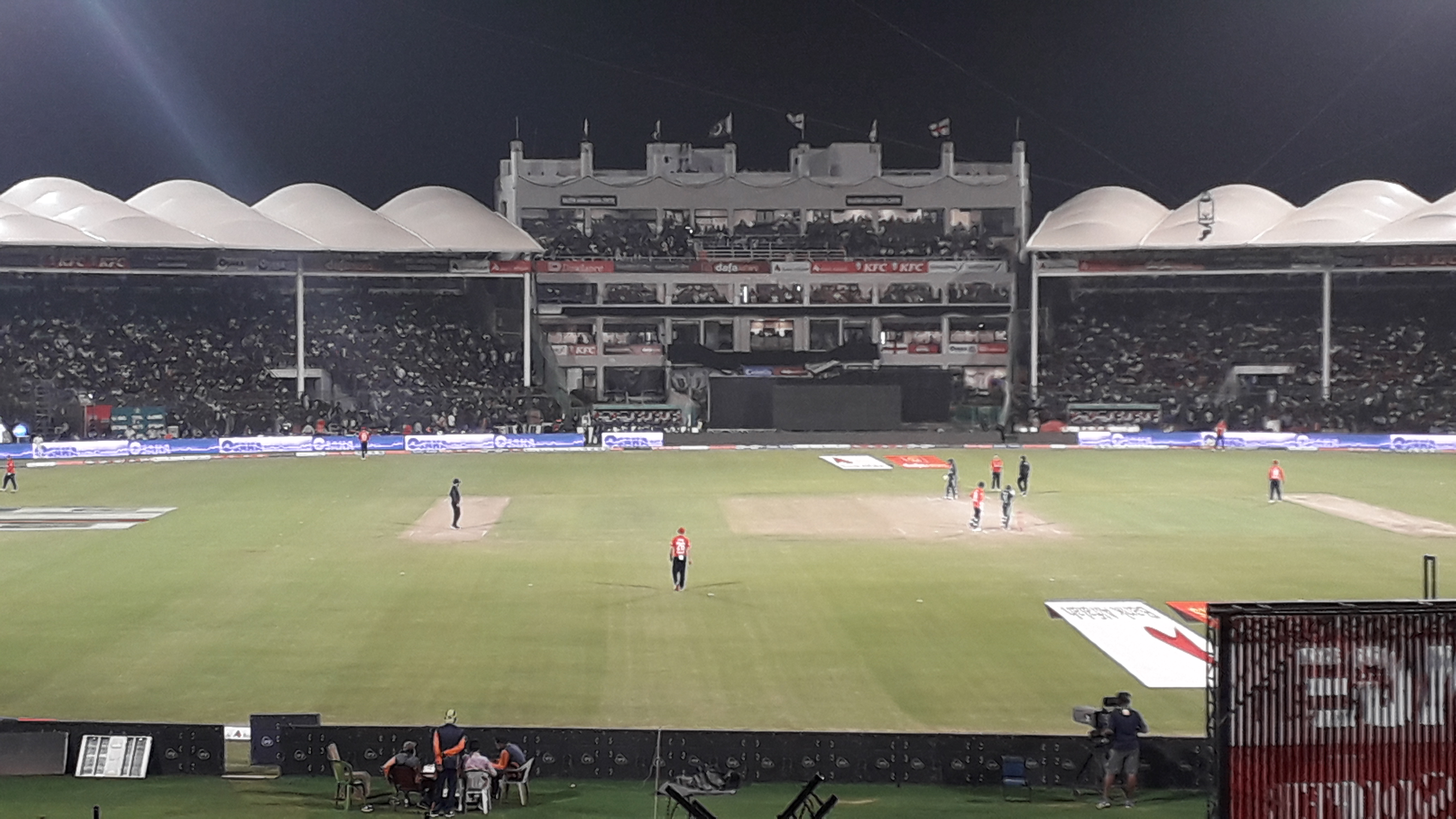
الملعب الوطني في كراتشي، ويعد أكبر ملعب للكريكت في باكستان.

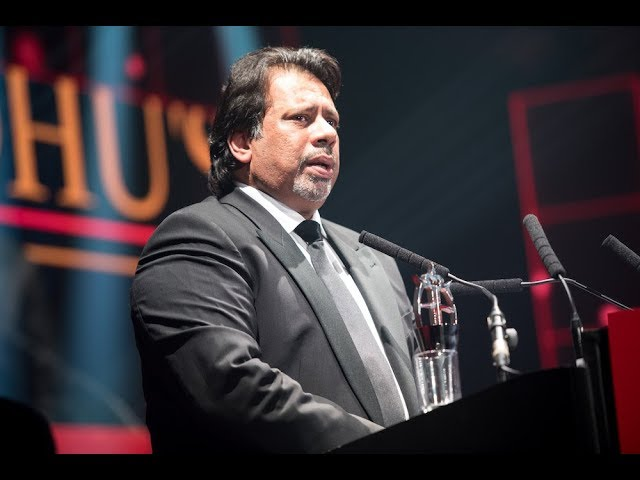
جهانجير خان، يعتبر على نطاق واسع أعظم لاعب في السكواش على مر العصور.

الرياضة الوطنية في باكستان هي الهوكي، التي فازت بثلاث ميداليات ذهبية (1960، 1968، و1984). وقد فازت باكستان أيضًا في كأس العالم للهوكي أربع مرات (1971، 1978، 1982، 1994).
ومع ذلك، تعد لعبة الكريكيت اللعبة الأكثر شعبية في جميع أنحاء البلاد. وفريق الكريكيت الوطني فاز بلقب بطولة كأس العالم للكريكيت مرة واحدة (في عام 1992)، وكان الوصيف مرة واحدة (في عام 1999)، وشارك في استضافة البطولة مرتين (في عام 1987 و1996). وكانت باكستان الوصيف في الافتتاحية 2007 ICC العالمية العشرين في جنوب أفريقيا وفازت عام 2009 بالبطولة ICC العالمية العشرين في انكلترا. ومع ذلك في الآونة الأخيرة، فقد عانى الكريكيت الباكستاني بشدة بسبب رفض فرق للقيام بجولة بباكستان خوفا من الإرهاب. وقد جال لا فرق باكستان منذ مارس 2009، عندما هاجم مسلحون بجولة فريق الكريكيت السريلانكي.
في ألعاب القوى عبد الخالق شارك بتحليق الطيور في آسيا في عام 1954 ودورة الألعاب الآسيوية 1958 دورة الألعاب الآسيوية. فاز بـ 34 ميدالية ذهبية الدولية، و15 فضية و12 الدولية ميداليات برونزية لباكستان.
في الاسكواش، لاعبين من الطراز العالمي مثل جهانجير خان، يعتبر على نطاق واسع [على يد من؟] أن يكون أعظم لاعب في تاريخ الرياضة، وفاز جهانجير خان ببطولة العالم المفتوحة للاسكواش عدة مرات خلال حياته المهنية. كما فاز جهانجير خان بالبطولة البريطانية المفتوحة عشر مرات. باكستان قد تنافست عدة مرات في دورة الألعاب الأولمبية في لعبة الهوكي والملاكمة وألعاب القوى والسباحة والرماية. حصيلة الميداليات الأولمبية لباكستان يبلغ 10 منها 8 كانت حصلت عليها في الهوكي. ودورة ألعاب الكومنولث ودورة الألعاب الآسيوية احصاءات الميداليات تقف عند 65 و160 على التوالي.
على المستوى الوطني، لعبة البولو شعبية، مع الأحداث الوطنية العادية في أجزاء مختلفة من البلاد. وأيضًا متابعة الملاكمة، البلياردو والسنوكر، والتجديف، والرضوخ، والتنس، وجسر العقد، والجولف والكرة الطائرة بنشاط، وأنتجت باكستان بطل الإقليمية والدولية في هذه الرياضة. كرة السلة تتمتع بشعبية إقليمية خصوصًا في لاهور وكراتشي.

## الملاحظات
1. ↑  يتضمن بيانات عن الأراضي الباكستانية في كشمير؛آزاد كشمير (13,297 كم٢ أو 5,134 ميل مربع)[2] وجيلجيت -بالتستان (72,520 كم٢ أو 28,000 ميل مربع). وباستثناء هذه المناطق سوف ينتج رقم مساحة يبلغ 796,095 كم٢.
2. ↑  لا يتضمن الرقم سكان مناطق الإدارة الباكستانية في كشمير؛ آزاد كشمير وجيلجت بلتستان والتي بلغ عدد سكانها، وفقًا لتعداد باكستان لعام 2017، 4,045,367 و1,492,924 على التوالي."
3. ↑  حسب مكتب الإحصاء الباكستاني.[110][111]
4. ↑  لا يتضمن الرقم سكان مناطق الإدارة الباكستانية في كشمير؛ آزاد كشمير وجيلجت بلتستان.

- أطلس التاريخ العربي والإسلامي – الدكتور شوقي أبو خليل
- في مهب المعركة – مالك بن نبي
- وجهة العالم الإسلامي – مالك بن نبي
- مجلة العربي أعداد مايو/أيار 1998 – أبريل/نيسان 1996
- المودودي والجماعة الإسلامية على يوتيوب، برنامج الإسلاميون، قناة الجزيرة، 11 ديسمر 2009

## مزيد من القراءة
- Ahmed, Akbar (1997). Jinnah, Pakistan and Islamic Identity: The Search for Saladin. Routledge. ISBN 978-0-415-14966-2
- Cohen, Stephen Philip (2006). The Idea of Pakistan. Brookings Institution Press ISBN 978-0-8157-1503-0
- Lieven, Anatol (2012). Pakistan: A Hard Country. PublicAffairs. ISBN 978-1-61039-145-0
- Malik, Hafeez (2006). The Encyclopedia of Pakistan. Oxford University Press. ISBN 978-0-19-597735-6
- Malik, Iftikhar (2005). Culture and Customs of Pakistan (Culture and Customs of Asia). Greenwood. ISBN 978-0-313-33126-8
- McCartney, Matthew (2011). Pakistan – The Political Economy of Growth, Stagnation and the State, 1951–2009 Routledge. ISBN 978-0-415-57747-2
- Raja, Masood Ashraf  [لغات أخرى]‏ (2010) [1857–1947]. Constructing Pakistan: Foundational Texts and the Rise of Muslim National Identity. Oxford. ISBN 978-0-19-547811-2
- Spear, Percival (2007). India, Pakistan and the West. Read Books Publishers. ISBN 1-4067-1215-9

## وصلات خارجية
- موقع باكستان بالعربية
- تويتر باكستان بالعربیة
- Pakistan  على كتاب حقائق العالم
- Pakistan from UCB Libraries GovPubs
- باكستان على مشروع الدليل المفتوح
- Pakistan from the بي بي سي نيوز
- Pakistan at موسوعة بريتانيكا
- أطلس ويكيميديا حول Pakistan
- Key Development Forecasts for Pakistan from International Futures
- Population Of Pakistan
- construction company in Pakistan
- World Bank Pakistan Summary Trade Statistics